# 九州産交バス
九州産交バス株式会社（きゅうしゅうさんこうバス、英: Kyushu Sanko Bus Co., Ltd.）は、熊本県熊本市に本社を置く九州産業交通ホールディングス傘下のバス事業者。本社は熊本県熊本市西区の熊本営業所内に所在する。
熊本市近辺の路線バスおよび、熊本県内から各都市への高速バスを中心に運行し、2015年10月1日からは貸切バス事業も行っている。
なお本項では、九州産業交通株式会社時代に地域分社化され、後に合併して設立された子会社の「産交バス株式会社」についても記載する。両社とも略称は産交バス（さんこうバス）。

## 沿革
- 1942年（昭和17年）8月17日 - 九州産業交通株式会社設立。
- 1991年（平成3年）3月 - 九州産業交通から「天草産交」・「熊北産交 (ゆうほくさんこう) 」・「熊南産交 (ゆうなんさんこう) 」を地域分社化し、本体は主に熊本市近郊の路線バスと高速バスの事業に専念する。
- 1998年（平成10年）3月 - 熊本都市圏路線の一部において県内4社共通プリペイド式バスカード「TO熊カード」取扱いを開始。以後、3年にわたり取扱路線（一部の高速バス路線を含む）を拡充。一方で、熊本都市圏に乗り入れない路線においてはTO熊カードを導入せず、引き続き紙式回数券での取り扱いとなる。
- 2005年（平成17年）4月1日 - 分離子会社の天草産交・熊北産交・熊南産交が合併して産交バス株式会社となり、産交観光バスから路線バス事業を合併会社に営業譲渡。
- 2006年（平成18年）4月1日 - 九州産業交通が「九州産業交通ホールディングス株式会社」に商号変更して事業持株会社へ移行すると同時に、同社が直轄して運行していた路線バス・高速バス等の事業を分割して「九州産交バス株式会社」を設立。同時に組織改正がおこなわれ、前年に発足した産交バス株式会社と貸切専業部門の九州産交観光株式会社ならびに整備部門の九州産交整備株式会社は九州産交バスの100%子会社として、新体制の下で事業を再スタートする。
- 2007年（平成19年）10月1日 - 熊本市上代4丁目に新社屋落成。これまで同市桜町の九州産業交通ホールディングス本社内に同居していた九州産交バス・産交バス本社を新社屋に移転。同時にこれまで同市春日にあった中央営業所（田崎車庫、現在はヤマダ電機テックランド熊本春日本店）と同市小島下町にあった小島営業所（小島産交、現在は当社貸切バス事業本部）が統合して熊本営業所（西部車庫）として新社屋敷地に移転し営業開始。
- 2015年（平成27年）
  - 4月1日 - 九州産交バス・産交バス全ての路線（一部の高速バス路線を除く）において県内4社共通のICカード乗車券「くまモンのIC CARD（熊本地域振興ICカード）」取扱いを開始。
  - 10月1日 - 子会社で貸切バス専業部門の九州産交観光を当社に経営統合。九州産交バス貸切バス事業部となる。
- 2016年（平成28年）
  - 3月23日 - この日よりくまモンのIC CARDエリアにおいて熊本市交通局が導入しているICカード「でんでんnimoca」との相互利用が可能となると同時に、くまモンのIC CARDエリアがJR九州が導入しているICカード「SUGOCA」エリアに含まれる事となり、SUGOCAと相互利用可能な全国10社交通系ICカード （Suica・PASMO・はやかけんなど）の片利用が可能となる。ただし、くまモンのIC CARDはでんでんnimocaとは相互利用出来る一方、SUGCAエリアなどでは使用不可。これに伴い、同月31日を以ってこれまで使用されてきたTO熊カードならびに紙式回数券の取扱いを終了。
  - 4月14日 - 熊本地震の発生に伴い、木山営業所周辺の道路が被災し、迂回や運転見合わせが発生する（2019年頃までに全路線で復旧）。
- 2019年（令和元年）10月17日 - 九州産交バス・産交バスの2社共に、熊本県よりブライト企業認定[1][2][3]。
- 2020年（令和2年）
  - 3月13日 - 同年に発生した新型コロナウイルスの世界的感染拡大の影響により、都市間バスの一部路線を減便。その後、同年4月16日には政府による緊急事態宣言が全国に拡大されたのを受け、翌17日以降はほとんどの都市間バスや空港リムジンバスなどで減便の拡大や運休路線が相次ぐ。同年6月19日以降、減便体制のまま順次運行再開。その後も熊本県内ならびに相手都市側の感染状況を鑑みながら随時増減便・運休・運行再開などを実施（一部路線では現在も運休を継続中）。
  - 7月4日 -  南九州地域を中心に襲い、熊本県内に甚大な被害をもたらした令和2年7月豪雨により、同日未明には人吉営業所管内の球磨川が氾濫し、管内の道路はほとんどが冠水し通行不能となったほか、人吉営業所が浸水、所属車両32台中26台（乗合車19台、貸切車7台）が浸水被害を受け[4]、所属車両のほとんどが廃車となる[5]。当面は他営業所からの車両を借用して運用しながら同月14日より順次営業を再開[5][6][7]。また牛深営業所も社屋が床上浸水、車両に被害はなかった[4][8]。その他、九州産交バスおよび産交バスの高速バス路線、一般路線が多数運休した[8]。
- 2021年（令和3年）4月1日 - 熊本電気鉄道、熊本バス、熊本都市バスと共に路線バス事業の共同経営を実施[9][10]。これに伴い、これまで熊本都市バスが運行していた池田京町線（桜町BT - 富尾団地間）と池田健軍線（若葉校 - 富尾団地間）の2路線を譲受し、池田京町線は桜町BTから西部車庫まで始発着点を延伸。これと引き換えに、これまで当社が運行していた東西線2系統（熊本駅・ 桜町BT - トラックターミナル間と熊本駅・桜町BT - 免許センター・パークドーム間）を熊本都市バスへ譲渡し、熊本駅 - 西部車庫間は区間廃止となり熊本駅前始発着に短縮。
- 2023年（令和5年）
  - 3月6日 - 九州産交グループ初の試みとして、空港リムジンバスと阿蘇くまもと空港経由の快速バス「たかもり号」において、運賃支払い方法にクレジットカード等のタッチ決済機能を導入[注 1]。
  - 8月1日 - これまでバス車内に掲示が義務付けられていた乗務員氏名プレートの表示を廃止[11]。以後は乗務員氏名欄に代わり「（該当車両の）所属会社名」・「（車両の）登録番号」を表示。
  - 10月1日 -  運賃改定に伴い全ての区間で運賃値上げを実施。ただし、熊本市内においてはこの日から、熊本電気鉄道、熊本バス、熊本都市バスと共に熊本市電と並走している区間を中心に、熊本駅・上熊本駅・新水前寺駅と市内中心部を結ぶエリアを180 円均一運賃とする[12]。
- 2024年（令和6年）
  - 6月1日 - 創業時より着用が義務付けられていた乗務員の制帽ならびにネクタイ着用を廃止[注 2]。昨今の地球温暖化にともなう熱中症対策及びクール・ビズなどの社会情勢の変化、さらに今後も予想される温暖化の進行や制服の簡素化を踏まえて等の理由によるもの[13]。
  - 9月7日 - この日から土日祝限定で翌年3月までの予定で熊本電気鉄道、熊本バス、熊本都市バスと共に熊本市電と並走している区間を中心に、熊本駅・上熊本駅・新水前寺駅と市内中心部を結ぶエリアを1日300円乗り放題とする(デジタルチケット購入が必要)[14]。
  - 11月15日 - この日を以ってくまモンのIC CARDによるでんでんnimocaとの相互利用を終了[注 3]と共に、全国交通系ICカードの利用が停止となる[15]。熊本県内におけるバスでの運賃支払いのためのICカードの利用はくまモンのIC CARDのみ引き続きでの取り扱いとなる。
- 2025年（令和7年）
  - 2月1日 - 前年11月15日で取扱終了となった全国交通系ICカードの片利用に代わり、この日から一部の路線（熊本 - 福岡間の高速バス「ひのくに号（自社便のみ。西鉄便は利用不可）」と産交バスの「阿蘇火口線」）においてクレジットカード等のタッチ決済機能サービスを先行導入[16][17][18]。
  - 2月24日 - この日から一部の高速バス路線を除く全路線でクレジットカード等のタッチ決済機能のサービスを開始し、Mastercardにも対応[19]。
  - 8月11日 - 熊本県下に集中豪雨。八代営業所ではバス30台が浸水により使用不能になり運休。同月13日から他の営業所から車両を借り順次運行再開[20]。
  - 9月30日（予定） - 運転手不足及び路線バス収益面の悪化に伴う路線再編で松橋営業所を閉鎖。熊本市内から直通する松橋産交（一部は宇土駅東口）行きの運行便取りやめと松橋営業所併設のバスターミナルが1965年使用開始から60年で建物の老朽化と路線再編によりターミナル機能を松橋駅に移設予定[21]。

## 乗合バス営業所一覧
九州産交バスおよび産交バスの乗合バス営業所はバスの行き先案内などで○○産交と呼ばれることがある。たとえば、松橋営業所へ向かうバスは松橋産交行きと案内される。ただし、熊本営業所に向かうバスは西部車庫行き、天草営業所は産交車庫前と案内される。また一般の路線バス車両のリアガラスの左下には、「熊本」「八代」「木山」「松橋」といったステッカーが貼り付けてあり、所属営業所がひと目で分かるようになっているが、最近は各営業所も新規(中古車も含む)、転属ステッカーを貼り付けていない。
本社・熊本営業部においては2007年10月1日開設時より熊本営業所とした1つの営業所としてすべての路線を運営していたが、2012年4月1日の組織改正において業務ごとに分割された。さらに子会社の産交バスにおいても一部営業所においては地区ごとに営業部を設けていたが、産交バスでは2021年4月の組織改編に伴い、阿蘇・天草の営業部を廃止した。また九州産交バスは2021年10月の組織改編に伴い、それまで別れていた路線バス担当の運行本部、貸切バス担当の貸切バス事業本部、ランプバス担当のランプバス事業本部の３つを運行本部に一本化、さらに熊本営業部を廃止し、路線バス営業所を熊本営業所、高速バス営業所を高速営業所と変更した。

### 九州産交バス直轄
- 熊本営業所（旧熊本営業部・路線バス営業所）： 熊本市西区上代4丁目13番34号
- 高速営業所（旧熊本営業部・高速バス営業所）： 熊本市西区上代4丁目13番34号
- 松橋営業所： 宇城市松橋町松橋862
- 山鹿営業所： 山鹿市中央通510-2
- 光の森営業所： 菊池郡菊陽町大字津久礼字下沖野3013-1　※2015年12月1日新設[24][25]
- 木山営業所： 上益城郡益城町寺迫1014-1

### 産交バス
現在、路線バスの分離子会社は同社のみ。実際は、旧産交観光バス営業所を併設していた上記の九州産交バス直轄営業所（高速営業所・光の森営業所・松橋営業所を除く）を含め熊本県内全域に営業所を持つが、以下は九州産交バス直轄営業所に併設された営業所を除く地方営業所のみ記載。
- 八代営業所： 八代市新地町9-3
- 人吉営業所： 人吉市下青井町390-1
- 水俣営業所： 水俣市月浦54-91
- 玉名営業所： 玉名市岱明町西照寺968-1
- 阿蘇営業所： 阿蘇市黒川1415-2
- 天草営業所： 天草市北浜町2600-1
- 大津営業所[注 6]： 菊池郡大津町吹田1108

### 主なバスターミナル
※上記営業所とは別。
熊本市内周辺
- 熊本桜町バスターミナル（旧：熊本交通センター）
- 熊本空港（阿蘇くまもと空港）
- 熊本駅（かつては自社ターミナルビルもあった）

県北（荒尾・玉名・山鹿）
- 玉名駅前
- 新玉名駅前
- 玉名市役所前
- 荒尾駅前
- ゆめタウンシティモール(旧：あらおシティモール)・荒尾バスセンター（隣接しており全てのバスが両者を経由）
- 山鹿バスの駅（山鹿バスセンター）

阿蘇
- 阿蘇駅前
- 阿蘇山上ターミナル（旧：阿蘇山ロープウェー阿蘇山西駅）
- ゆうステーション（道の駅小国）
- 高森駅（高森駅交流施設）

県南（宇城・八代・水俣・人吉）
- 三角バスセンター（旧：三角営業所）
- 八代市役所前
- 八代駅前
- 新八代駅前
- 水俣駅前
- 人吉駅前

天草
- さんぱーる
- 本渡バスセンター
- 牛深バスセンター（旧：牛深営業所）

### 廃止された営業所
- 中央営業所： 熊本市西区春日
  - 2007年9月30日で廃止。熊本営業所へ移転。
- 小島営業所： 熊本市西区小島下町
  - 2007年9月30日で廃止。熊本営業所へ移転。ただし、跡地は当社の貸切営業所（かつての九州産交観光本社）として引き続き入居しているため、バス停としての小島産交は現在もある。
- 荒尾営業所： 荒尾市荒尾・南用尺区
  - 2006年12月1日廃止。玉名営業所と統合。 (建屋・敷地は玉名営業所荒尾車庫として現存)  2005年4月1日に解散した荒尾市交通局（荒尾市営バス）の一部が移管されたものである。荒尾市交通局は解散時に車両・路線を産交バスに譲渡した。
- 菊池営業所： 菊池市隈府
  - 2006年9月30日で廃止。山鹿・大津の各営業所および電鉄バスに移管。路線の一部は菊池市の補助により乗合タクシー（きくちあいのりタクシー）に移行。
- 小国営業所： 阿蘇郡小国町大字宮原影ノ木908-4
  - 2021年頃（時期不明）に廃止[注 7]。阿蘇営業所へ統合。
- 牛深営業所： 天草市久玉町字新久玉5711-2
  - 2022年10月1日廃止。天草営業所と統合。
- 三角営業所： 宇城市三角町三角浦首入1160-38
  - 2024年6月1日廃止。天草営業所と統合。
- 高森営業所： 阿蘇郡高森町大字高森字西原2232-3
  - 2024年6月1日廃止。阿蘇営業所と統合。

## 一般路線バス
同社直轄路線および子会社である産交バスの路線を合わせると、ほぼ県下全域にネットワークを持つ。路線バスを運営する分離子会社として、天草産交（天草・牛深）、熊北産交（荒尾・玉名、高森）、熊南産交（八代・水俣・人吉）、産交観光バス（菊池・阿蘇・小国・三角）の4社があったが、2005年4月1日付けで合併し、産交バスとして統合された。
路線バスの車両は、熊本都心部などでは大型車がほとんどで、それ以外の地域では中型車が比較的多い。また、乗客の極端に少ない路線や、山間部のローカル線では小型車を使用することがほとんどで、小型車は主にレインボー・リエッセ・ポンチョ・エルガミオの四種類が存在するが、最も保有台数の多いリエッセのBDG-RX6JFBA型を使うことが多い。最近では自家用マイクロタイプのローザ・リエッセⅡも導入している。また、近年一部地域において新規に開設した路線（これまで路線バス空白地域だった区間など）においては一般乗用車タイプのワンボックスカー（トヨタ・ハイエースコミューター〈12人乗り〉）が使用されている。
路線の詳細については各営業所の記事を参照のこと。

## 都市間バス
熊本県内の主要都市間を結ぶ快速バスと、主に他県の主要都市へ向かう特急バスからなる。高速道路を経由する特急バスは、とくに高速特急と呼ばれる。また、本渡線においては2011年3月12日より超快速バスも運行開始した。
このほか過去においては急行バス（福岡、杖立、高森、三角、日奈久線等）、準急バス（杖立、高森、山鹿、本渡線等）も存在したが、現在は上記四種だけである。
下記の路線のほか、九州国際観光バスから引き継いだ九州横断バスも運行している。

### 快速バス
- あまくさ号： 熊本 - 本渡
- たかもり号： 熊本・阿蘇くまもと空港 - 高森
- 大江戸温泉物語送迎：熊本 - 天草温泉※予約制・運行受託[注 8]

### 特急バス・高速バス
高速バスにおいては、熊本桜町バスターミナルを発着する路線の他、同BTを経由しない八代（新八代駅）発着便と福岡発着便がある。
カッコ内は共同運行会社。

#### 熊本発着
九州産交バス側の担当ならびに共同運行会社の熊本側運行支援業務は全て本社・高速営業所。★は夜行便。
- ひのくに号： 熊本 - 福岡（西日本鉄道)
  - なお、ひのくに号には2023年4月1日より光の森 - 福岡間の系統が新設。こちらは光の森営業所が担当[注 9]。
- りんどう号： 熊本 - 長崎（長崎県営バス）
- やまびこ号： 熊本・熊本空港 - 阿蘇 - 大分（大分バス）
- たかちほ号： 熊本・熊本空港 - 高千穂・延岡（宮崎交通）
- なんぷう号： 熊本 - 人吉 - 宮崎（宮崎交通）
- きりしま号： 熊本 - 八代・人吉 - 鹿児島（鹿児島交通・南国交通）
- サンライズ号： 熊本 - 神戸・大阪・京都（近鉄バス）★
- あそ☆くま号： 熊本 - 大阪・京都（近鉄バス）★　※格安便

#### 八代発着
運行ならびに八代における共同運行会社への運行支援業務（待機・休憩・折返し整備等）は産交バス八代営業所が担当。
- B&Sみやざき： 新八代駅 - 人吉 - 宮崎（JR九州バス、宮崎交通）

#### 福岡発着
いずれも運行は本社・高速営業所が担当。車両は、フェニックスにおいては宮崎へなんぷう号（一部福岡における乗務員交替はひのくに号にて出入り）として、黒川線においては福岡へひのくに号としてそれぞれ熊本から送り込みをおこなう。
- フェニックス号： 福岡 - 八代・人吉 - 宮崎（西日本鉄道、宮崎交通、JR九州バス）
- 福岡 - 黒川温泉線： 福岡・福岡空港 - 黒川温泉（日田バス）

### 空港線
- 熊本市内 - 熊本空港間リムジンバス：西部車庫 - 熊本駅前 - 熊本桜町バスターミナル - 熊本県庁前 - グランメッセ熊本前 - 熊本空港（阿蘇くまもと空港）
  - このほか、高森線（たかもり号）も、熊本市内は空港リムジンバスと同じバス停において停車する。

## 定期観光バス
- 九州横断バス（1号-8号）： 熊本 - 阿蘇 - 黒川温泉・由布院・別府
  - 九州国際観光バスが担当していたが、同社の解散に伴い2000年より当社に継承された。以前は長崎 - 雲仙・島原 - 熊本を経て別府まで運行されていたが、2004年に同区間の運行が廃止され現在の運行ルートとなる。

## 周遊バス
- 人吉周遊バス（じゅぐりっと号）： 人吉IC乗降口 - 人吉IC前 - 鶴田団地前 - 鬼木町 - 北泉田町 - 外山病院前 - 二日町 - 九日町 - 札の辻夫婦恵比寿神社前 - 新町 - 総合病院前 - 永国寺前 - 人吉橋 - 中青井町 - 人吉駅前

## 貸切バス

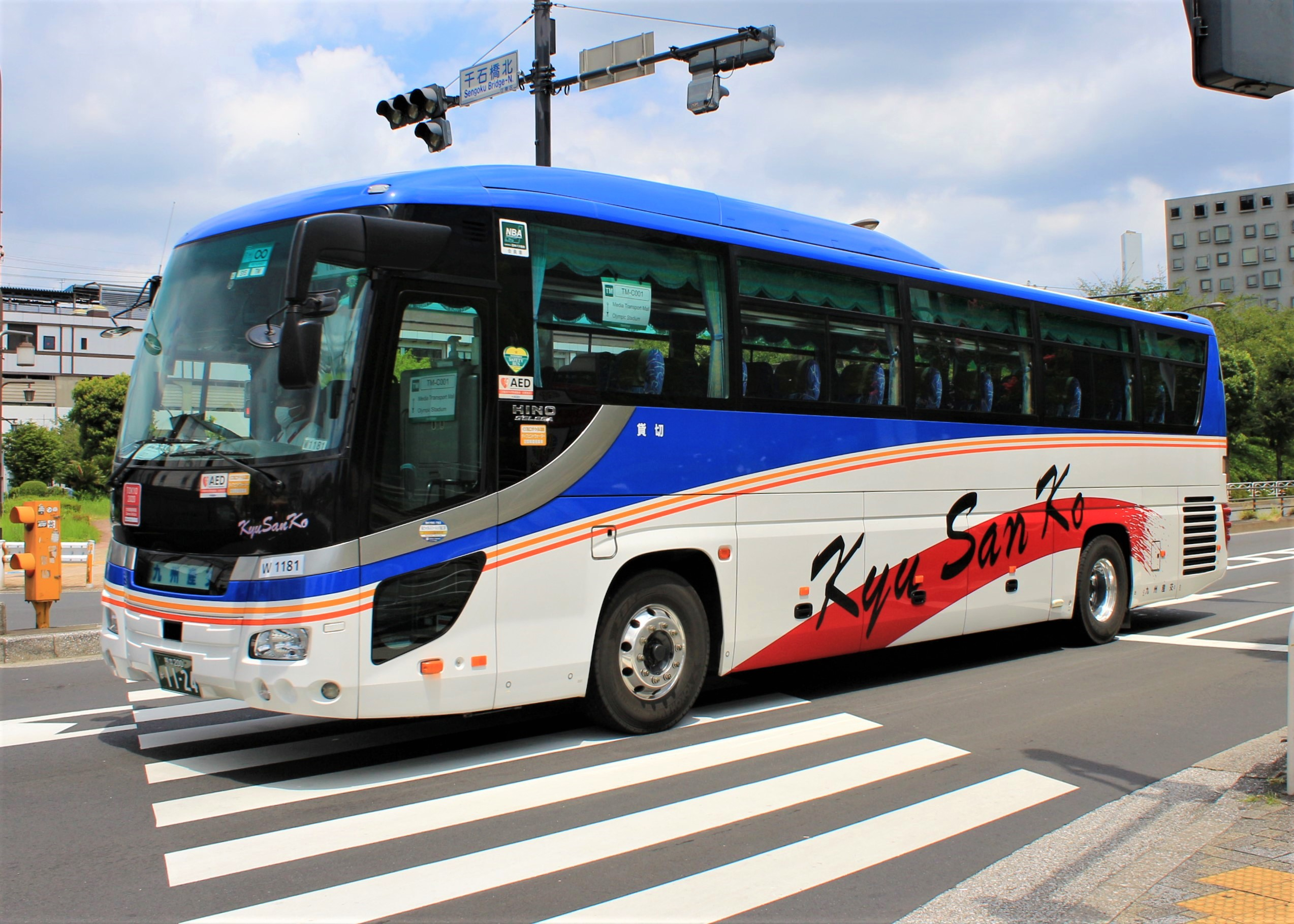
貸切車

九州産業交通時代の1986年に貸切バス専業の子会社として九州産交観光を設立し貸切バス事業を分社化したが、2015年10月1日の会社統合により九州産交観光を合併し、現在は当社にて貸切バス事業も行っている。

### 営業所
- 本社貸切営業課・貸切営業所 - 熊本県熊本市西区小島8丁目
  - このほか熊本県内においては八代・松橋・光の森・山鹿・玉名・人吉・天草及び福岡県大牟田市に車両拠点がある。

なお、イベントなどで多くの乗客が見込まれると主催者が判断した場合、手続きを経て一般路線バスまたは都市間バスの車両を「貸切」または「臨時バス」として使用されることもある。

## ランプバス
2020年4月に熊本空港ターミナルビル建て替えに伴う措置として、熊本空港内のランプバス運行を受託、新たにランプバス事業本部を設置し、空港内のランプバスを担当するランプバス営業所を開設した。その後2021年10月の組織改編に伴い、ランプバス事業本部は解散、ランプバス営業所は九州産交バスの他の営業所と同じく、運行本部に組み込まれている。

## コミュニティバス
一部の自治体において下記のコミュニティバスの運行を受託している。
- 高森町民バス （高森町）
- ゆるっとバス （南阿蘇村）
- SUNまりんバス （上天草市大矢野地区）
- のってみゅうかー （天草市本渡地区）
- みなくるバス （水俣市）
- キャロッピー号 （菊陽町）（熊本電鉄バスと共同運行）
- 行長しゃん号 （宇土市）
- 八代市街地循環バス（まちバス ・みなバス・ゆめバス）（八代市）
- 玉名市街地循環バス（玉名市）

## 過去に運行していた路線
この項では、運行撤退・廃止・休止・運行終了した路線について記す。高速・特急・快速・急行・準急バスほか空港線その他特殊路線のみ述べる（一般路線バスについては各営業所記事を参照）。

### 高速バス
- 夜行高速 京都号： 熊本 - 枚方・京都（運行開始から1999年までは京阪バスと共同運行＜撤退後は単独運行＞）
- 高速特急 おおあそ号： 熊本 - 佐賀 - 嬉野・唐津（西日本鉄道・昭和自動車・祐徳バスと共同運行）
- 高速： 福岡 - 菊池線 - 福岡 - 山鹿 - 菊池（西日本鉄道、熊本電気鉄道との共同運行）
  - 2007年4月1日 - 同年9月30日までの期間限定運行。運行期間終了により運行終了。特に愛称はつけられなかった。
- 高速： 人吉 - 鹿児島空港線 - 人吉 - 鹿児島空港（いわさきバスネットワーク、南国交通と共同運行）
- 夜行高速 トワイライト神戸号： 鹿児島・熊本 - 神戸・甲子園・尼崎（単独運行）
- 高速特急 ぎんなん号： 熊本 - 北九州（運行開始から2010年3月までは西日本鉄道と共同運行、その後単独運行）　※利用者低迷を理由に2018年11月30日を以って運行休止。
- 夜行高速 不知火号： 熊本 - 名古屋（名鉄バスと共同運行）　※利用者低迷と深刻な乗務員不足により2019年9月30日の運行を以って路線廃止。
- 高速特急 ひとよし号： 熊本 - 人吉（県内便、産交バス人吉営業所による運行）
- 高速特急 ASOエクスプレス号： 福岡・福岡空港 - 阿蘇（西日本鉄道と共同運行）　※新型コロナウイルスの世界的感染拡大の影響による利用客低迷により2020年10月11日の運行を以って終了
- 高速特急 さいかい号： 熊本 - 佐世保・ハウステンボス（当初は西肥バスと共同運行、再開後は単独運行で佐世保側の運行支援業務は西肥バスがおこなった） ※2014年9月30日出発便を以って路線を一度廃止し、2019年4月1日より運行再開したが、2020年4月25日から当分の間は新型コロナウイルスの影響により運休し、2024年3月31日を以て路線廃止。

### 特急・快速バス
原則、県外路線は特急、県内路線は快速となっていた。おゝあそ号とさつま号が例外。1980年代ころまで運賃とは別に特急または快速料金の設定があった。1970年代の特急快速料金は30円。ひのくに号とありあけ号は座席指定だった。他の路線は、乗車券購入時に番号が書かれた乗車整理券が配られ、その順番で乗車していた。

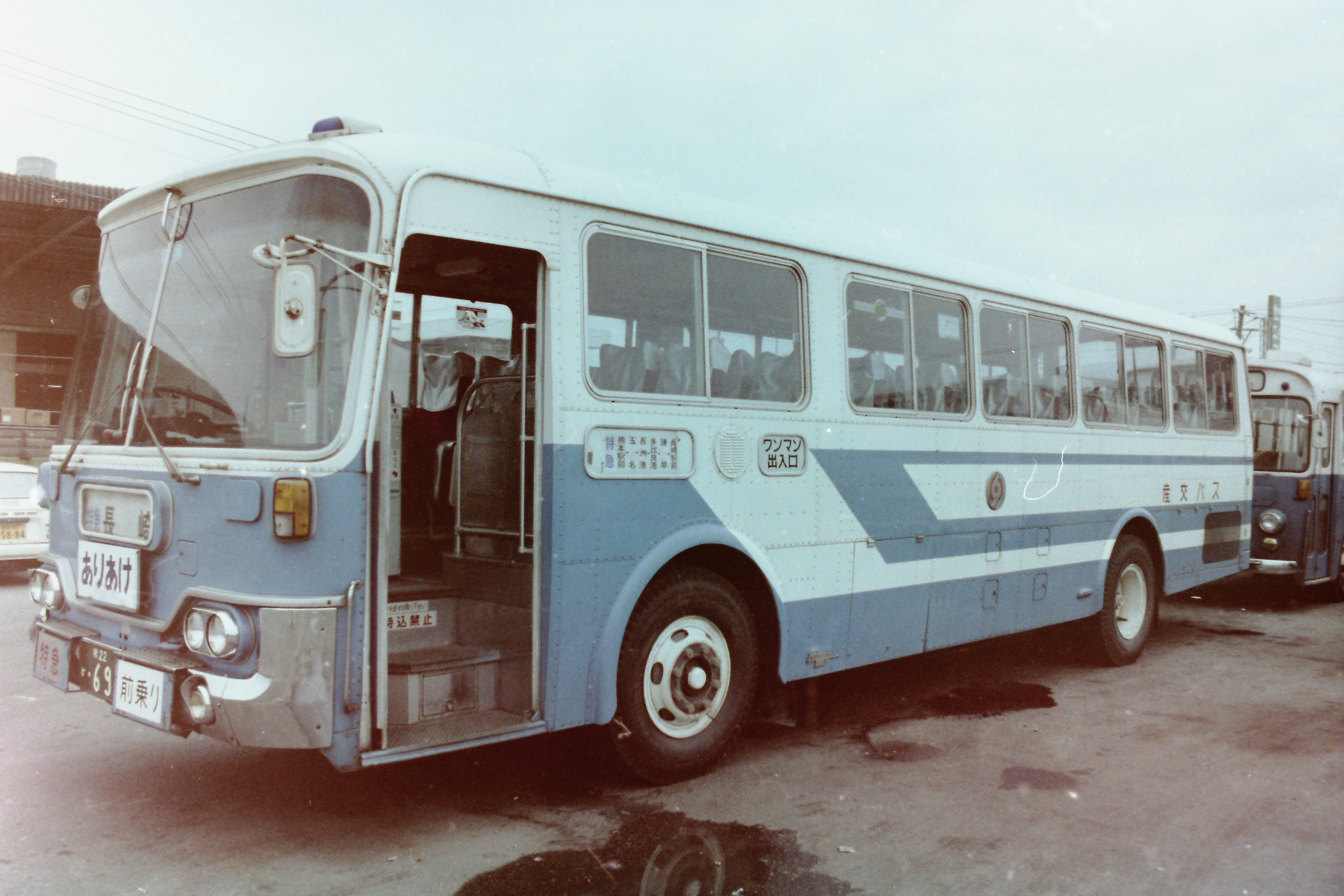
ビジネス特急ありあけ号

- ビジネス特急ありあけ号ビジネス特急 ひのくに号： 熊本 - 山鹿 - 久留米 - 福岡（西日本鉄道と共同運行・国道3号線経由）
- ビジネス特急 ありあけ号： 熊本駅 - 玉名 - 諫早 - 長崎（長崎県営バス・島原鉄道と共同運行・長洲港 - 多比良港間有明フェリーを利用）
- 観光特急 おゝあそ号： 熊本駅 - 阿蘇山西駅、熊本駅 - 阿蘇山東駅

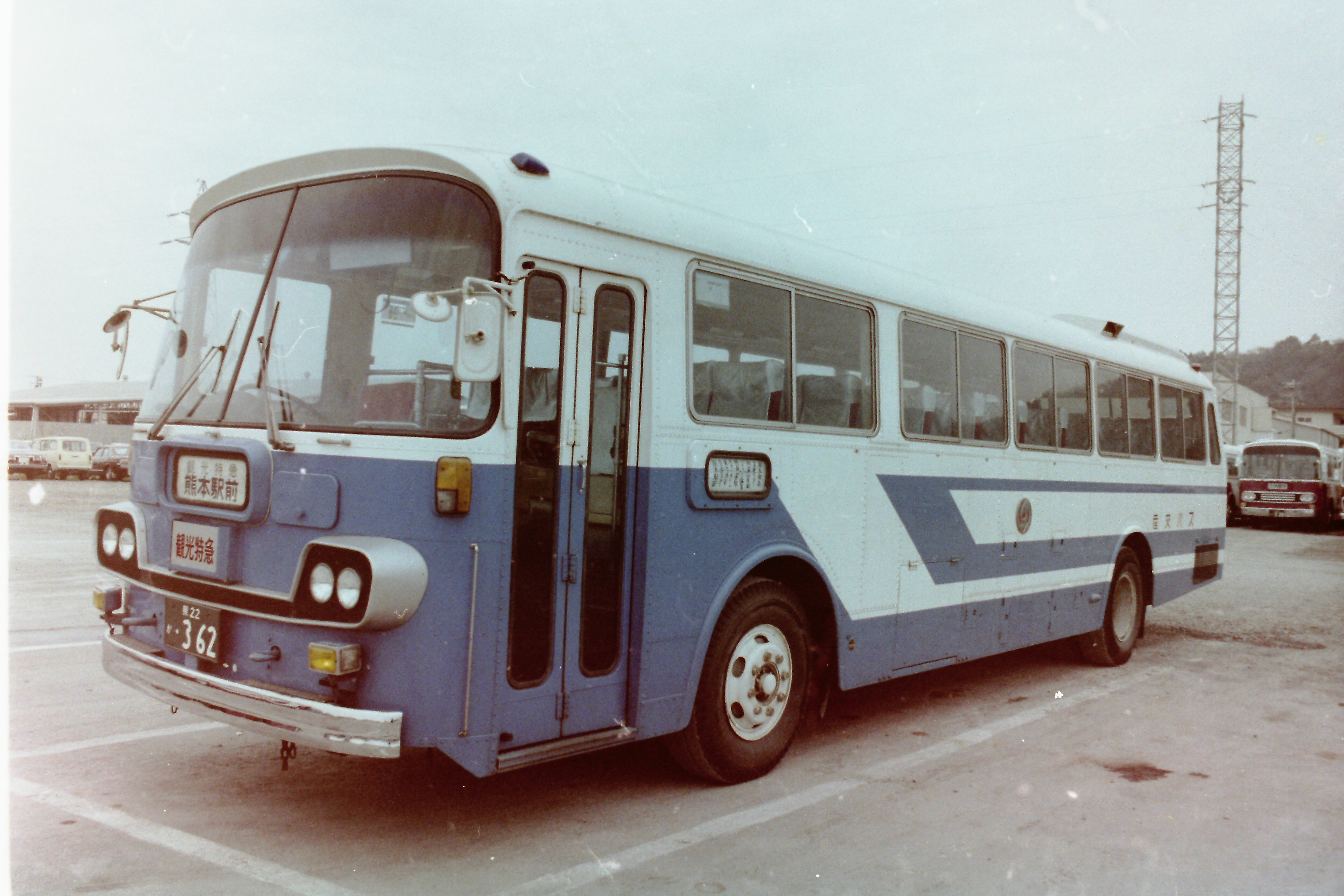
観光特急おおあそ号

- 観光特急おおあそ号特急 本渡 - 阿蘇山西駅： 本渡 - 熊本駅 - 阿蘇山西駅
- 特急 荒尾 - 阿蘇山東駅： 荒尾 - 玉名 - 熊本駅 - 阿蘇山東駅
- 快速 かじか号： 熊本駅 - 大津 - 阿蘇 - 杖立温泉
- 快速 たかちほ号： 熊本駅 - 大津 - 高森（高森で宮崎交通の延岡行きと接続していた。）
- 快速 みいけ号： 熊本 - 荒尾・大牟田（本村経由と長洲港経由があった。）
- 快速 なぎさ号： 熊本 - 八代 - 水俣、水俣百間港（開設当初、熊本 - 八代駅間ノンストップ、夏場は季節運行で湯の児温泉まで一部運行していた。）
- 快速 ひなぐ号： 熊本 - 宮原 - 八代 - 日奈久（君ヶ渕駐車場）(なぎさ号廃止後新設された。)
- 快速 しらぬい号： 熊本 - 松橋 - 八代・八代港（宮原経由と鏡経由があった。）
- 快速 第2しらぬい号： 山鹿 - 熊本 - 宮原 - 八代港
- 快速 やつしろ号： 熊本 - 宮原 - 八代 (1978年（昭和53年）しらぬい号廃止の後、1985年（昭和60年）頃に復活した八代快速)
- 快速 さつま号： 八代 - 水俣 - 川内（南国交通との共同運行）
- 快速 みなと号： 熊本 - 三角港（三角港から大浦港、本渡港、島原港行きの航路便と接続）
- 快速 いそかぜ号： 大浦港 - 本渡(開設当初、大浦港 - 本渡間ノンストップ)
- 特急 熊本空港 - 高千穂線： 熊本空港 - 五ヶ瀬/河内・上野 - 高千穂（宮崎交通と共同運行）
- 快速 うしお号： 本渡 - 宮地岳 - 一町田 - 久玉 - 牛深港
- 快速 光の森号、山鹿・平山温泉号： 阿蘇くまもと空港 - 光の森駅 - 山鹿温泉 - 平山温泉
- 特急 熊本 - 阿蘇線： 熊本・熊本空港 - 阿蘇（熊本地震の影響で繁忙状態であった「やまびこ号」の補完ならびに「ASOエクスプレス号」への送り込み運用）
- 小国郷ライナー：ゆうステーション・南小国 - 大津　※2021年9月末日を以って当社における運行を廃止。10月以降は津埜運送によって運行されている。
- 南郷ライナー：立野 - 高森　※2016年に発生した熊本地震の影響により南阿蘇鉄道一部寸断に伴う鉄道代行としての利便性確保のための運行であった。運行開始当初は大津 - 高森間を結んでいたが、のちに立野 - 高森間に短縮された。

### 急行、準急バス
準急バスは区間急行のものも存在した。
- 急行： 熊本 - 山鹿 - 久留米 - 福岡（西日本鉄道との共同運行、ビジネス特急ひのくに号の急行版）　※一部に久留米折返し便あり[注 10]
- 準急： 熊本駅 - 日置 - 山鹿線
- 急行： 熊本駅 - 阿蘇 - 杖立線（ 快速かじか号の急行版、大観峰経由と瀬の本経由とがあった。大観峰経由は準急もあった。1往復であるが産山行き急行もあった。）
- 急行： 熊本駅 - 大津 - 高森線（ 快速たかちほ号の急行版、1往復であるが馬見原行きもあった。）
- 急行： 杖立 - 阿蘇登山急行（内牧、阿蘇駅経由で阿蘇山西駅行きと瀬の本、宮地駅経由で阿蘇山東駅行きがあった。）
- 急行： 内牧 - 阿蘇駅 - 阿蘇登山急行（阿蘇山西駅行きと東駅行きがあった。）
- 急行： 高森 - 南阿蘇登山道 - 阿蘇山西駅（南阿蘇登山道が開通するまでは立野経由で運行）
- 急行： 熊本 - 大牟田線（ 快速みいけ号の急行版、本村経由と長洲港経由とがあった。）
- 急行： 熊本 - 八代駅 - 日奈久線（八代市役所経由）
- 急行/準急： 熊本 - 赤瀬 - 三角港線（ 快速みなと号の急行、準急版、宇土市役所経由、準急は宇土市役所まで急行、宇土市役所から普通）
- 急行： 三角港 - 松島 - 本渡線
- 準急： 熊本 - 松島 - 本渡線（ 快速あまくさ号の準急版、熊本市内から岩谷入口まで急行、岩谷入口から本渡までは普通）
- 急行： 本渡 - 牛深線（ 快速うしお号の急行版、ただし、快速ができたのは、急行がなくなった後）
- 急行： 本渡 - 下田温泉線
- 急行： 人吉 - 小林線（ 宮崎交通との共同運行、1981年10月なんぷう号運行開始時に代替され廃止）

### 空港線
- 高速 八代-空港線（エアラインやつしろ号）： 八代港 - 新八代駅 - 熊本空港
- 山鹿 - 空港線 - 山鹿 - 菊池 - 熊本空港（ジェイアール九州バスとの共同運行）

### その他の休廃止路線
- 阿蘇ハイライン（マウントカー）火口縁・阿蘇山西駅 - 阿蘇山東駅
- ゆうゆうバス（熊本市街地循環バス） ※熊本市営バス・熊本電鉄バス・熊本バスと共同運行
- 女性専用バス ※平日のみ運行
  - 並建 - 健軍（主な停留所：並建 - 田崎橋 - 交通センター - 通町筋 - 水前寺公園前 - 県庁前 - 自衛隊前 - 健軍四ツ角）
  - 田崎車庫 - 健軍（主な停留所：田崎車庫 - 田崎橋 - 交通センター - 通町筋 - 水前寺公園前 - 神水町 - 健軍電停前）
- 熊本城周遊バス（しろめぐりん）： 熊本駅 - 熊本交通センター - 熊本城 - 熊本駅（環状線）
- 阿蘇オープントップバス（そらめぐりん）
- さるく人吉 （人吉市タウンバス）
- 五木村定期観光バス（いつきちゃん号）： 人吉 - 五木 - 人吉
  - 春季から秋季にかけての期間限定で土・日・祝祭日に（紅葉期は毎日）運行していた。
- ゆうゆうバス（区バス） （熊本市） （熊本都市バスより運行委託）　※運行車両は熊本都市バスの所有であるが、運行業務は九州産交バスの乗務員が担当
  - 南区西部および西区南部（海路口・城山ルート、海路口・川尻ルート、城山・川尻ルート）
- 熊本市内定期観光バス（みずめぐりん・もりめぐりん）
- 阿蘇周遊観光バス（だいかんぼーい!）： 内牧（角萬前） - 阿蘇駅 - 阿蘇神社前 - エルパティオ牧場 - 大観峰 - 黒川温泉
  - 2013年10月5日運行開始（観光列車「あそぼーい!」運行日限定）
- やまが市街地循環バス （山鹿市コミュニティバス）
- 熊本港 - 熊本交通センター間（高速フェリー『オーシャンアロー』）シャトルバス
  - かつて2006年9月までは阿蘇くまもと空港まで運行されていたが、のちに熊本交通センター（現：桜町BT）までの運行に短縮（経路途中にアクアドームにも停車していたが、のちに熊本駅前を除き全区間ノンストップ）。車両は一時期ネオプラン・セントロライナーが専属で運用されていた。
  - 並行して熊本交通センター(現：桜町BT)・熊本駅経由の一般路線バス（東3・西7系統(当時)　熊本港 - 健軍・木山線）も運行されていた（現在はS3-2系統　桜町BT - 熊本港間のみ一般路線として運行されている）。
- 雲仙・長崎オーシャン観光バス
  - かつて九州横断バスが運行していた熊本 - 雲仙 - 長崎間を事実上復活させた形で運行。一時期は長崎バス観光と共同運行していた。他の予約制路線とは異なり、完全予約制だったため、予約無き場合は空席の有無に関わらず乗車不可であった。車両は原則大型車での運行であったが、予約の状況に応じて中型観光タイプの車が使用される事もあった[注 11]。
- 阿蘇定期観光バス：阿蘇山・阿蘇神社・大観峰
- 東バイパスライナー：西部車庫 - 近見 - 画図町 - 帯山 - 長嶺
  - 2009年9月に熊本県内5社局にて運行開始したが、熊本市営バスは運行開始から僅か3ヶ月で撤退、2017年には熊本電鉄バスが、2021年には熊本都市バスが運行から撤退し、末期は熊本バスとの共同運行という形で1日11往復運行していた。利用率低迷と近年の深刻な乗務員不足により2024年3月末を以って運行終了。
- まちなかループバス（熊本市）：熊本駅前 → 桜町BT → 下通筋 → 通町筋 → 熊本駅前
  - 2021年4月3日より熊本電鉄バスとの共同運行において土・日祝日のみの試行運行という形にて運行開始。2022年7月2日からは熊本都市バスも共同運行に加わり、土曜日のみ増便。そこそこの利用はあったものの、近年の深刻な乗務員不足により2024年3月31日を以って運行終了。
- その他定期観光バス各コース

## 乗車券・乗車カード

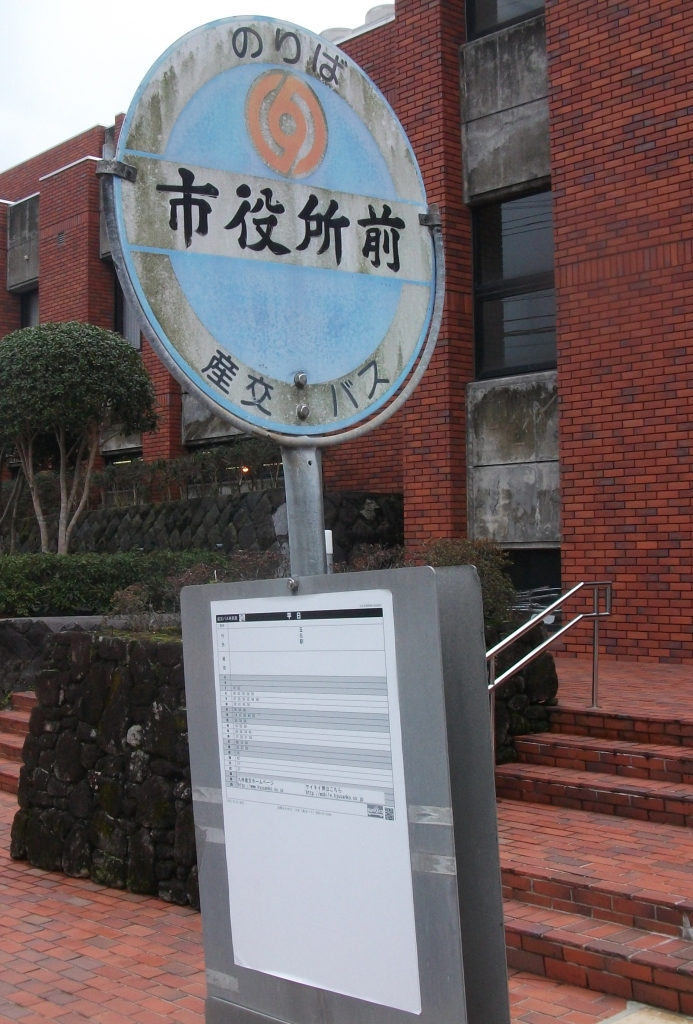
一般路線バス停の例（玉名市・市役所前バス停）

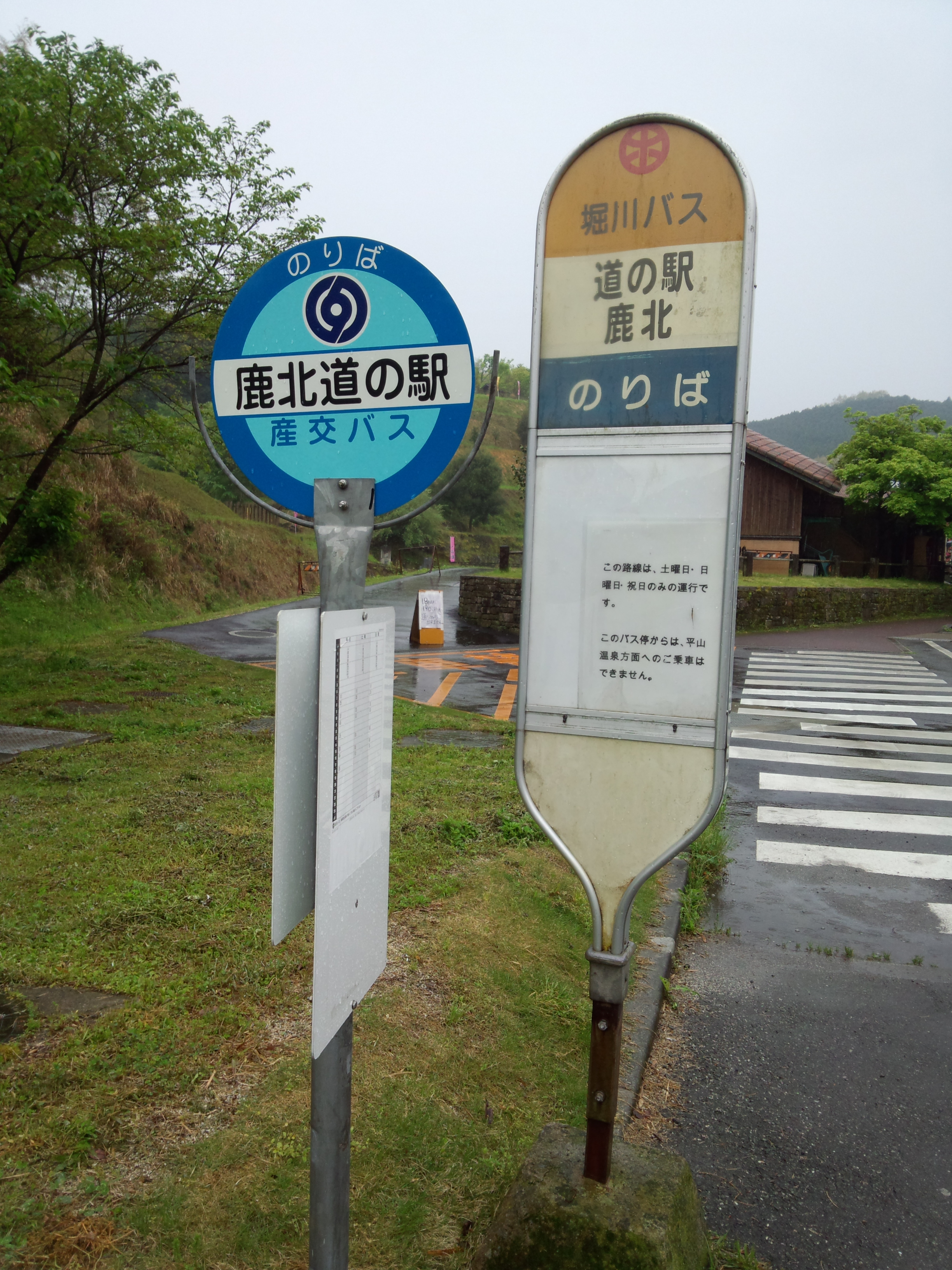
2010年代以降導入の新色のバス停の例（左、道の駅鹿北のバス停）
右は堀川バスのもの

### 現在使用可能な乗車券・乗車カード

#### くまモンのIC CARD
2015年4月1日より運用開始。正式名称は熊本地域振興ICカード。イメージキャラクターにくまモンが採用され、通称・くまモンのIC CARDまたはくまモンカード、くまモンICとも呼ばれる。実質的に後述の回数券やTO熊カードの後継的なカードで、2016年3月31日まではTO熊カードと併用という形で両方のカードが使用できた。当カードは、従来TO熊カードを使用していた熊本都市圏を運行する当社グループ及び熊本県内他事業者（熊本電気鉄道・熊本バス・熊本都市バス）運行の一般路線バスをはじめ、熊本空港専用リムジンバスや、天草線「あまくさ号」・高森線「たかもり号」・福岡線「ひのくに号」（産交便のみ。西鉄便は利用不可）・延岡線「たかちほ号」といった一部の都市間バスに加え、かつてはTO熊カードが使えなかった産交バス路線（熊本都市圏に乗り入れない地域を運行する路線）や、大分線「やまびこ号（産交便のみ。大分バス便は利用不可）」・九州横断バスでも使用出来る。また、熊本市電においては諸般の事情により同年8月から使えるようになった。電子マネー機能も有しており、バス運賃のほか加盟店の店舗における支払いなどでも使える。チャージはバス車内の他、窓口や加盟店店舗・チャージ機により1,000円～30,000円までの間であればできるが、車内におけるチャージでは残高が20,000円を超えている場合では不可。
かつては、2016年3月23日より全国10社交通系ICカードも片利用扱いで使用可能であったが、諸般の事情により2024年11月15日を以って取扱いを終了している（これに関しては後述）。

#### 定期券
定期券は、一般の通勤定期券・学生のための通学定期券が販売されている。これらは、2015年8月31日より前述のくまモンのIC CARDに搭載されるようになり、『ICカード定期券』として販売されるようになった。このため、従来からの紙式定期券は販売が終了し、全てICカード定期券へと移行している。
このほか、以下の券種も販売されている。
さんこーたいむパス
- 熊本市内において、平日9時から17時までの間、指定された利用範囲内であれば1日に何度でも乗降が出来る（産交便のみ）。ただし、土・日・祝日においては時間に関係なく始発から最終便の時刻まで自由に使える。無記名方式のため、購入者本人以外にも家族や友人・知人ともシェアする事も可能。

駅からパス西高
- 熊本駅から熊本西高校までの区間を1日のうちに何度でも自由乗降できるフリー定期券。熊本西高校の在校生が対象ではあるが、同区間を通学のために利用する他校の生徒も購入できる。高校生以下の学割定期券であるため、新規に申し込む際は在学を証明できる生徒手帳（学生証）などの提示が必要。継続の場合は失効する乗車券を窓口に出すだけで良い。
- 対象路線（案内番号のみ）ならびに指定区間
  - T2-1： 熊本駅 - 西高校前
  - T2-2・T2-3・S3-2：熊本駅 - 西高入口（西区役所前）
  - T1-1・T1-2：熊本駅 - 高橋中間

八代郡市内1ケ月フリーパス
- 八代市全域ならびに八代郡氷川町の区間を1ケ月間何回でも利用できるフリー定期券。産交バス八代営業所にて販売。

サンコーパス65
- 65歳以上が対象のフリー定期券。一部都市間バスでは本券を提示することにより、「ひのくに号」においては半額にて、「りんどう号」においては30％割引きにて乗車できる（共同運行会社便にも適用）。

免許返納割引乗車券
- 熊本県在住で自動車等の運転免許証を自主返納した65歳以上の高齢者が対象のフリー定期券。本券を提示する事により熊本県内の一般路線バスのほか、県内各自治体コミュニティバス、快速「あまくさ号」・快速「たかもり号」・阿蘇くまもと空港リムジンバスが半額で乗車できる（県外高速・特急バスは使用不可）。当社グループのバスのほか、熊本都市バス・熊本電鉄の電車ならびにバス・熊本バス・熊本市電にも使える。新規に申し込む際は、「申請による運転免許証の取り消し通知書」または「運転経歴証明書」を運転免許センターもしくは熊本県内各警察署より交付を受けた上で、顔写真とともに必要書類を窓口に提出する。有効期間は発行日を含め2年間。継続の場合は失効する乗車券を窓口に提出するだけで良い。紛失の場合の再発行はしないので注意が必要。

熊本県内5社共通IC定期券（IC共通定期券）
- 2021年（令和3年）4月1日より路線バス事業の共同経営化がスタートして1年後の2022年（令和4年）4月1日、重複4路線の最適化の一環として販売開始。コロナ禍による公共交通利用者の低迷に歯止めをかけ、公共交通機関の利用促進及び利便性向上策として熊本県内5社共同経営推進室によりサービスを実施するに至った。これまで4社が運行する区間（例として、水道町－県庁前間）において定期券を使用する場合には4社のうちの1社のバスしか使えなかったが、この定期券を使用する事で4社の便全てに使用できるようになった。また、他社間で乗り継ぐ場合にも、これまで事業者別で指定区間内の定期券しか使えず、2枚以上必要だった他社間乗り継ぎでの利用にも、今後は1枚の定期券で他社間の乗り継ぎにも対応している。鉄道部門に関しては、熊本電鉄の電車には使用出来るが、熊本市電には使用出来ない。
- くまモンのIC CARDに搭載。その他のカードならびに紙式定期券での販売は無い。

期間限定キッズパス
- 小学生を対象としたフリー定期券
  - 主に7月20日頃 - 8月末日の夏季休業期間において発売ならびに使用できる
  - 当初は産交バスのみの利用であったが、熊本電鉄の電車・バスにも使用可能となり、2009年度からは熊本市営バス、熊本バス（一部区間）、熊本都市バスでも利用可能となる。

これ以外にも、都市間バスの中では唯一福岡線に『ひのくに号定期券』がある（産交便・西鉄便共通）。ひのくに号定期券は、窓口にて発行される紙式定期券と、ウェルネット製スマートフォンアプリ『バスもり!』
によるスマホ定期券の2種類があり、いずれも使用可能。ただし、スマホ定期券は窓口での申込は出来ず、支払はクレジットカードまたはコンビニ決済となる。

#### 各種乗車券
その他、下記の乗車券等が使用できる。
各社共通1日乗車券「わくわく1dayパス」
- 2010年3月31日発売開始、4月1日より利用可能。利用可能エリアの産交バス・熊本電鉄の路線バスと電車・熊本都市バス及び熊本市電全線を有効期間の1日間（0時 - 25時）において何度も自由乗降可能。深夜バスや臨時バスにも利用可能だが、高速バスや特急バス・快速バス・九州横断バス・空港リムジンバスならびに定期観光バスや一部のコミュニティバス、その他各事業者が指定したバスには利用できない。なお、2025年3月31日までは熊本バスが運行する路線バスは利用できなかったが、同年4月1日から同社のバスでも利用できるようになった。券種としては、1dayパスの区間指定(1)・区間指定(2)・熊本県内版の計3種類ある。2023年1月28日からは、スマートフォン向けにトヨタファイナンシャルサービスのMaaSアプリ「my route」上において事前購入及びアプリ上で区間指定(1)または(2)の区間における使用が可能になり、2024年4月1日からは端末の「使用開始」をタップした時間から翌日の同時刻1分前までを有効とする「24時間券」として使用できるようになった。さらに、2025年4月1日からはスマートフォンアプリの「my route」に加え「RYDE PASS」でも使えるようになり、同日より熊本県内版も発売開始された。また、スマートフォンアプリ使用の際、以前は紙版と同じく降車の際において有効時間内である画面を見せる方式であったが、同日以降はアプリ上にあるQRコードを乗車時と降車時に読取り機にタッチする方式が導入されている（熊本市電は従来通り降車時に画面を乗務員に提示）。かつては1dayパスの区間指定(1)の区間を2日間連続して使用できる各社共通2日乗車券「わくわく2dayパス」も販売されていたが、2014年度末で販売が終了・廃止となった。

福岡天草きっぷ
- ひのくに号とあまくさ号が割引価格にて利用可能な乗継ぎ乗車券。
  - 1枚切符であるが、ミシン目が付いており、熊本（熊本駅・桜町BT）において降車の際に切り離し片方の切符を運賃箱に投入し、乗り継いだ先の路線において降車時にもう片方の切符を運賃箱に投入する。
  - 天草側においては、本渡BC・松島・五橋入口の3種類がある。
  - 天草側は本渡BC・牛深BC・三角BC・ファミリーマート松島店、福岡側は天神BT・博多BT・福岡空港バス案内窓口にて販売。

阿蘇くまもと空港天草連絡切符
- かつて直通運行していたあまくさ号の阿蘇くまもと空港－天草間の廃止を機に、2011年3月より発売開始された「あまくさ号」と「空港リムジンバス」との乗継ぎ割引乗車券。
  - 以前は1枚切符で、熊本市内（熊本駅・交通センター（現：桜町BT））において降車の際には乗車券を乗務員に提示し、券面に「承認印」を受けたのちにもう片方の路線に乗り換え、乗り継ぎ先の路線において降車するバス停（阿蘇くまもと空港もしくは松島・本渡BC）において押印済みの乗車券を運賃箱に投入する方式だったが、現在は2枚切符に変更されており、降車するバス停においてそれぞれの切符を運賃箱に投入するだけで良い（承認印は不要）。
  - 本渡BC・ファミリーマート松島店・阿蘇くまもと空港総合案内所にて販売。

新天草乗り放題きっぷ
- 天草諸島全域（上天草市・天草市・苓北町）において2日間または3日間乗り放題のフリー乗車券。
- あまくさ号での熊本 - 三角西港＜三角産交＞区間から往復での利用も可。

高速基山乗継割引乗車券
- 当社をはじめ、九州内の高速バス事業者が基山バスストップを拠点として各方面へ乗り継ぎができるよう、2007年7月1日より国土交通省九州運輸局の主導で「高速バスロケを活用した基山PAにおける乗り継ぎ社会実験」と称する社会実験を実施して以降、高速バスの乗り継ぎバス停としての整備が進められるとともに、各方面への乗継割引乗車券が発売されている。本来だと両区間の合算運賃が割高となるケースがほとんどであるが、この乗継割引乗車券を使用する事で本来の直行系統がある場合と同額に設定（例として熊本 - 長崎間の場合、「ひのくに号」において桜町BT - 高速基山間が2,280円＋九州急行バス運行の「九州号」において高速基山 - 長崎駅前間が2,900円となり、合計で5,180円となるが、本券使用で直行の「りんどう号」と同額の4,200円で利用可能）されているほか、直行系統がない区間においても大半が概ね2割引きの価格に設定されている。

- 乗車券は九州各地の事業者窓口にて購入できるが、熊本においては桜町BT総合案内所をはじめ九州産交バス直轄の各営業所窓口でも販売。

SUNQパス全九州版・北部九州版・南部九州版
- 九州内ほとんどのバス（運営委員会加盟のバス事業者のバス）が3日間ないし4日間乗り放題となるフリー乗車券。
  - 熊本県内の一般路線バスと県内完結の快速バス・空港リムジンバスは全券種使用可能。
  - 都市間バスでは、ひのくに号・黒川温泉線（いずれも福岡県発着）・りんどう号・さいかい号（長崎県発着）・やまびこ号・九州横断バス（いずれも大分県発着）については、全九州版と北部九州版のみ使用可能。
  - なんぷう号・たかちほ号・B&Sみやざき号（いずれも宮崎県発着）・きりしま号（鹿児島県発着）については、全九州版と南部九州版のみ使用可能。　※2018年4月1日より
  - 福岡県と宮崎県を結ぶフェニックス号においては、全九州版のみ使用可能。
  - 本州向け夜間高速バス・定期観光バス（九州横断バスを除く）ならびに一部の自治体におけるコミュニティーバス（行長しゃん号（宇土市））においては、全券種いずれも使用不可。

クレジット決済
- 2023年3月6日より、九州産交グループ初の試みとして、空港リムジンバスと「快速たかもり号」ならびに「西部車庫 - 阿蘇くまもと空港直行便」「阿蘇くまもと空港 - 熊本駅直行便」さらに同年11月30日からは「やまびこ号」「たかちほ号」「九州横断バス」においてはクレジットカードによるタッチ決済が導入された。
  - 当初はVisaのみであったが、同年4月25日からは対応ブランドが追加され、国際ブランド（JCB・American Express・Diners Club・Discover）のタッチ決済対応クレジットカード・デビットカード・プリペイドカードならびにスマホアプリが使用可能となった。さらに同年11月30日からは銀聯ブランドも追加されたほか、2025年2月24日からMastercardも追加された。
  - 使用方法として、乗車時に乗降口に設置されている専用機器にカード等をタッチし、降車時において運賃箱に取付けてある専用読取機器に再度カード等をタッチする事で決済完了となる。

- 2024年度中に後述の全国10社交通系ICカードの片利用を終了する代替策として、クレジットカード等のタッチ決済機器導入を路線バス全車両へも拡大する考えを公表。2025年2月1日より「ひのくに号（産交便のみ。西鉄便は利用不可）」と「阿蘇登山線」においてタッチ決済機器が先行導入され、同年2月24日より全路線（一部の高速バスを除く）に導入された。

### 販売・利用が終了した乗車券・乗車カード

#### 回数券
一般路線バスにおいては、回数券を古くから導入していた。かつては当社専用とされていたが、1990年頃からは共通回数券とし、熊本県内の他社（熊本市交通局・熊本電気鉄道・熊本バス）と共通使用できるようになった。熊本都市圏を運行する当社ならびに前出3社のバス事業者においては、1997年から1999年にかけて、共通回数券に代わるものとして熊本県内4事業者共通のTO熊カードが導入されて以降（後述）は九州産交バス各営業所での販売を徐々に中止し、完全導入後において廃止された。共通回数券廃止後においては、TO熊カードが使えない地域（熊本都市圏に乗り入れない路線）を運行する産交バス車内ならびに県内各営業所（熊本営業所を除く）において当社専用回数券として販売されていた。券種としては、1000円券（100円×11枚、120円×8枚＋40円…　他）・2000円券（200円×11枚）・3000円券（300円×11枚）・10円単位を集めたミックス券、このほか学生を対象とした通学回数券などがあった。
だが、これらの回数券は前述のくまモンのIC CARDの導入ならびに全国交通系ICカードとの片利用開始に伴い、2015年8月31日に販売を終了し、2016年3月31日をもって廃止となった。（ただし、各コミュニティバス専用の回数券は除く）。
なお、都市間バスにおいては各路線ごとにスーパー回数券（4枚綴り）として現在も販売されている。ひのくに号においては、ウェルネット製スマートフォンアプリ『バスもり!』によるスマホ回数券（4枚綴り・2枚綴り）もあり、往復乗車券・ペア乗車券としても使用可能。

#### TO熊カード
前述のとおり、熊本都市圏を運行する路線においては1997年から1999年にかけて上記の共通回数券に代わるものとして、磁気式のバスカード（TO熊カード）が導入され、九州産交バスの全営業所ならびに産交バスの一部営業所のカードリーダーが設置された車両において使用できた。一般路線バス以外にも熊本空港専用リムジンバスや天草線「あまくさ号」・高森線「たかもり号」でも使用できたほか、福岡線「ひのくに号」・延岡線「たかちほ号」といった一部都市間バスでも使用可能だった（いずれも産交便のみ。また、予約制の都市間バスや定期観光バスなどでは使用できなかった）。
前述のくまモンのIC CARD導入により、回数券と同様に、2015年8月31日に販売が終了し、2016年3月31日をもって廃止された。

#### 定期券
- ゆうing（自分専用）- 熊本市内において昼間専用（9：30 - 17：00）のフリー定期券（2023年度を以って販売終了）
- Bフリーパス ‐ 無記名式の持参人式定期券（同上）
- 駅から駅パス ‐ 熊本駅・新水前寺駅から市内方面への乗継ぎに便利なフリー定期券（同上）
- 他社間乗継ぎ定期券 - 熊本電鉄バス路線と乗継が可能な定期券（2021年度を以って販売終了）

#### 全国交通系ICカード
くまモンのICカード導入からもうすぐ1年になる2016年3月23日からは熊本市電が導入している「でんでんnimoca」と「くまモンのICカード」との相互利用が可能となり、さらにはJR九州と連携し同社が導入している「SUGOCA」ならびに「SUGOCA」と相互利用している全国10社交通系ICカード（「Suica」・「PASMO」・「はやかけん」など）との片利用が可能となり、各種カードの車内でのチャージも出来た。また、県外高速・特急バスで「nimoca」を導入している事業者の路線における当社の便でも使えるというメリットもあった（但し、当社便ではポイントは付与されなかった。また、「くまモンのICカード」で共同運行会社の便での相互利用は不可）。
しかし、全国相互利用カードのシステム更新時期が2025年3月に迫る中で、料金収受機器の更新には国からの補助金が下りず、当社をはじめ熊本県内4バス事業者にとって大きな負担になることを理由とし、2024年11月15日を以ってSUGOCAほか全国10社交通系ICカードの片利用が終了した。全国相互利用カードのシステムを地域独自カードにも対応させたのは2016年の導入当時全国初の試みであったが、皮肉にも既に利用が定着しさらなる導入する事業者が広がっていく中においてサービスを中止した事業者・地域としても全国では初めてとなった。前述の通り全国10社交通系ICカードに代わり2025年2月1日より「ひのくに号（産交便のみ。西鉄便は利用不可）」と「阿蘇火口線」においてクレジットカード等によるタッチ決済に対応する機器が先行導入され、同年2月24日より全路線（一部の高速バスを除く）に導入された。全国交通系ICカード取扱終了後も「くまモンのICカード」は引き続き利用できる。

#### その他の乗車券等
- 産交バス専用1日フリー乗車券
  - 熊本市内に限定した熊本市内版[注 18]と、熊本県内全域（一部地域を除く）の当社路線で使用できる熊本県内版の2種類があったが、2010年3月31日より上記の各社共通の1日乗車券「わくわく1dayパス」の発売開始に伴い販売が終了し、同年8月31日を以って使用出来なくなった。
- 天草回遊乗車券
  - 天草諸島全域（上天草市・天草市・苓北町）において4日間乗り放題のフリー乗車券。
  - あまくさ号においては、熊本－三角西港区間は片道のみ有効（往復での利用は不可であった）。
  - 2013年1月31日を以って販売終了し、翌2月1日より上記の「新天草乗り放題きっぷ」を販売開始。
- 金峰山1日乗車券
  - 河内線のうち山中に至る区間（交通センター（現：桜町BT）－岩戸観音入口間）を1日のうちに何度も自由乗降可能なフリー乗車券。
  - 2015年3月31日販売終了。

## 車両

山形交通と共に過去に多数購入されていた
トヨタDR15（1971年製松本車体）
牛深営業所にて1985年撮影

日本国内の4メーカーの車種は全て導入しているが、いすゞ車と日野車の比率が高い。地域柄、西日本車体工業製の車体架装車も多い。このほか、観光・高速路線・空港リムジン用にヒュンダイ製バスといった輸入車も保有。かつては路線用にネオプラン製バスも保有していたが、2014年3月までに廃車となっている。

### 路線車
路線車は1970年代までは地元車体メーカーの松本車体や永田ボデー、隣県の西日本車体工業などが架装を行うケースも多く、純正車体も導入していたため、大変バラエティに富んでいた。また、1990年頃までは貸切車からの格下げ車が多く、中扉増設や前面方向幕取付けなどイズミ車体による大規模な転用改造を行なった車両が大変多く見られた。この他、阿蘇山の観光路線用に、マウントカーという特殊な仕様のバスを導入していたり、トヨタ自動車がかつて製造していた大型バスを、同社の撤退まで山形交通と共に多数購入していた事でも知られる。
路線車に冷房車が導入されたのが1974年夏と比較的早かったが、天草地区では非冷房の新車を1982年頃まで導入された為全車の冷房化は遅れた。
その後、貸切車からの格下げはエンジン出力の差が大きくなってきたことやハイデッカー化の進行から行なわれなくなってきており、現在の路線車は新車または移籍車での導入である。近年はノンステップバスも導入されているが、その中でも特筆すべきものとしては、1998年に導入されたネオプラン・セントロライナーN4011で、日本の路線バス車両としては数少ない輸入車であったが、最後の1台が2014年2月に運用離脱・廃車された。
かつては創業以来長きにわたり新車での導入を推進してきた当社であったが、2005年頃以降においてはコスト削減の面からか、子会社を含む大半の営業所において経年を迎えた車両の置き換えには本州大都市などにおいて使用されていた他事業者からの移籍車による導入となっており、新車はごく稀にしか購入されなくなっていたが、2017年以降また少しずつ新車導入が復活しつつある。
2018年に環境省の委託プロジェクト「EVバス、トラックの普及拡大を可能とする大型車用EVシステム技術開発」に協力するため、路線車の一台を電気自動車に改造、「よかエコバス」の愛称で熊本市内の路線で実証運行が行われている。
主な中古車の移籍元
- 荒尾市交通局（事業譲渡による）
- 東京都交通局
- 小田急バス
- 川上村
- 川崎市交通局
- 川崎鶴見臨港バス
- 京王バス
- 京浜急行バス
- 京成バス
- 東武バス
- 国際興業
- 相模鉄道
- 神奈川中央交通
- JR九州バス
- 松戸新京成バス
- 西武バス
- 高槻市交通部
- 大阪市交通局
- 神戸市交通局
- 名古屋市交通局
- 名鉄バス
- 南海バス
- 西東京バス
- 東急トランセ
- 水間鉄道
- 横浜市交通局
- イーグルバス
- 北陸鉄道
- 名阪近鉄バス
- 富士急行
- 東京空港交通
- JRバス東北
- 東急バス
- 三豊市営バス

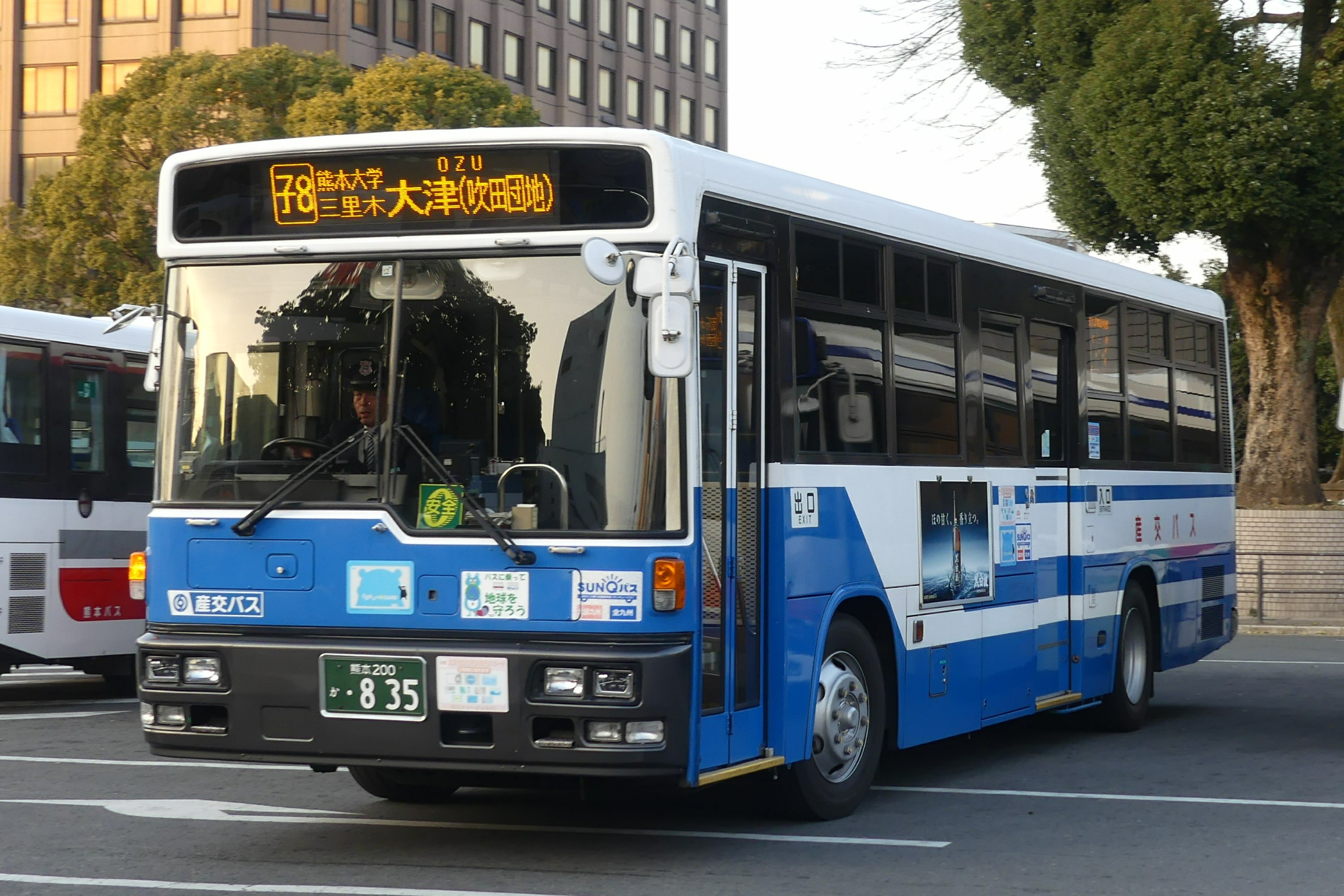
移籍車の例
高槻市交通部からの移籍車
いすゞ・キュービック（西工96MC車体）

車両は基本的に熊本都市圏を運行する路線では一般路線向け大型車（中扉仕様）、道幅が狭い道路等を走行する路線をはじめ熊本都市圏に乗り入れない県内各地のローカル路線においては日野レインボー（KR系）やいすゞエルガミオなどの中型車や日野・リエッセまたは日野・ポンチョなどの小型車が幅広く用いられている。最近（2010年代より）では熊本都市圏に乗り入れない県内各地のローカル路線では日野リエッセや日野ポンチョをはじめ、三菱ローザや日野リエッセⅡなどのマイクロバスタイプの車両といった小型車両での運用がメインとなっている。かつては、中型車両ではいすゞ・ジャーニーKが熊本県内全域において多く導入されていたが、経年により現在ではそのほとんどが姿を消している。
2012年5月頃より、路線車の多くはドライブレコーダーを導入しており、走行時には車内外における全ての状況が映像データとして記録されるようになっている。一時期、2013年4月からは熊本都市圏を運行する九州産交バス所属車（山鹿営業所を除く）においてau Wi-Fi SPOTサービスを開始した（auのIDを持つすべてのスマートフォン・タブレット端末・ノートPC等の接続が可能。au以外のユーザーが利用する場合は事前に契約が必要）が、2022年3月31日を以って一般路線バスにおけるau Wi-Fi SPOTサービスは終了。
一般路線バスのカラー
1950年代のカラーは白をベースに赤のラインが入ったもの（映画「空の大怪獣ラドン」に写っている）
1960年代に入り車体の下半分が前から後ろにかけて藤色のカラーとなる（これも、映画「三大怪獣地球最大の決戦」に写っている）
1965年以降は肌色を基調に横に青や赤のラインが入ったものとなる（球磨郡山江村のボンネットバス「マロン号」のカラー）。尚、2019年5月7日より熊本都市圏を運行する大型路線車の1台に復刻カラーのラッピングが施され運行される（下画像参照）。
現在の車体色は青色と白色のツートンカラー。1971年の熊本空港移転の際に、空港専用バスのカラーを一般公募したもので、その後一般車にも用いている。
子会社は発足当時より車両の塗装は産交本体と同一の塗装とし、視覚的に産交本体と同一の印象を持たせる施策を行っている。一般路線車は、車体の社名表記も本体か子会社か問わず「産交バス」「産交」になっている（高速バスや観光バスは、本体は「九州産交」子会社は「産交バス」）。
ノンステップバス、リフト付きバス(現存せず)は青系のラッピング塗装で、熊本の自然をイメージしたイラストとなっている。尚2015年以降導入されている日野・ブルーリボンⅡ→ブルーリボンより、新車導入のノンステップ車も標準塗装（青色と白色のツートンカラー）で導入されており、上述のイラスト車両だった車両も2020年代に入ってから、経年に伴う更新工事に伴い標準塗装への塗り替えが進んでいる。

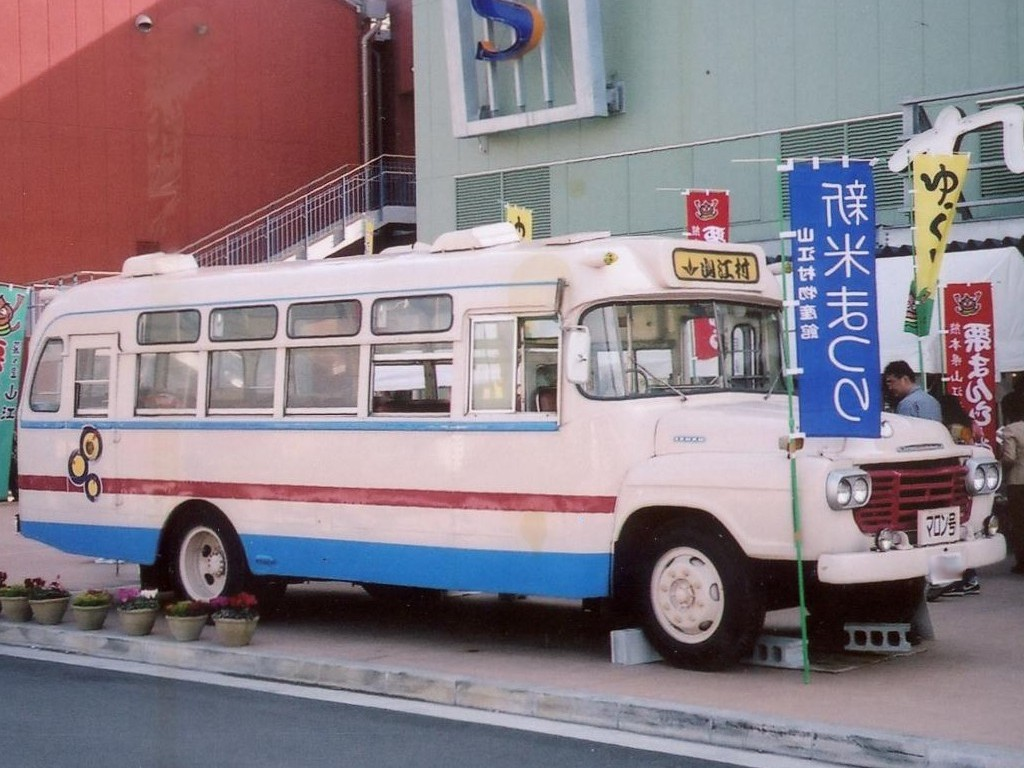
マロン号（1964年製松本車体） 現役時代にワンマン改造を受けている いすゞBXD30
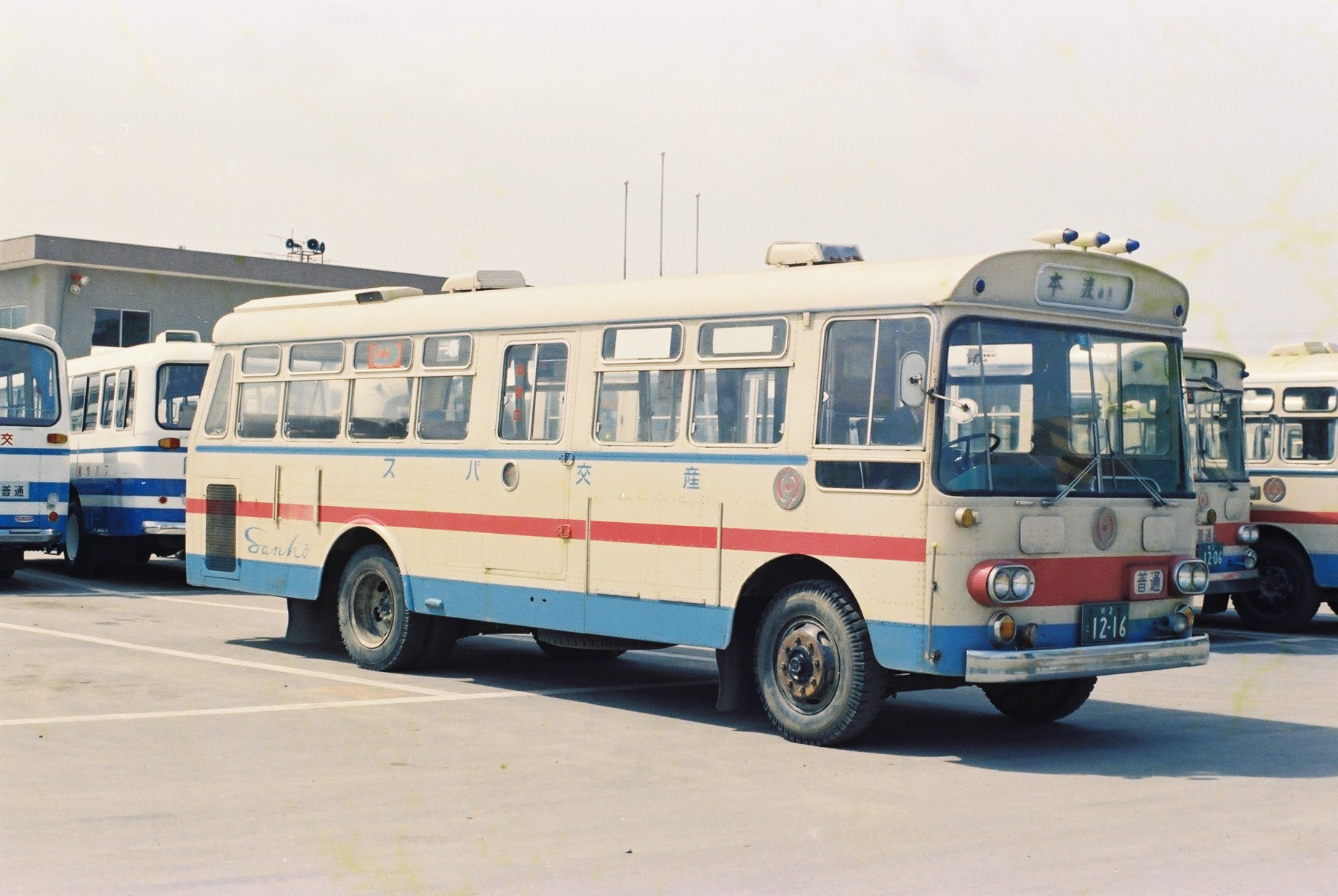
左のボンネットバスと同様の肌色を基調に横に青や赤のラインが入った旧式塗装車 トヨタDR15（西工42MC） ツーマン仕様
狭隘路線の多い地域で使われた 非冷房式中型車両 左から　三菱MM104HといすゞBA20
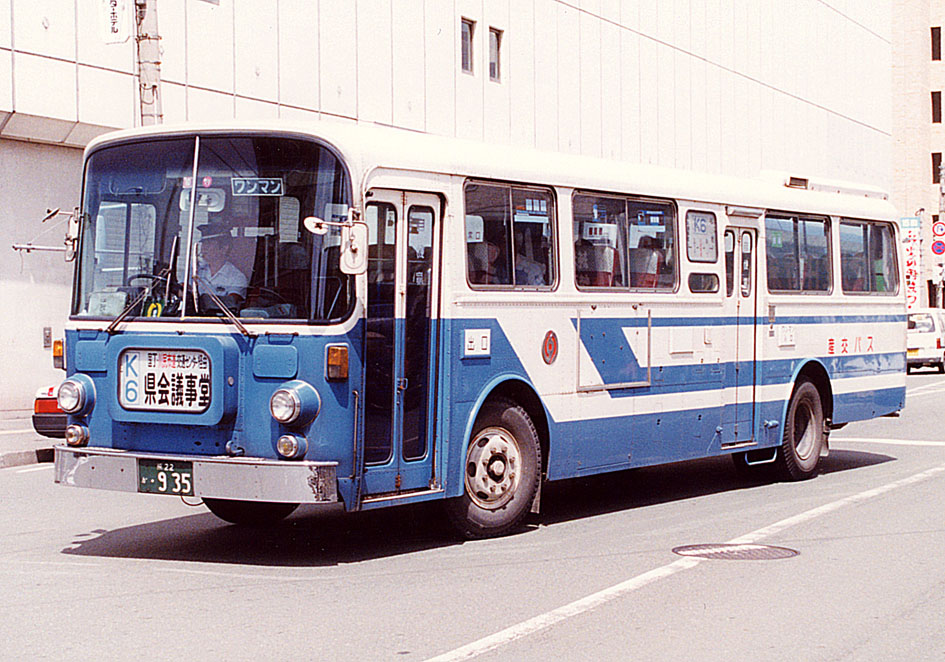
元貸切車からの改造転用車 日野RC321P
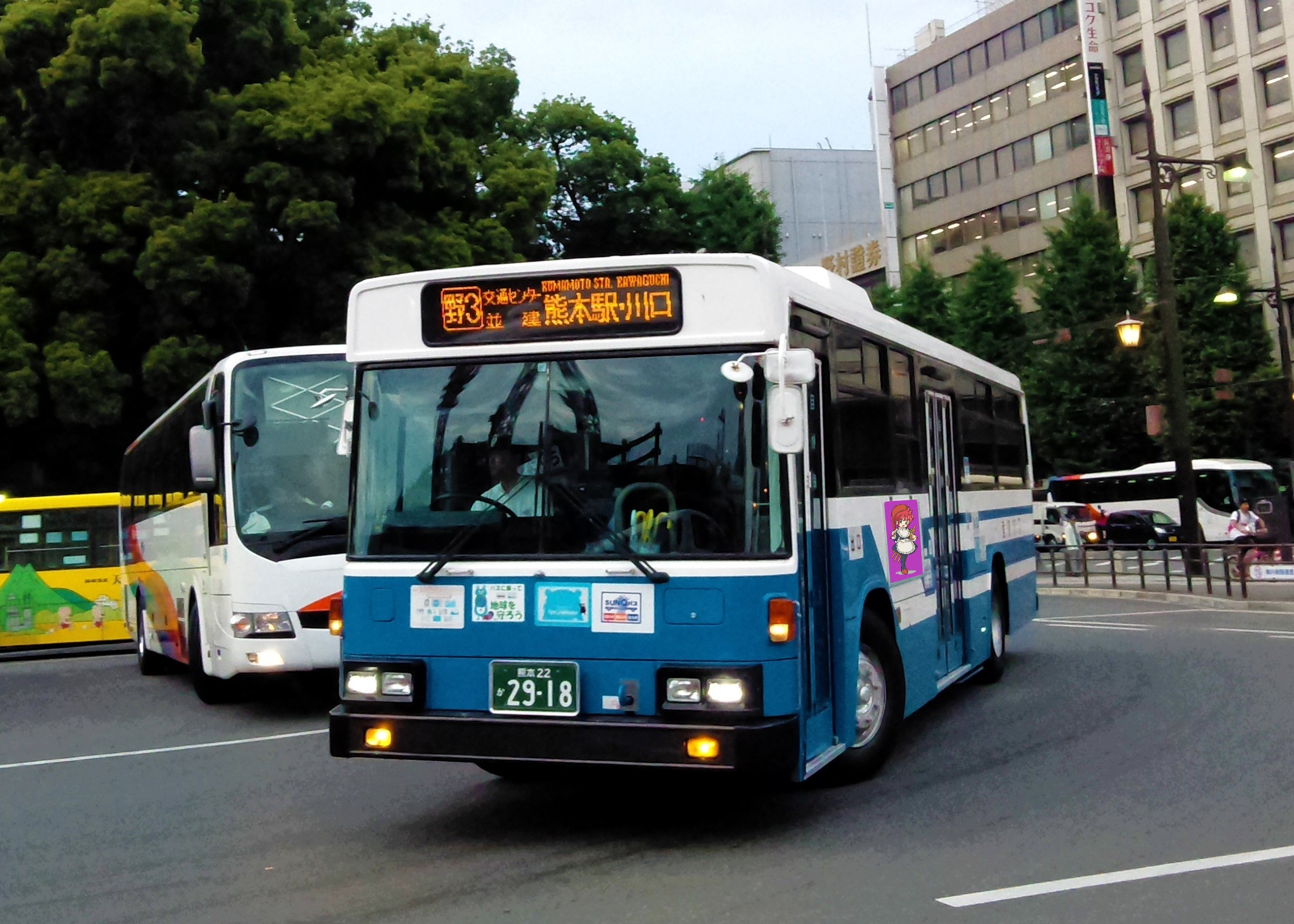
西工58MC車体の路線車 日野U-HT2MMAAブルーリボン
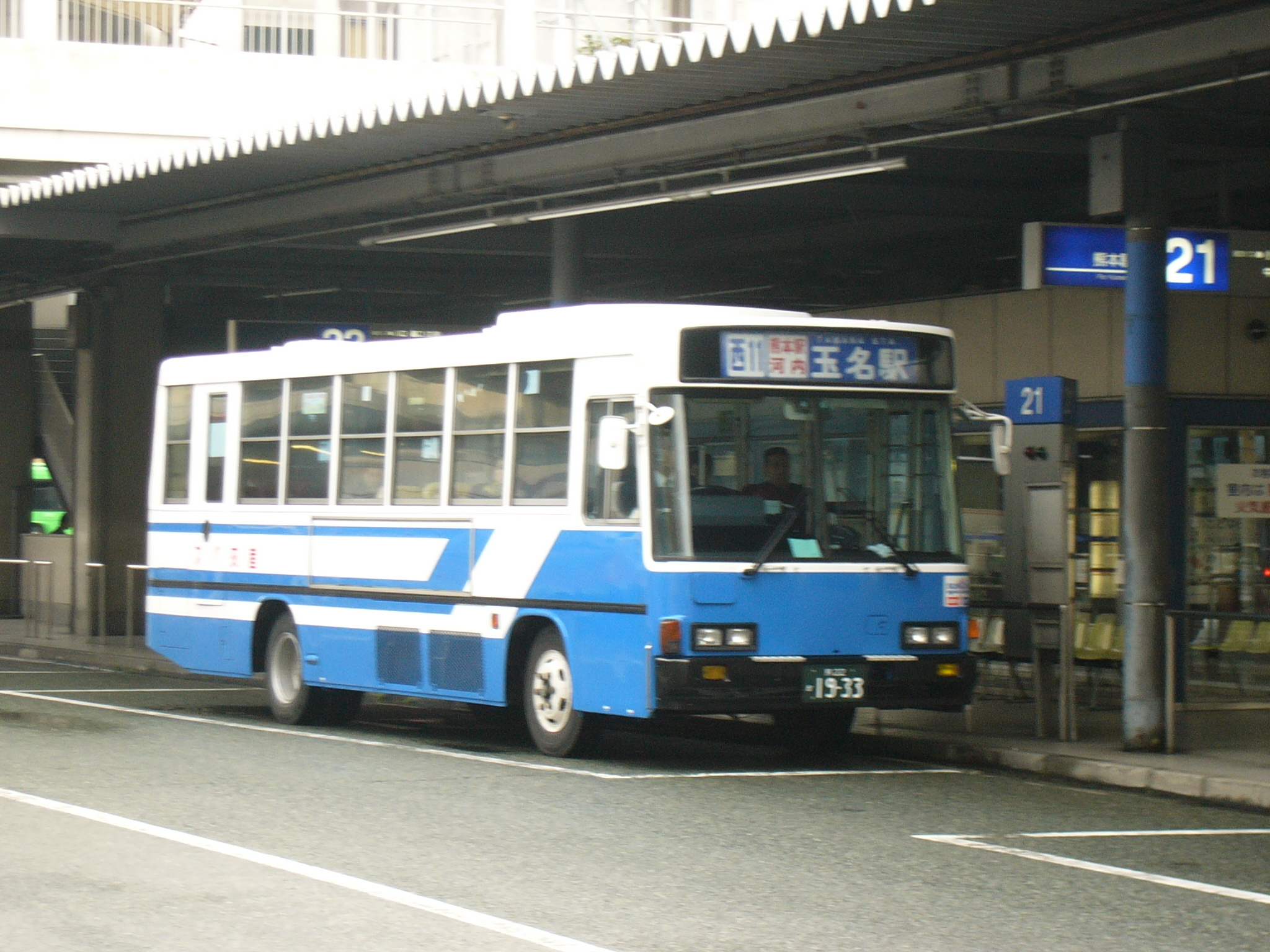
かつて多く導入された中型車ジャーニーK
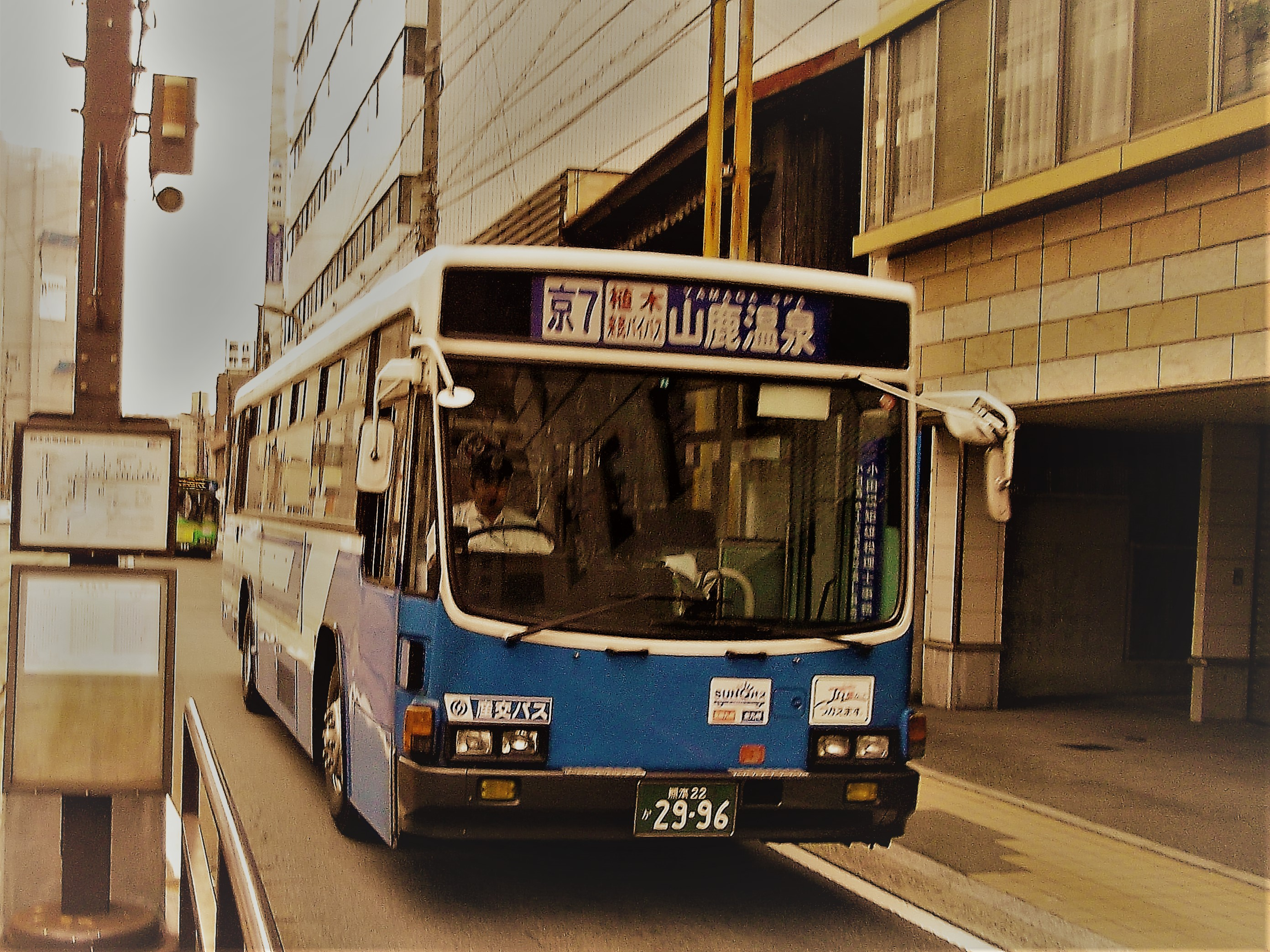
90年代多く導入されたキュービックの路線車 IKコーチ製純正車体
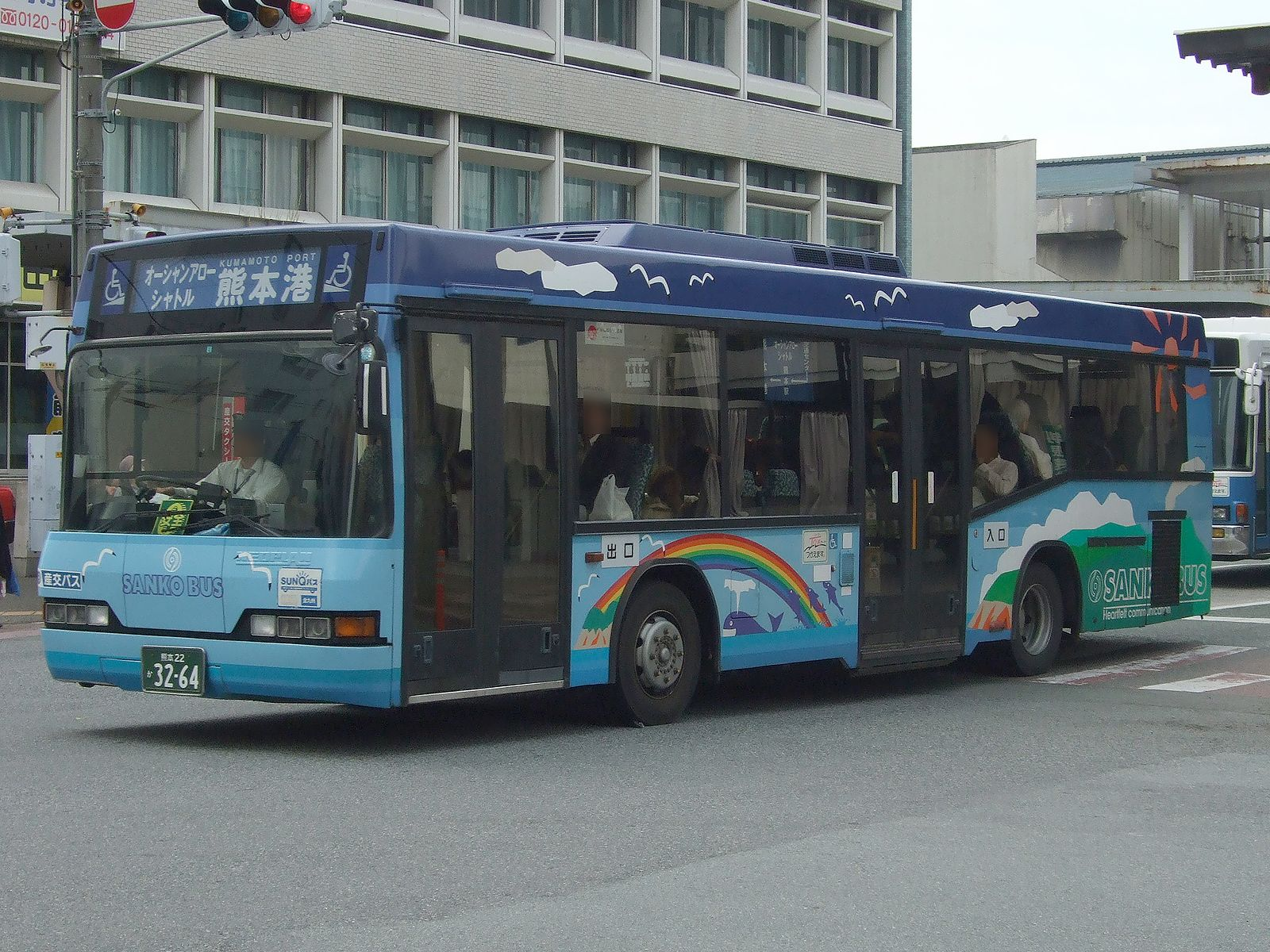
1998年に導入されたネオプラン・セントロライナー
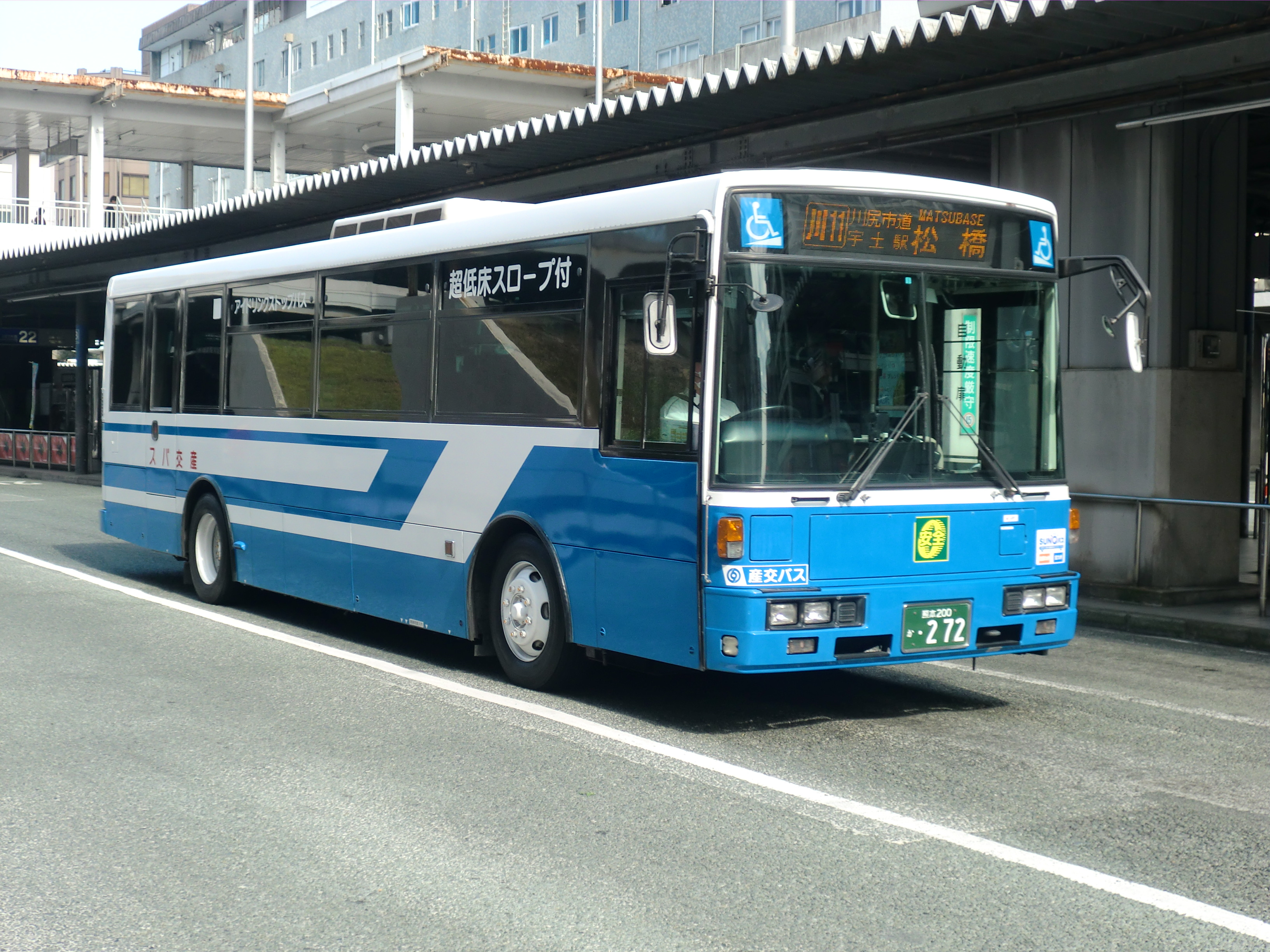
富士重工製車体も最後まで導入していた いすゞKL-LV280N1エルガ
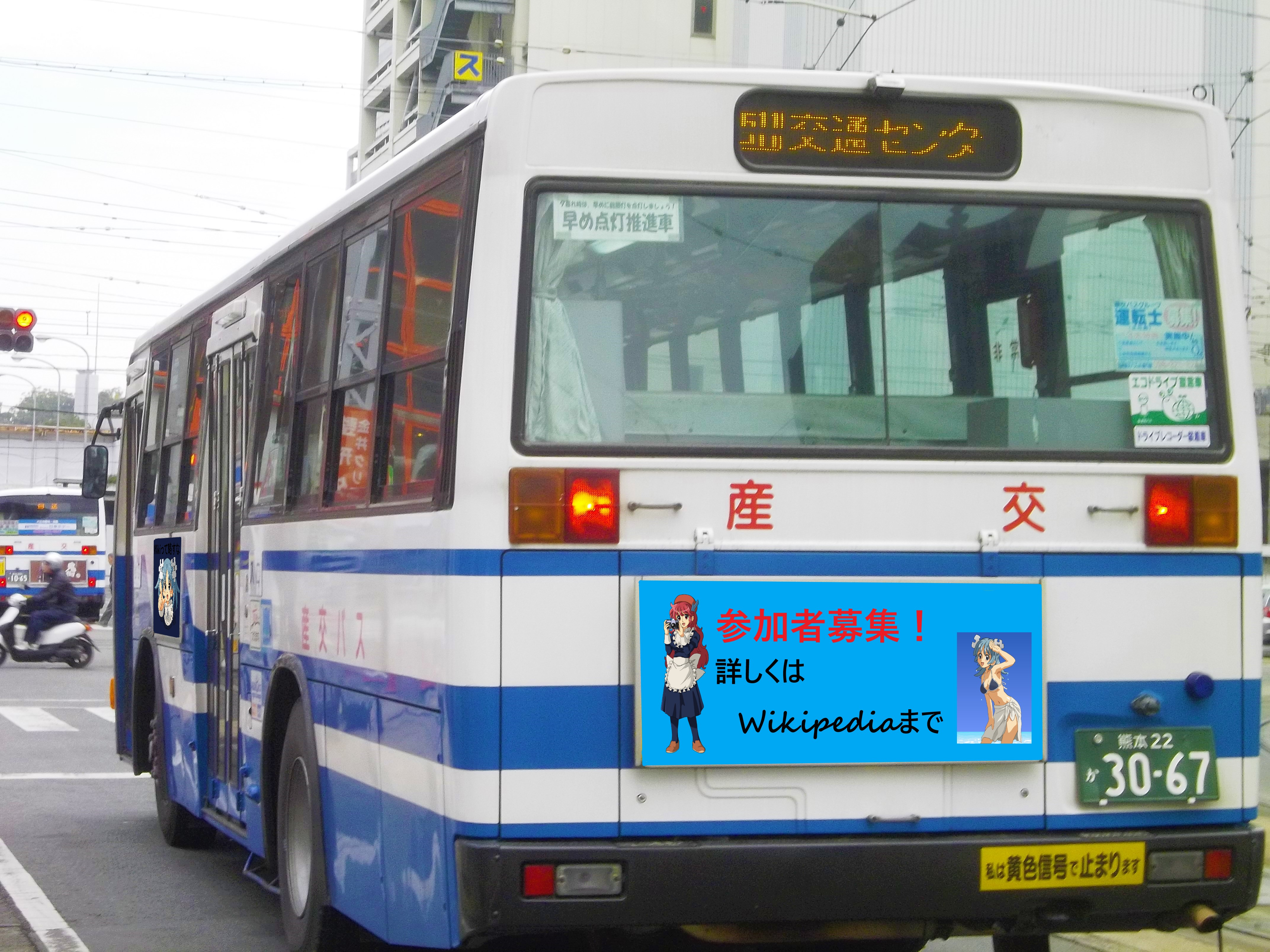
荒尾市交通局からの移管車 エアロスター
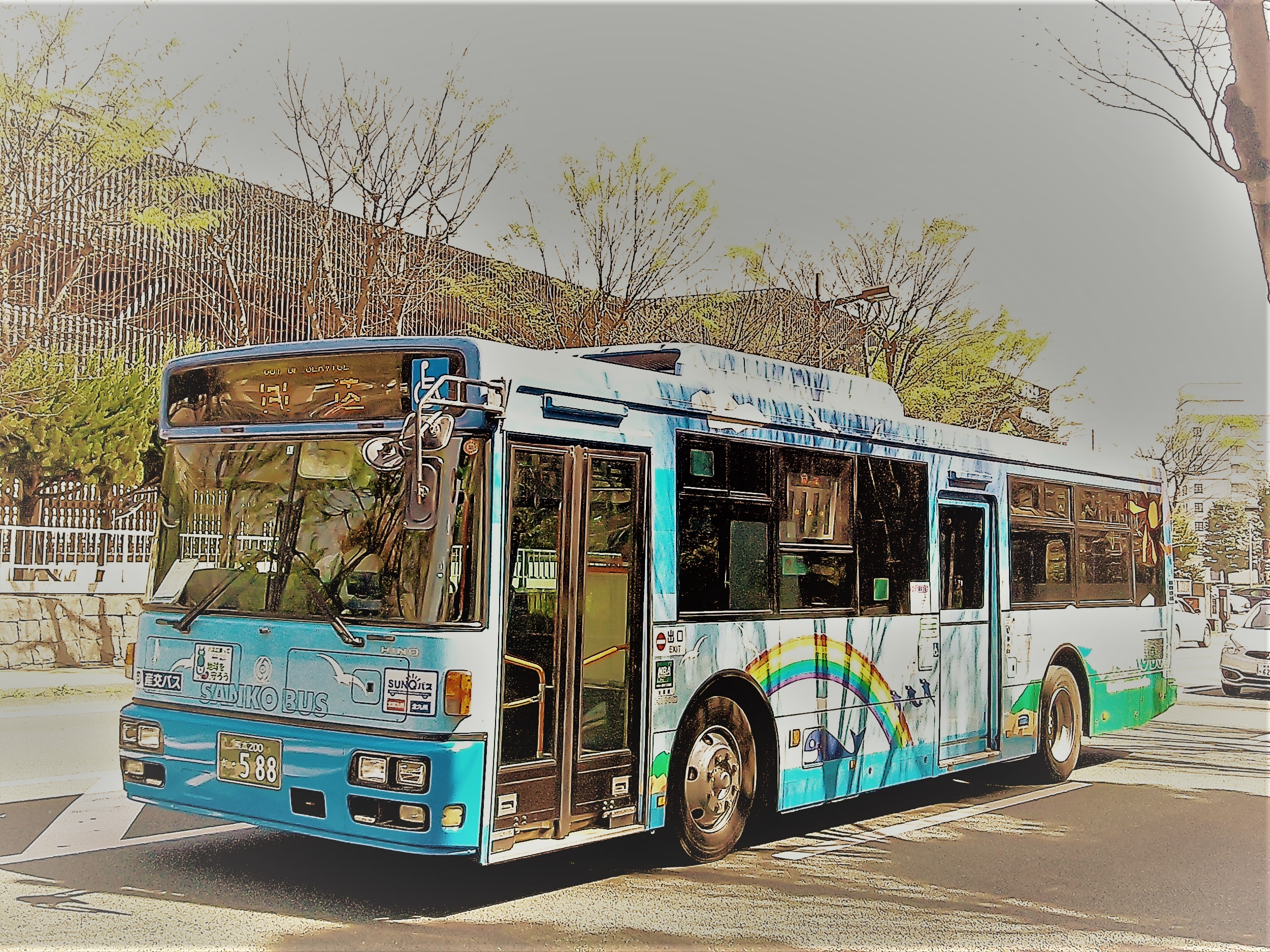
西工96MC車体の 日野・ブルーリボンⅡ 日野PKG-KV234N2
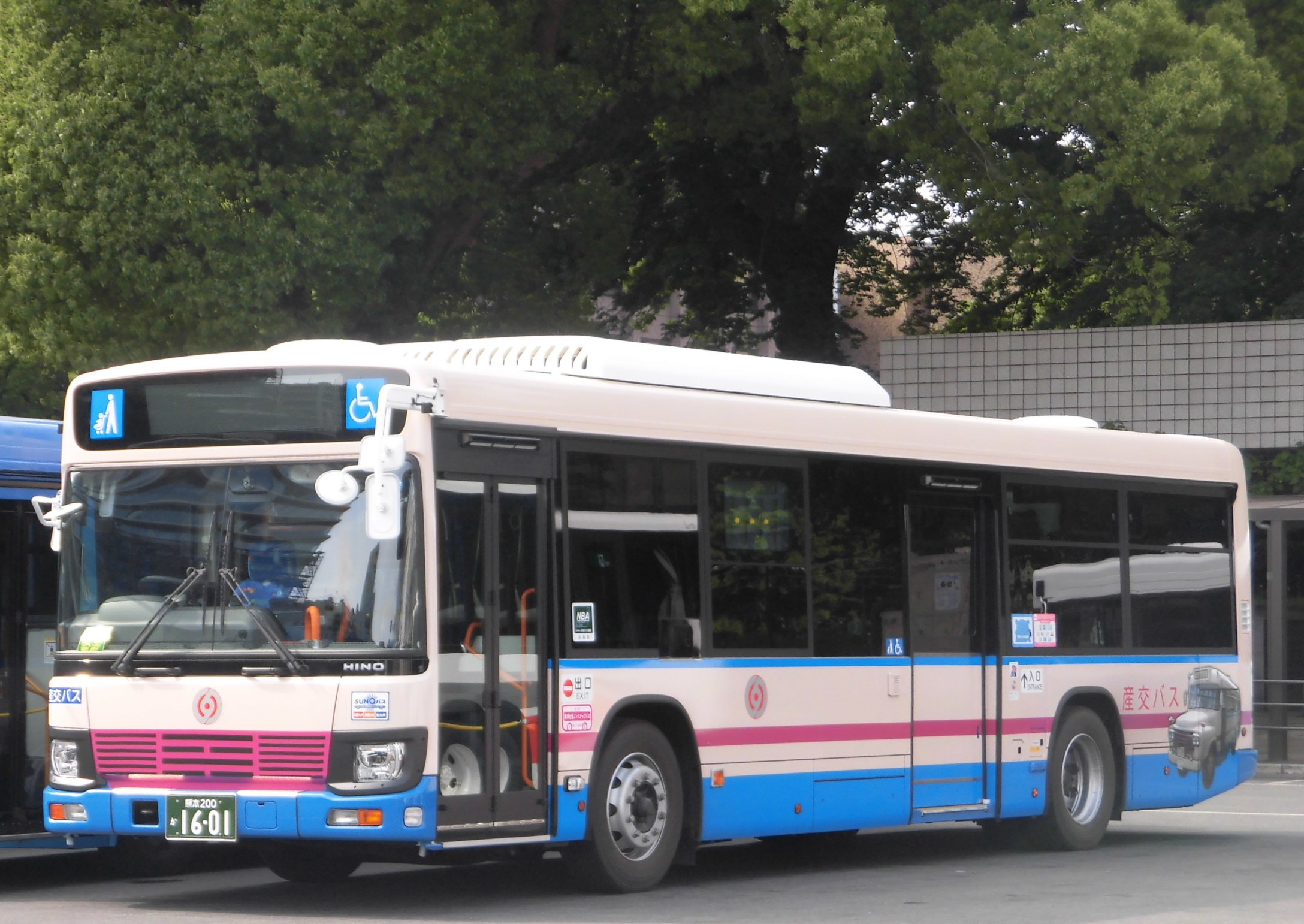
2017年以降多く導入されている 日野・ブルーリボン この車体は2019年に導入・運行開始した 旧塗装復刻カラー車両
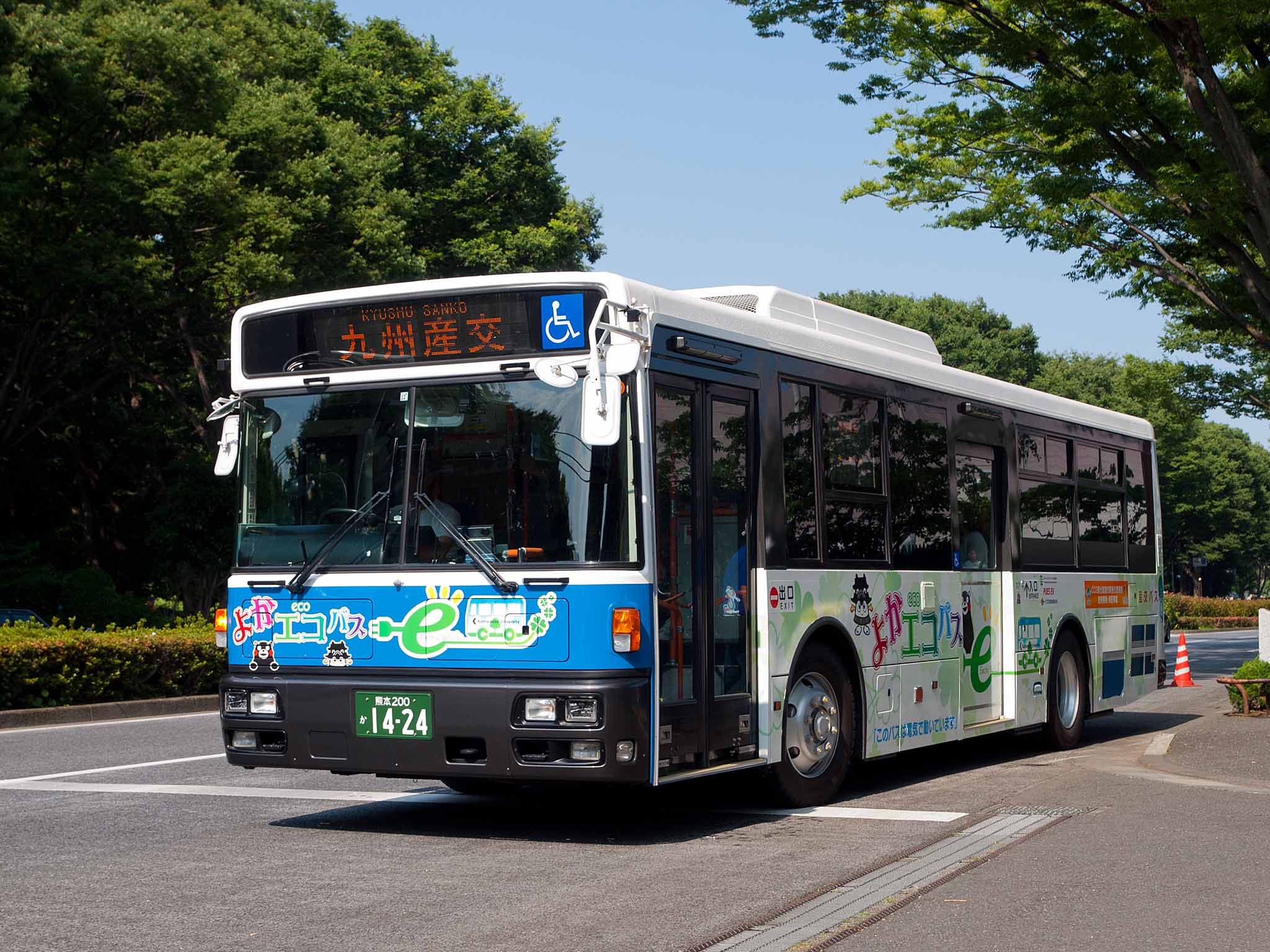
改造電気バス「よかエコバス」
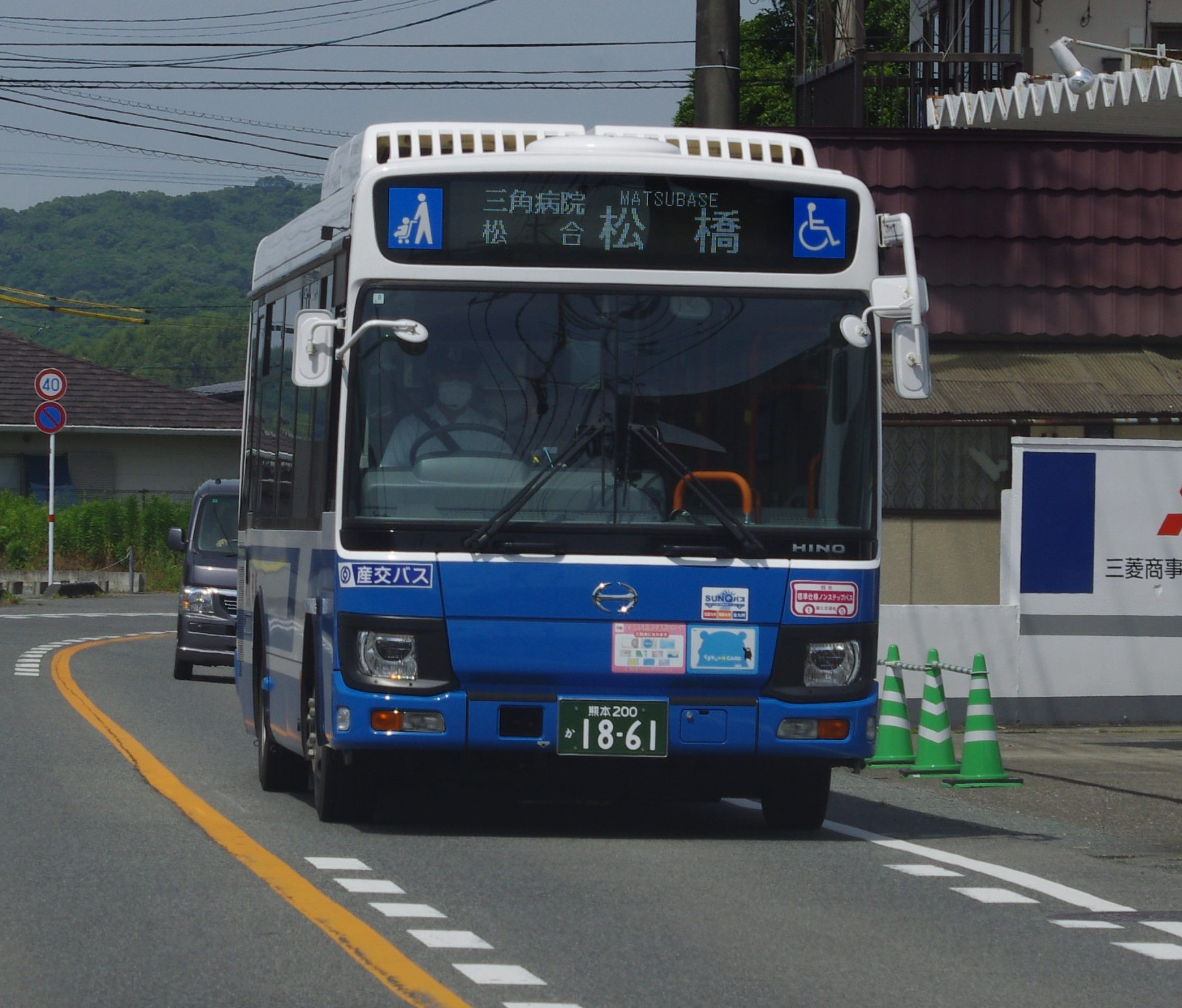
2017年以降に新車導入された日野 レインボーII
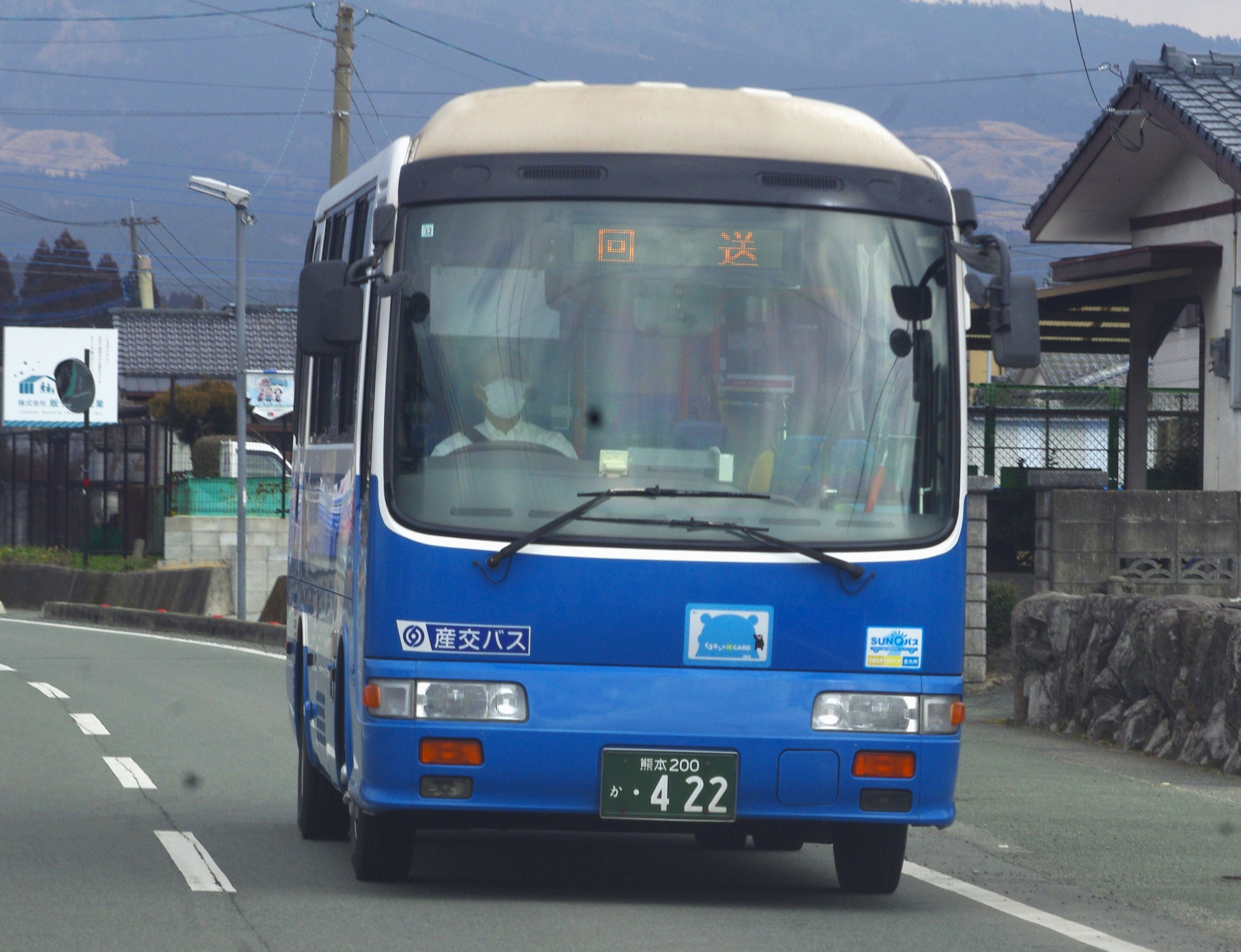
旧高森営業所の日野 リエッセ

### 長距離路線車
ここで言う長距離路線車とは、空港リムジンバスを除く、一般道のみで主要都市間を結ぶ路線（あまくさ号など）や九州横断バスで使用される車両のことを指す。
長距離路線車において、かつては一般路線車をベースにした大型標準床仕様だが、前乗り前降りのトップドア（1扉）車で側窓も大型の引き違い窓、車内はリクライニング機構で背面には灰皿・小物入れが付いた4列（横2＋2列）配置で中央通路側に補助席を設けたハイバックシートを備えるなど、長距離乗車に適した一般観光タイプ仕様であった。このタイプの車両は過去に数多く導入され、その多くは県内完結の快速バスや一部の特急バス（ありあけ号など）に使用されていた。大半は新車での導入であったが、貸切車を塗装変更した上でワンマン機器を取り付けた改造転用車もあった。
だが、このタイプの車両は1990年の購入を最後に導入されなくなり、その後は県内完結の快速路線が次々と廃止されたのに伴ってその大半が中扉増設などの改造が施され一般路線車に格下げられた。やがてこれらを含む車両も経年化により2010年頃までには離脱している。
現在では、すべて高速用路線車や観光バスなどから転用されたハイデッカー車が使用されている。そのほとんどは当社ならびに系列貸切事業者からの転用または県外他事業者からの移籍車両であるが、この他に新車として韓国からの輸入車であるヒュンダイ・ユニバースも2017年までにあわせて6台導入されている。また、当社高速車の過半数を占める2代目日野・セレガが長距離路線用としても2017年と2018年に各1台ずつ新車で投入され、主に大分線「やまびこ号」を中心に、時として空港リムジンの予備車としても使用されている。尚、当該車両は高速車と違い車内にトイレは設置されていない。
因みに、「あまくさ号」専用車にはパウダールーム付きの2代目セレガが投入されているが、元は新八代駅 - 宮崎線「B&Sみやざき号」からの転用車であり、2018年から2019年及び2023年末に八代営業所から天草営業所に転属したものである。
長距離路線用車両のカラー
かつては上述の一般路線用カラーと同じものであった。過去には各路線ごとのオリジナルの絵柄が描かれたヘッドマークを取り付けるサボ受けが設置されていたが、後年では愛称名のみの表示となっていた。現在は基本的に後述の高速用路線車と同じデザインであるが、「あまくさ号」・「たかもり号」には専用車として分かりやすくするため愛称名が書かれたステッカーが貼られている。このほか、貸切カラーのままワンマン機器増設の上で路線転用された車両も存在し、主に「やまびこ号」や「たかちほ号」ならびに空港リムジンの予備車両として使用されている。

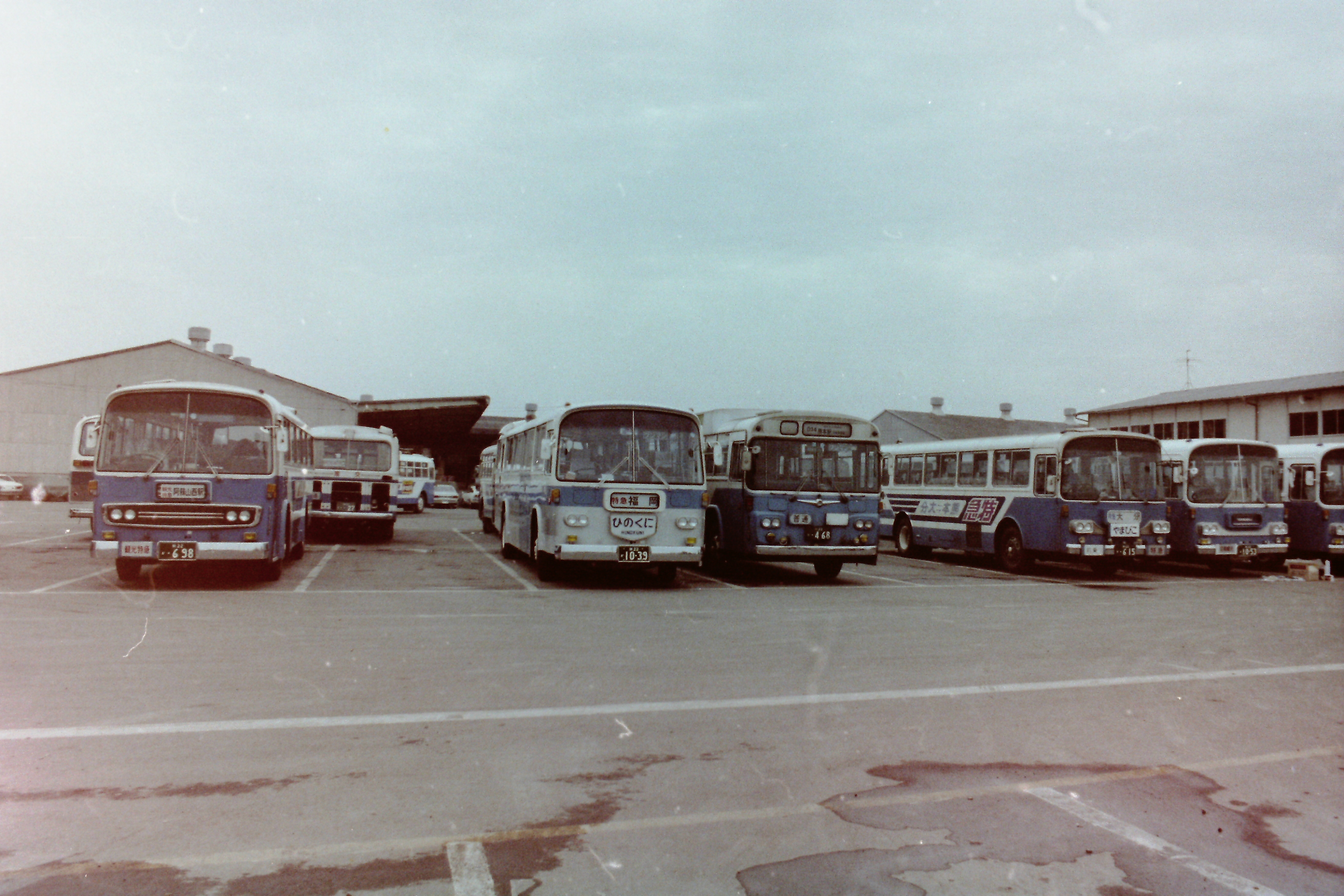
過去の長距離路線車 おおあそ号・ひのくに号・一般車・やまびこ号・定期観光の並び （この頃のひのくに号は長距離路線車と同様の大型標準床トップドア車両が使用されていた）
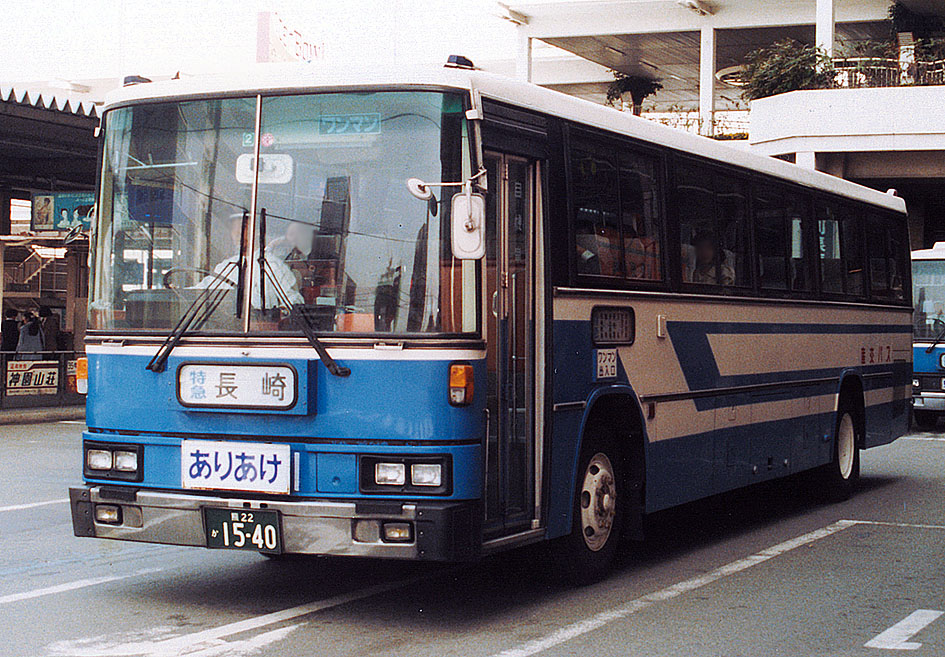
長距離路線用として末期に導入された大型標準床トップドア車
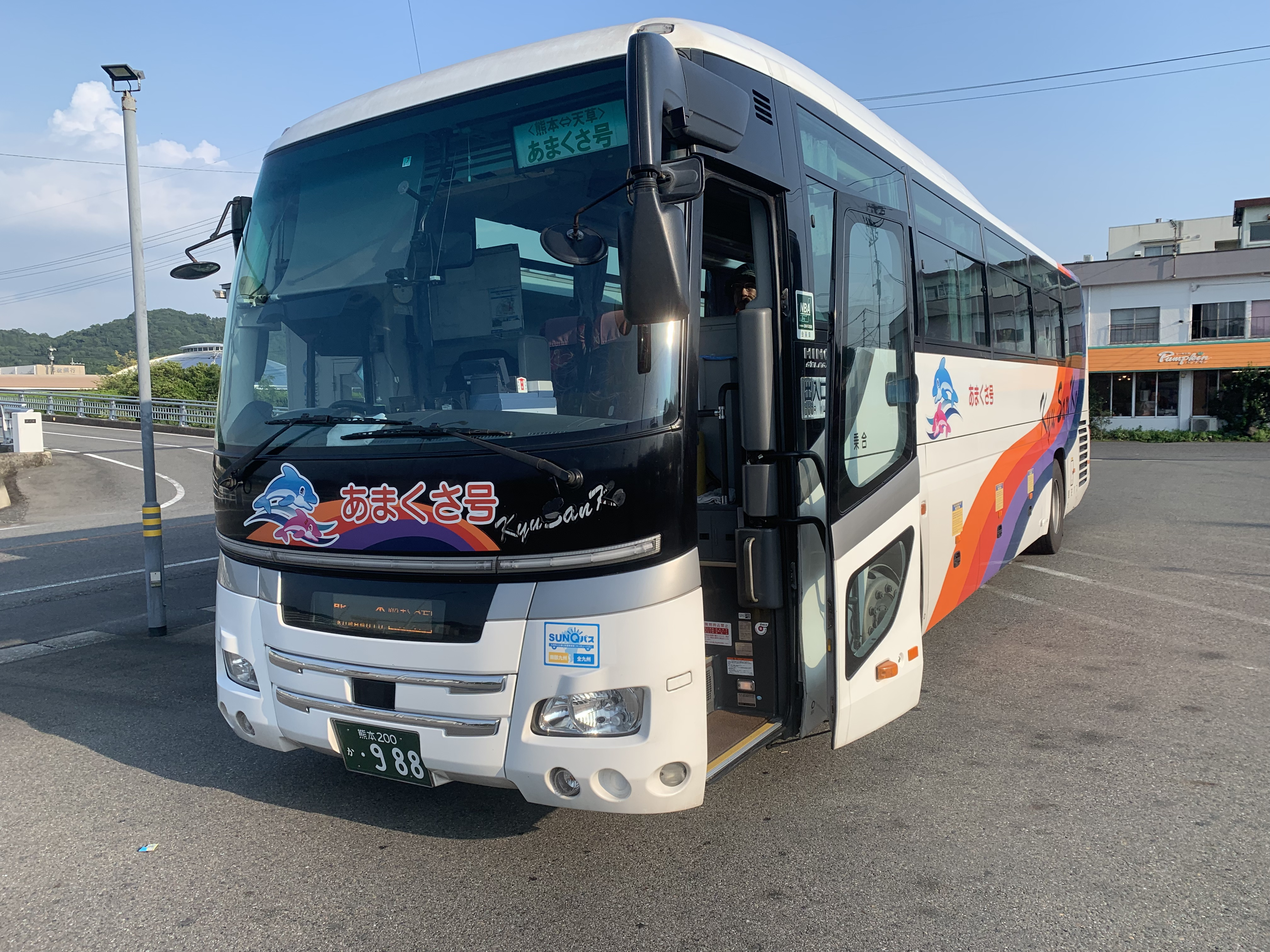
「あまくさ号」のステッカーが貼られた日野・セレガ（B&Sみやざき号からの転用車） 塗装は下欄の高速車用共通デザインと同じ
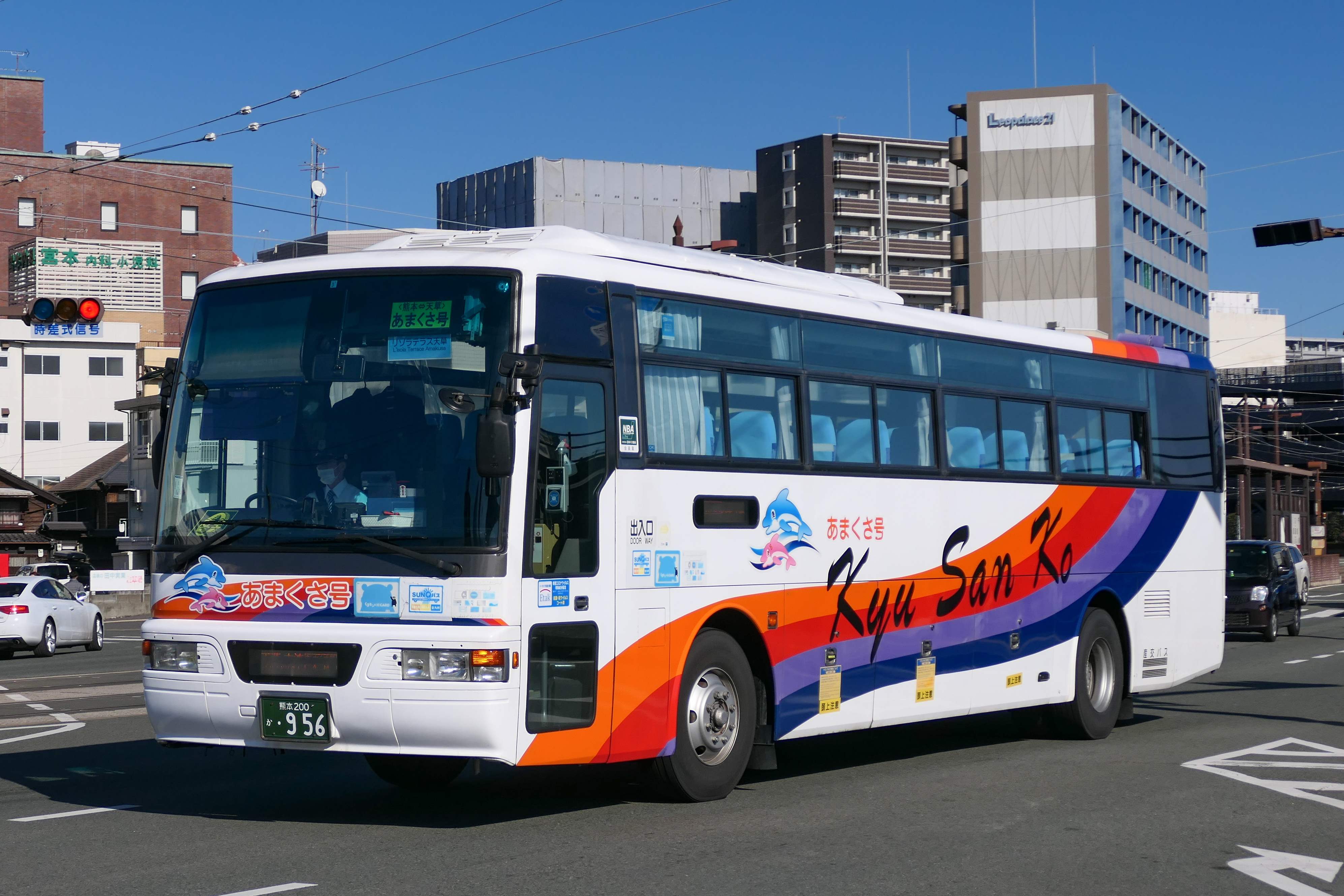
「あまくさ号」専用車の日産ディーゼル・スペースアロー（東京空港交通からの移籍車）
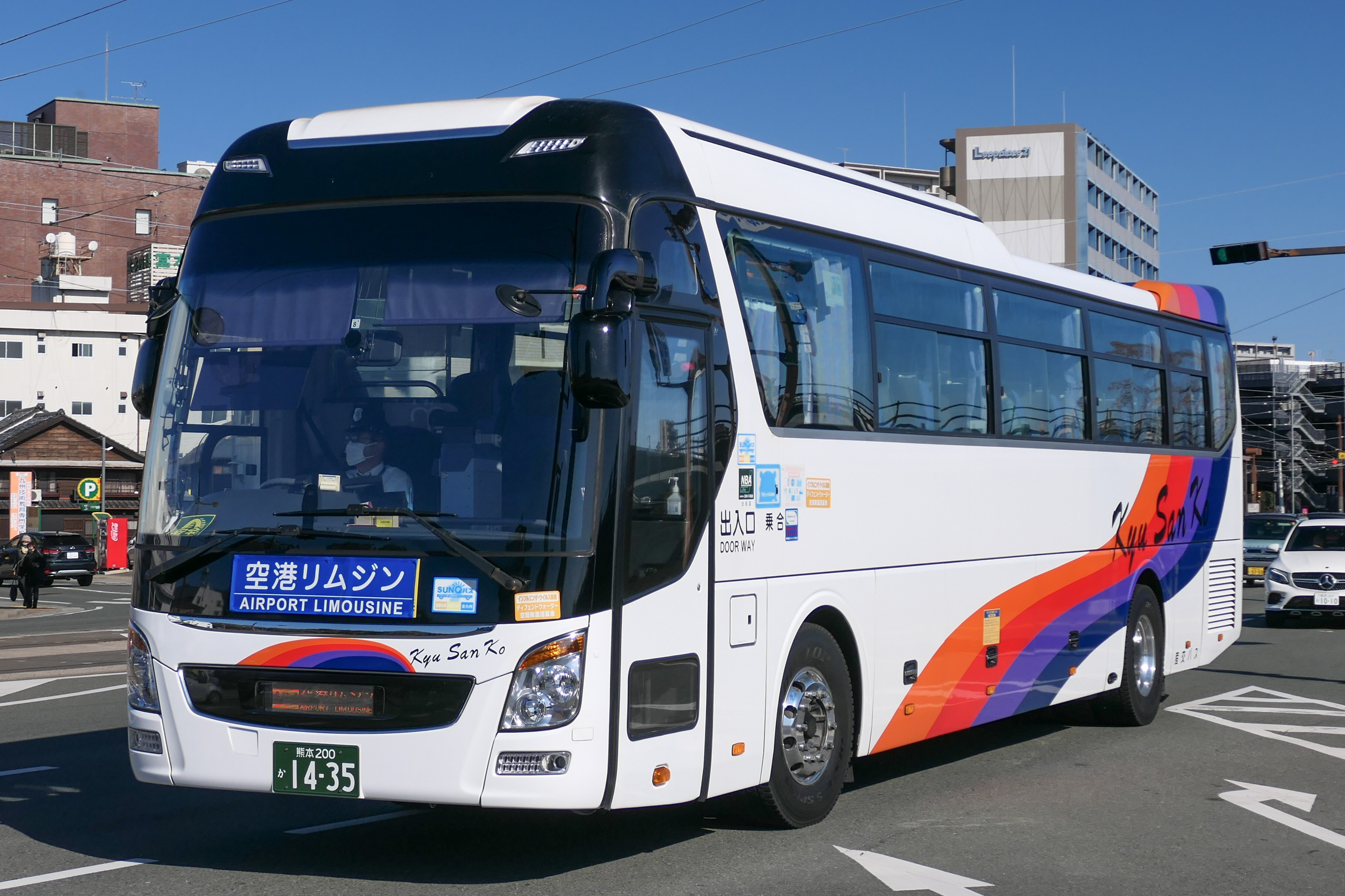
空港リムジン用のヒュンダイ・ユニバース

### 空港線
空港リムジンバスは、窓に「空港線」「空港専用」の表示がされた車両。ベース車は前述の長距離用路線車と同じ観光バスタイプ車で、一般路線シャーシのトップドア車やハイデッカー車が使用される。過去においては前から7列目より最後列までコの字型にロングシートが採用され（別称：サロンバスとも呼ばれていた）、尚且つ車内はビデオ放送（テレビフォトCM）も流されていたが、後に全て廃止され、現在では当初からの車内左前方に荷物置き場が設置されている以外は一般観光車両と同じ全席リクライニングシートとなっている。その中でも特異車として、2002年式車である標準床車両の日野ブルーリボンシティ（セレガマスク）が2台存在したが、この2台は新製当時はトイレが設置され天草 - 空港線「あまくさ号」専用車として天草営業所に配置された。だが、2年ほどで「あまくさ号」の運用を離れ中央営業所（現：高速営業所）に転属し、トイレを撤去ならびに荷物置き場新設などの改造が施された上で空港リムジンバスとして転用されたものである。その後、2台の内1台は熊本港オーシャンアローシャトルバスとして再転用されたのち、現在は白ナンバーに変更され教習車（社員用教育車）となった。もう1台も2010年代後半頃より予備車となり、2020年には定期運用から離脱ののちナブテスコオートモーティブ社によって開発されたドライバー異常時対応システム（「EDSS」）の試験車両に転用されたが、2022年8月時点では運用を離脱した模様。
当初は一般路線シャーシの標準床トップドア車が新車で投入されていたものの、1990年代中盤頃より新車での購入を差し控え、自社高速用路線車や系列貸切事業者から改造転用されたハイデッカー車両が使われるようになり、これらによって一時期は古い車両ばかりが揃っていたが、2010年代に入ると韓国製輸入車であるヒュンダイ・ユニバースが新車で投入されるようになり、旧年式車両を徐々に置き換えている。
この他、2008年より空港リムジンバスとしては珍しいノンステップバス（日野PKG-KV234N2、西工96MC、一般路線用のノンステップバスと同じ中乗り前降り）も2台投入されていた。約10年間運用されたのち、2020年に同じく中乗り前降り仕様でスロープ付きのワンステップバスである三菱ふそう・エアロスターが新車で2台投入。新車投入によってこれまで使用されていた旧ノンステップバスは空港リムジンバスとしての使命を終え、一般路線カラーに塗り替えられ木山営業所に転属し、一般路線車として転用されているが、車内は僅かに吊り革の増設と優先席判別の黄色いヘッドカバーを取付たのみで荷物置きも残置したままである。
空港線車両のカラー
- かつては上述の通り、現在の一般路線塗装が採用され、尚且つ車体には飛行機のイラストが描かれたステッカー（1985年頃からは飛行機のデザイン+「空港専用」の文字を大きく表示）が貼られていたが、1989年導入車より白を基調に裾部をグレー、境目にオレンジのラインを通し、矢の模様が入ったデザインで、車体の前・後面と側面に『AIRPORT LIMOUSINE』と表記された専用カラーリングとなっている。かつては「あまくさ号」の一部便が阿蘇くまもと空港まで乗り入れていた関係上、同路線の一部車両にもこのカラーリングが適用されていたが、現在は空港への乗り入れが廃止された事もあって、経年式車においてはこのカラーリング自体は残されつつ『AIRPORT LIMOUSINE』のロゴを消去された状態で運用されていたが、現在は全廃となっている。
- 2015年以降に導入された新型車両より、白地に紺・紫・赤・オレンジの4色を用いた「不死鳥（フェニックス）」を象ったデザインに変更され、熊本のゆるキャラである「くまモン」・阿蘇くまもと空港のキャラクターである「あそらくん」・産交バスのキャラクターである「産太くん」といった3体キャラクターの絵柄が車体に描かれている。ただ、一部車両においては、 鹿児島線（きりしま号）や 大分線（やまびこ号）など高速・長距離路線などの予備車としても兼用できる事を想定して、従来車にある前方の車内荷物置き場を設置せず、塗装は「不死鳥」デザインでありつつも「AIRPORT LIMOUSINE」のロゴならびに3体キャラクターの絵柄が入っていないものもある。また、高速車の車両都合時には当該車両が代走として運用に入る事を想定し、ETC・高性能無線機も搭載されている。

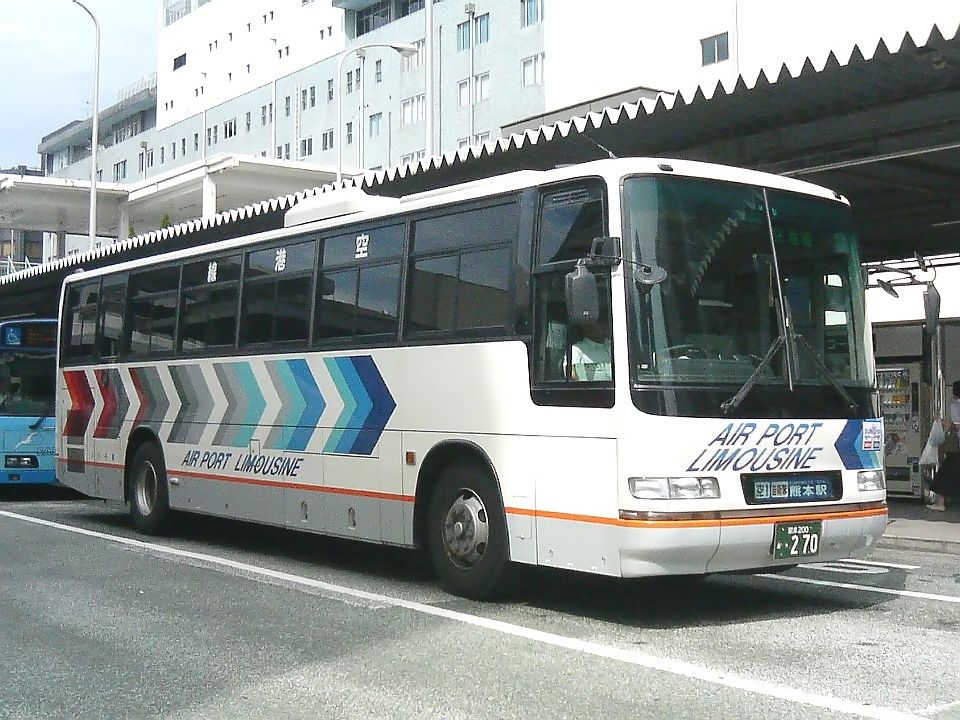
2代目塗装のブルーリボンシティ観光形（セレガマスク）
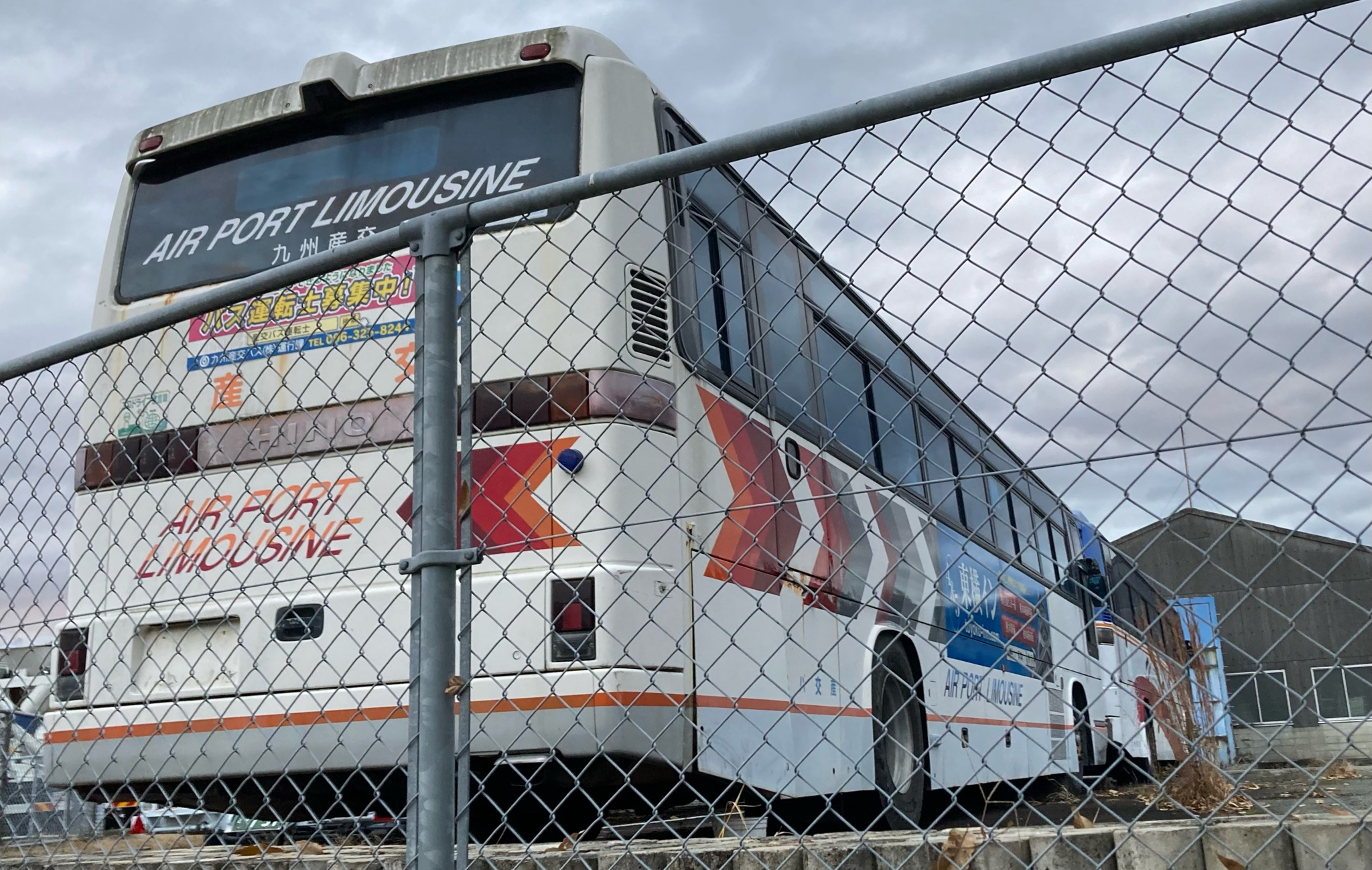
2代目塗装のブルーリボンシティ観光形（セレガリア）
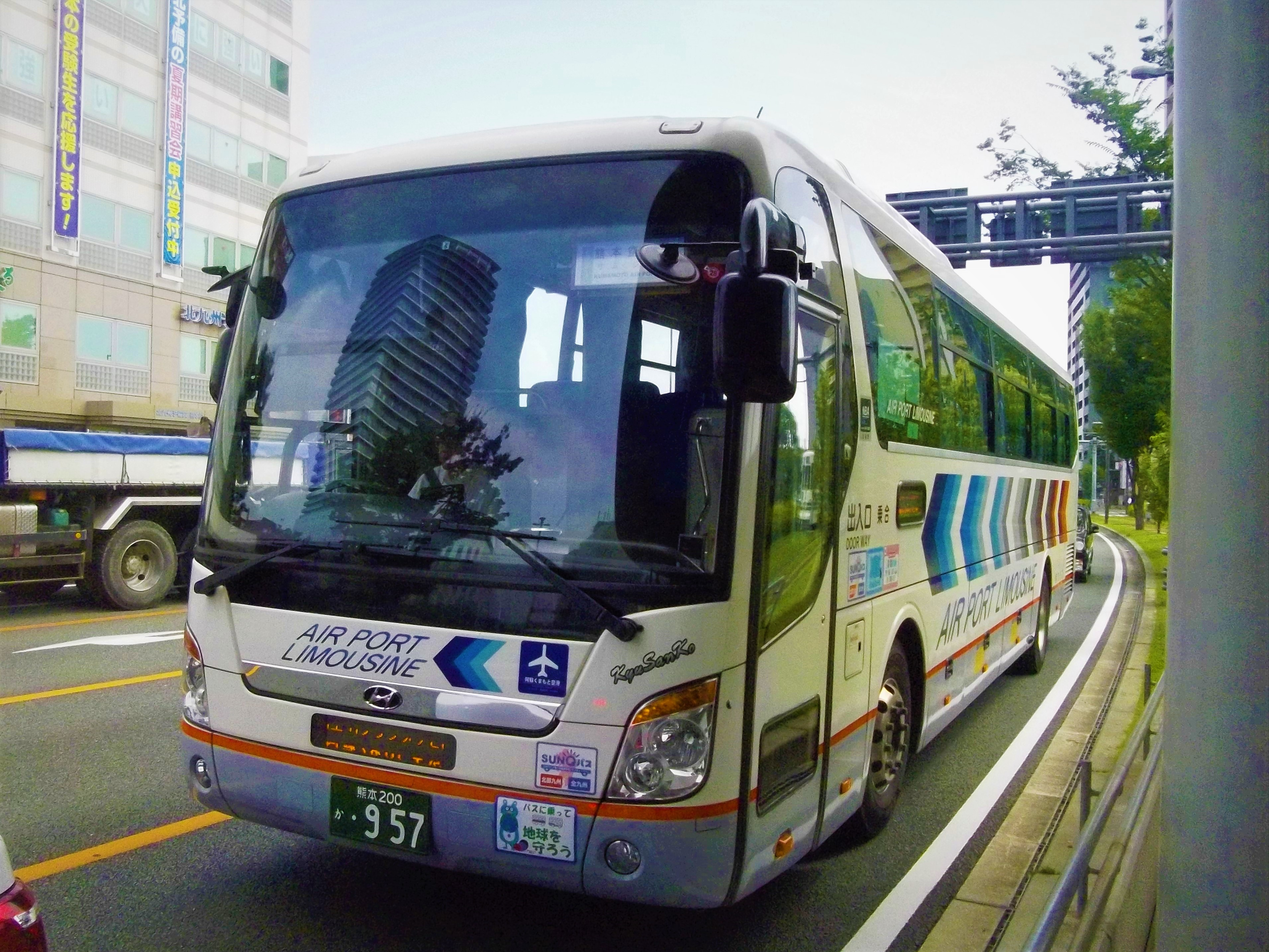
2代目塗装のユニバース
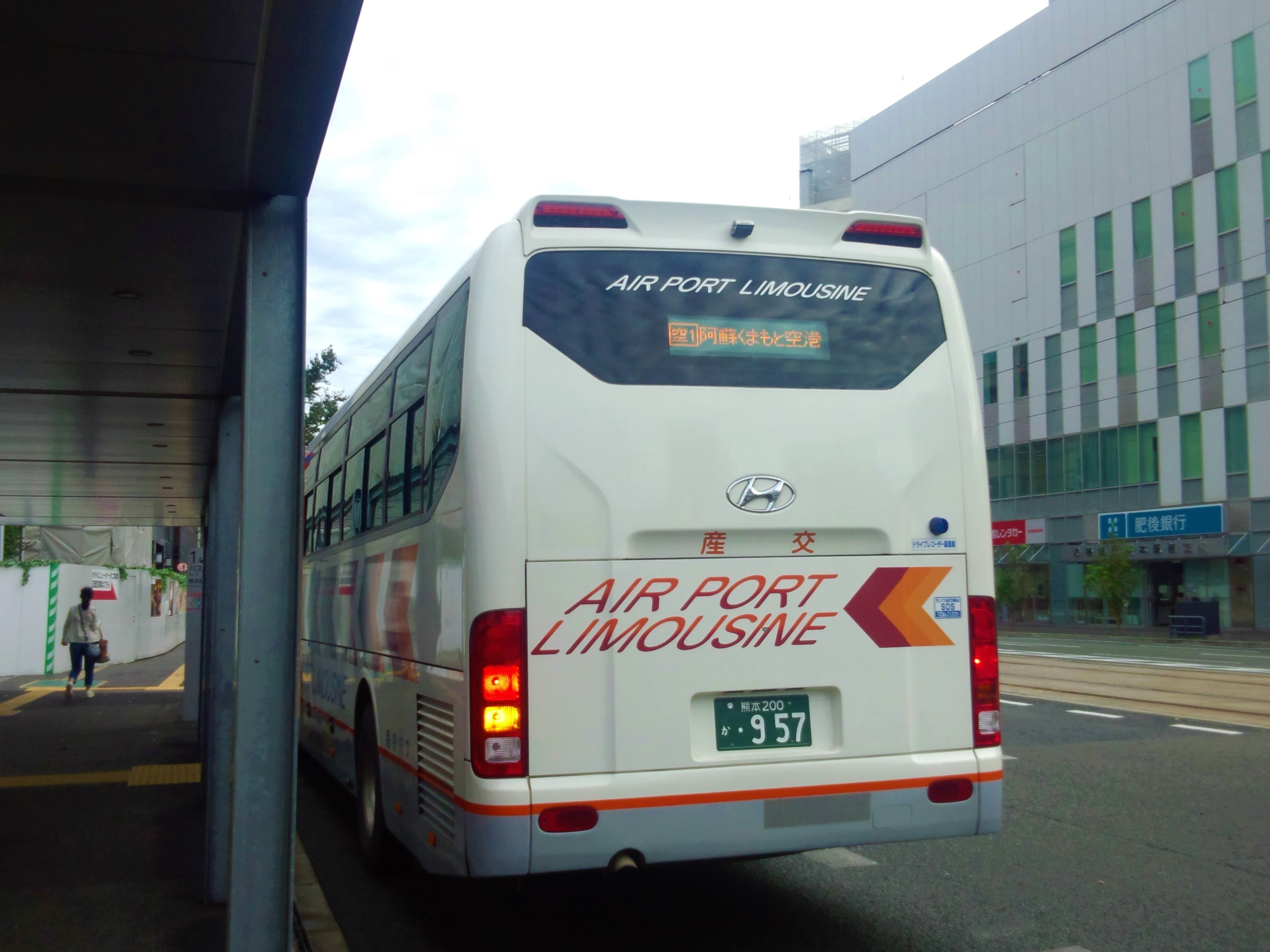
2代目塗装のユニバース リア
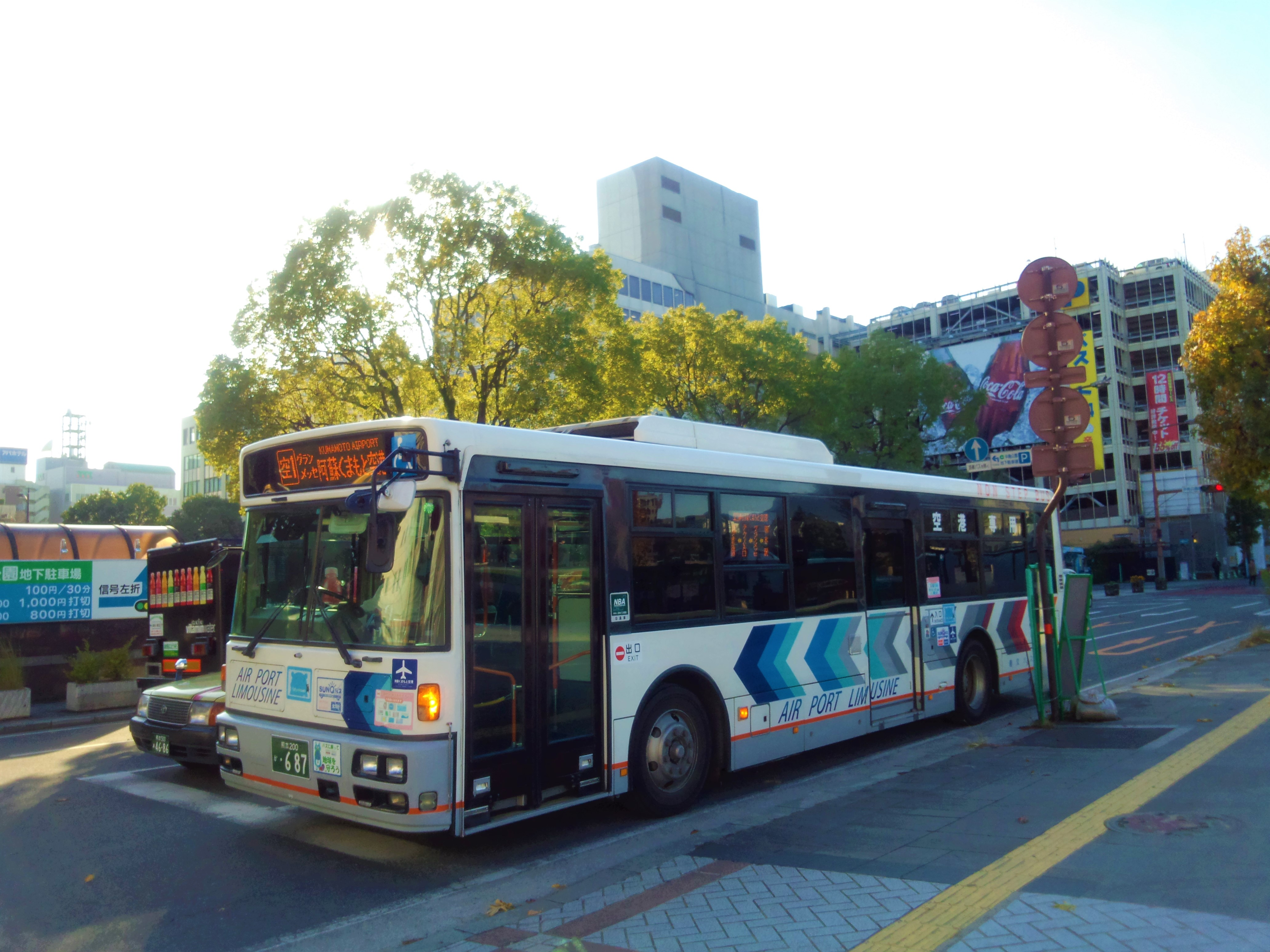
空港リムジンとしては珍しいノンステップバスも運用されていた 日野PKG-KV234N2（西工製） 撤退後は一般路線車に転用されている
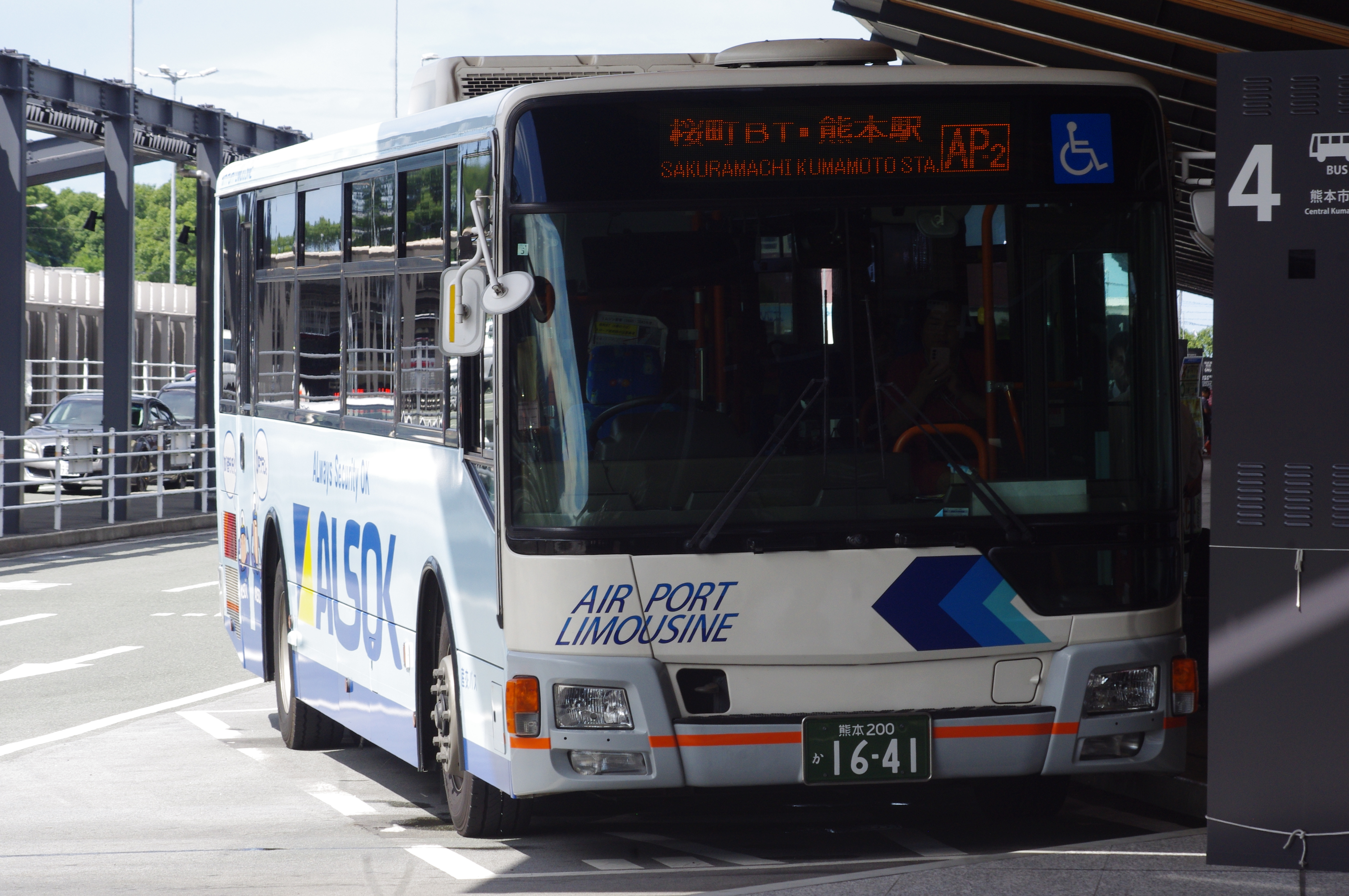
2代目塗装の三菱・エアロスター
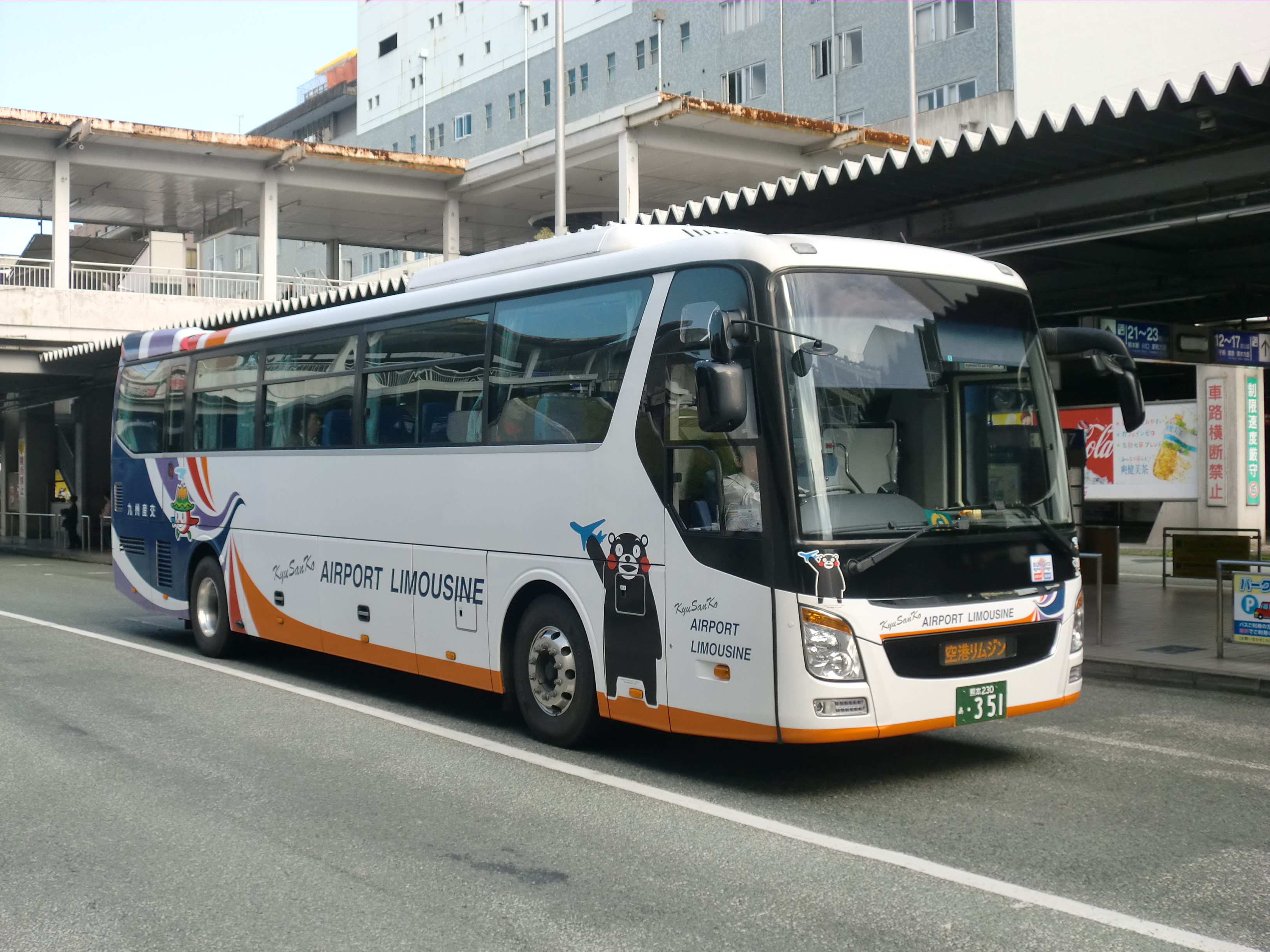
2015年に登場した3代目塗装のユニバース
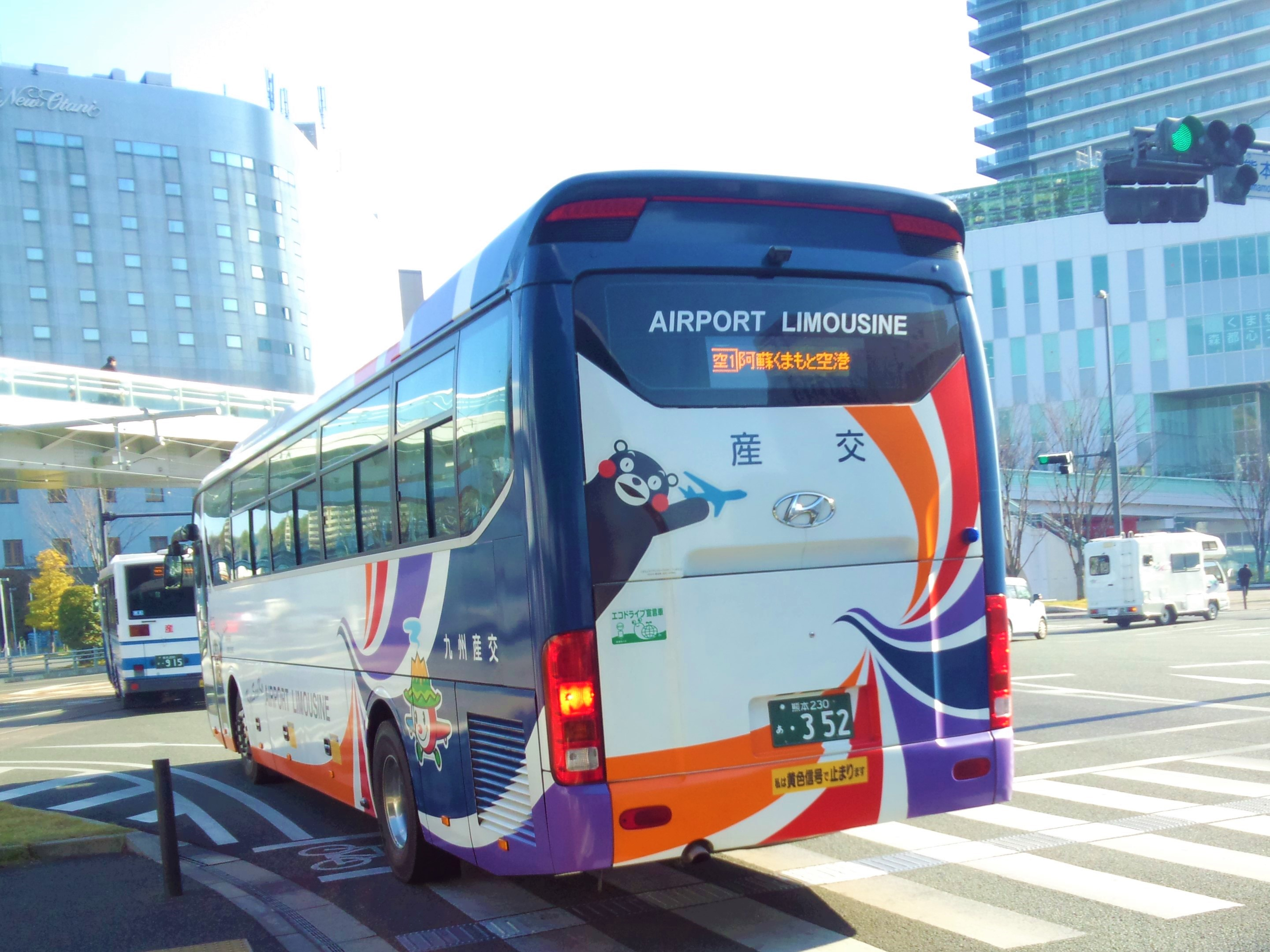
3代目塗装のユニバース リアにはくまモンが描かれている

### 高速車
ここで言う高速車とは、サンライズ号やひのくに号など高速道路を経由して県外主要都市間とを結ぶ路線に使用される車両を指す。長距離路線車と同様、ベース車は観光タイプ車であるが、車内にはトイレが設置されている事（一部車両を除く）や、路線によっては3列シート（昼行便は2+1列・夜行便は3列独立）であるのが特徴で、全車ともETC、高性能無線機、追突防止・車線逸脱防止警報装置を搭載している。
高速車については基本的に国産4メーカーでの導入とはなっているが、現在は日野車の割合が大半を占め、次いで三菱ふそう車となっている。1990年代初頭の高速路線開業ラッシュ時においてはいすゞ車をメインとして大量に購入され、高速車の過半数をいすゞ車で占めていたが、経年による代替によって徐々に日野または三菱車に置き換えられ、現在いすゞ車はごく少数派に留まっている。2016年には高速車においてもヒュンダイ・ユニバースが導入され、2018年現在では6台ほど在籍している。過去には日デ（現：UD）車もあったが、現存していない。因みに車体シャーシについては、メーカー純正車体（ジェイバス車体も純正扱いとする）と西工車体のどちらも導入していたが、現在は純正車体のみで、西工車は高速車としては全廃となっている。また、かつては夜行高速バスと「フェニックス号」はスーパーハイデッカー車、それ以外の路線は基本的にハイデッカー車での導入であったが、2008年以降の新車は昼行・夜行用ともハイデッカー車で購入されている。また、高速車両としては九州圏内において現行型日野セレガ(ADG-RU1ESAA・2005年式）をいち早く導入した事も有名である。
当社の高速車は一貫して新車での入れ替えが慣例であったが、2000年代以降は新車の購入を差し控えていた時期もあり、一部の路線を除きあまり新車での入れ替えがおこなわれず、一定の路線に新車として導入し、これまで使われていた経年となった車両を他路線に転用する方法へと変化した事もあり、路線によっては車齢20年を経過した車両の姿が多く目立っていた。2021年には名鉄バスからの移籍車が4台導入され、元夜行車のスーパーハイデッカー車両（三菱ふそう・エアロクイーン）は「なんぷう号」「フェニックス号」専用車として、4列シート仕様でパウダールーム付のハイデッカー車両（三菱ふそう・エアロエース）の3台は「りんどう号」専用車としてそれぞれ置き換えられた。高速車としての移籍車による導入は初となる。
かつて1990年代における高速バス開設ブーム時期においては、全車に車内公衆電話・テレビ（ビデオ映画→DVD映画）・マルチステレオ（音楽サービス）などの設備やおしぼり・飲み物（コーヒー・お茶）・情報誌（Full Fullくまもと）サービスなども備えられていたが、現在はすべて廃止されている。その反面、最近では一部車両において新たに携帯電話・スマートフォン等の携帯端末充電用コンセントを各座席に設置したり、除菌設備やWi-Fi（公衆無線LAN）などを備えるなど、時代のニーズに合わせた設備は今後においても順次導入されつつある。
行先方向幕は、2005年導入以降の新車（一部車両を除く）またはそれ以前導入の一部車両において大半がLED行先方向器による表示となっているが、経年式車では従来からのフィルム巻取式方向幕のままの車両も存在する。
高速車のカラー
- 夜行車両は、サンライズ号運行開始時に採用されたデザイン（共同運行の近鉄バスも当初は同じデザインだった）を、他の路線にも流用した。このカラーリングは当初夜行路線のみであったが、のちに昼行高速車をはじめ九州横断バスや県内快速バスなど幅広く流用されており、当社における第二のシンボルマークとなっている。かつて夜行路線専用カラーだった頃は各路線毎の愛称を車体に大きく表記されていたが、現在は他路線との汎用を意識してか、愛称に代わり全車「Kyu San Ko」のロゴをレタリングした上で一般路線車と同様に側面・後面方向幕を設置している。なお、2008年以前までに導入された車両はカラーリング・ロゴ共に車体に大きくデザインされているが、2009年以降に導入された車両は将来のラッピング広告対策のためか、白地の部分が広くなり、カラーリング・ロゴ共リアホイール上に小さくデザインされるようになった。
- 昼行車両は、かつては各路線別でバラエティに富んでいた。現在導入されている車両は前述の通り全て夜行車両と同じデザインである。ただし、「B&Sみやざき号」専用車のみ共同運行相手会社であるJR九州バスに合わせ同路線オリジナルロゴが入った愛称ステッカーが貼られている。一時期は「ひとよし号」専用車にもきじ馬がデザインされたステッカーが貼られていた。
  - 旧年式車では天草快速に転用されたかつてのひのくに号専用カラー（青十字）であった1台（上掲参照）が2018年12月に事故に遭い廃車された事により全廃となり、かつての各路線別塗装車は面影も見られなくなっている。

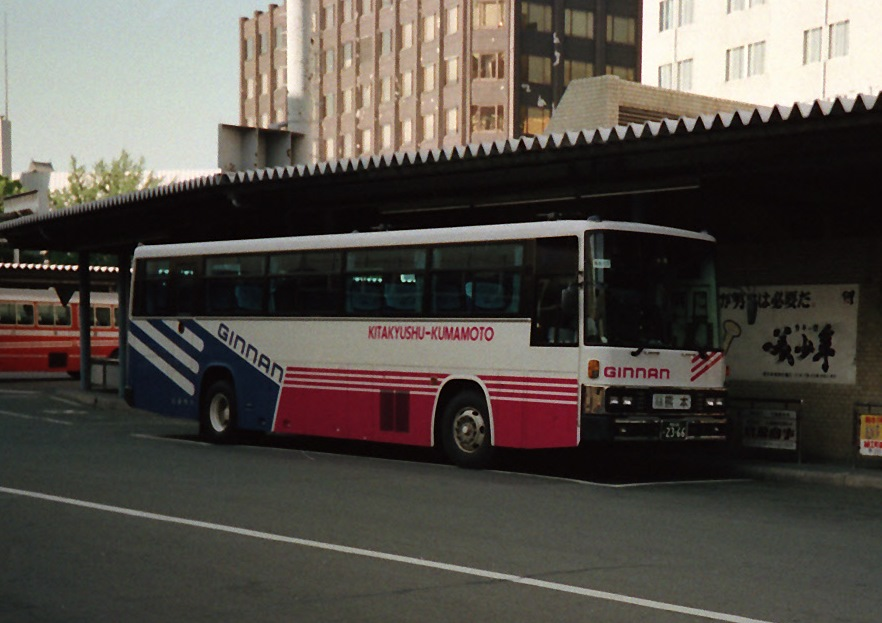
1988年から1990年代初頭にかけて大量に導入されたいすゞ高速車（西工S型） 塗装は各路線別に違っていた。 既に廃車
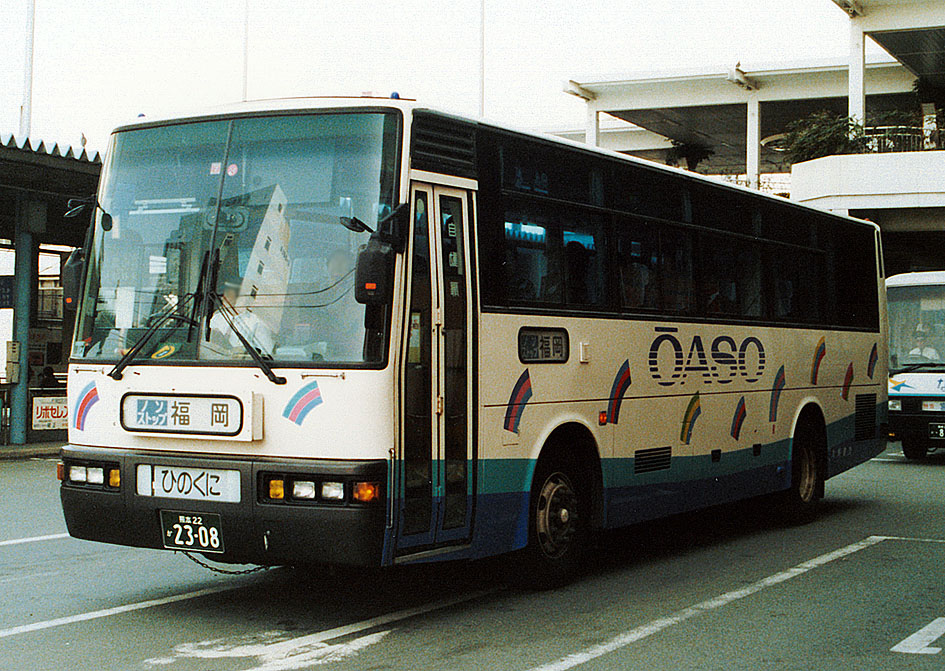
大量導入されたいすゞ車のうち2台のみ存在した純正車体いすゞ・スーパークルーザー 既に廃車
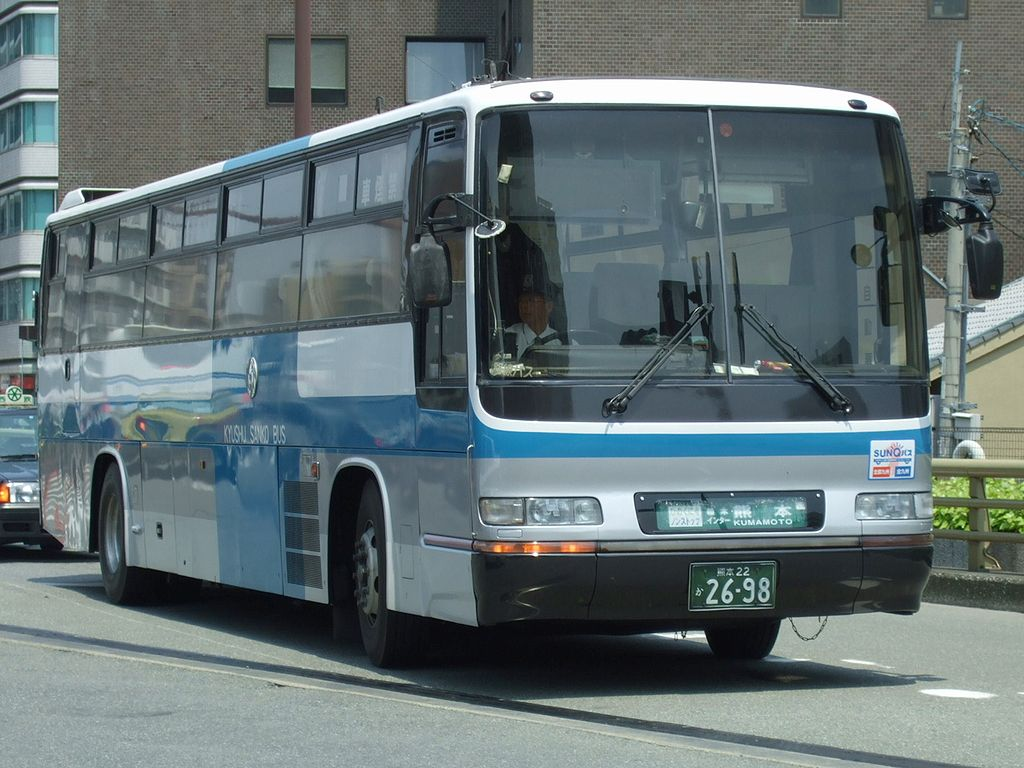
福岡線（ひのくに号）旧式塗装 既に廃車
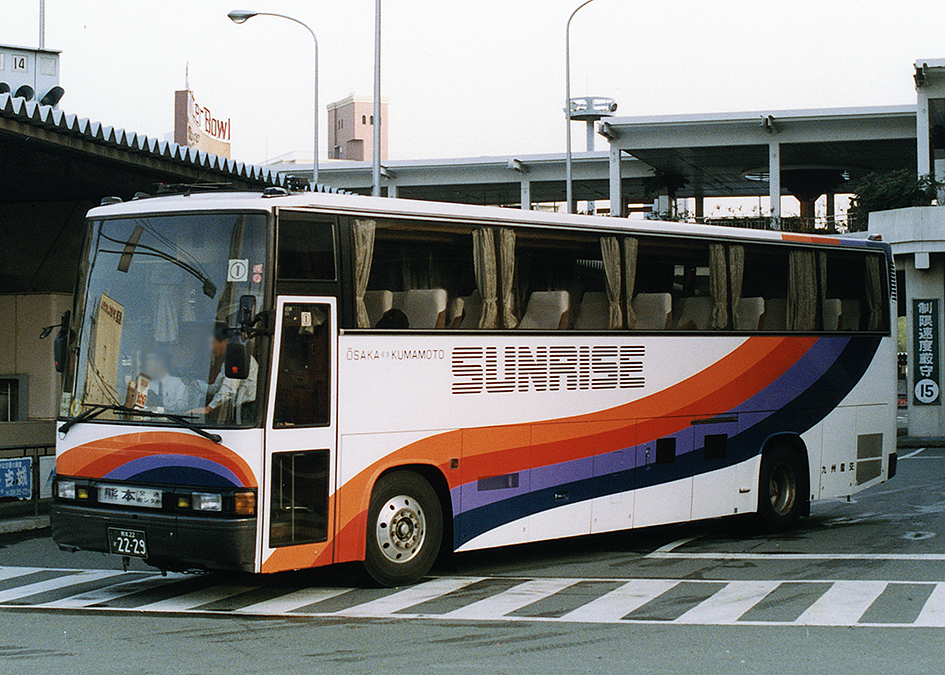
1988年に運行開始した大阪線（サンライズ号）[注 23] この塗装がのちに当社高速車用共通デザインとして流用された。 既に廃車
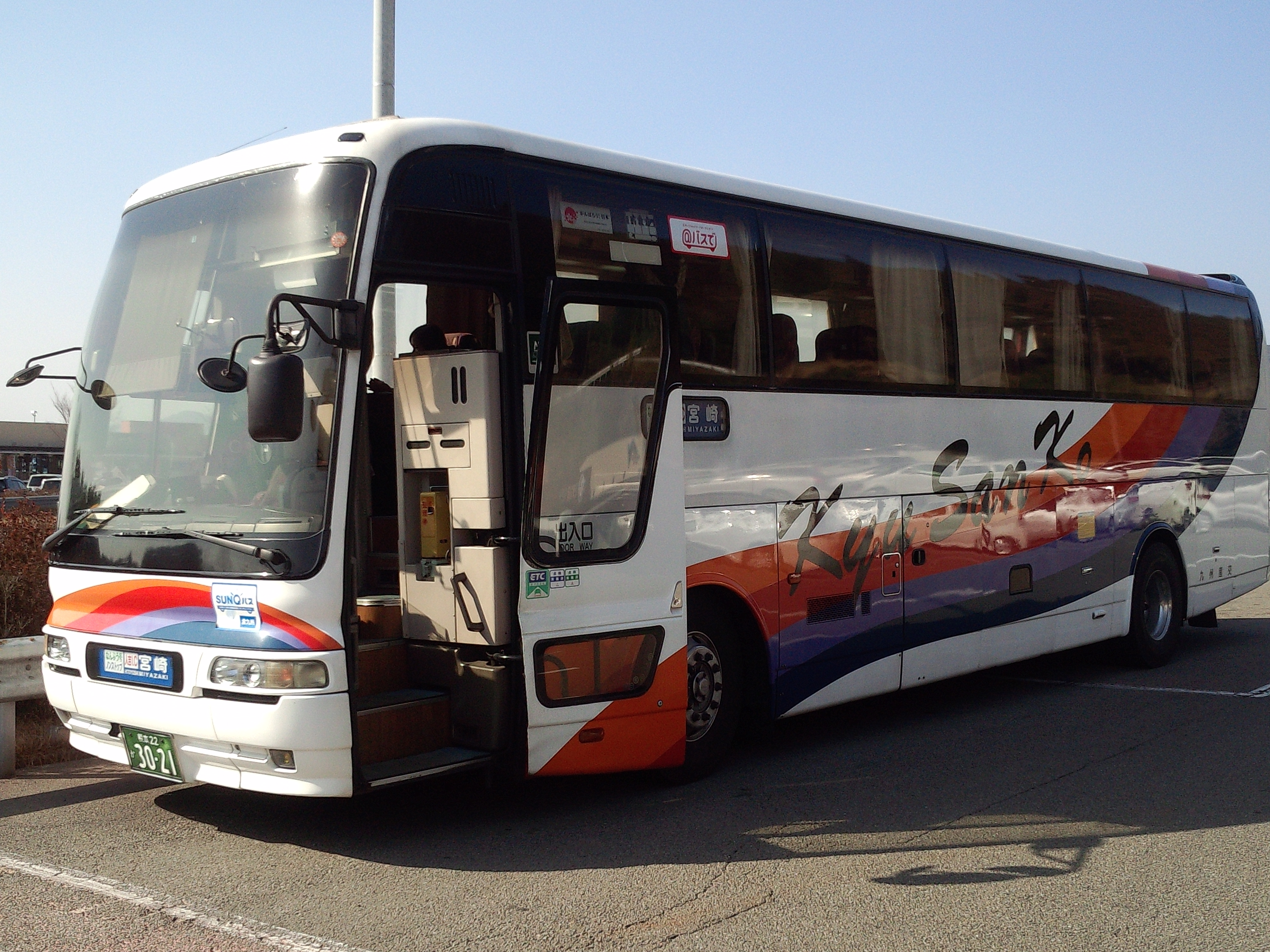
1994年から導入された2代目夜行車（三菱ふそう・エアロクイーン）。 写真は昼行便（九州島内路線）へ転用後。 現在は廃車
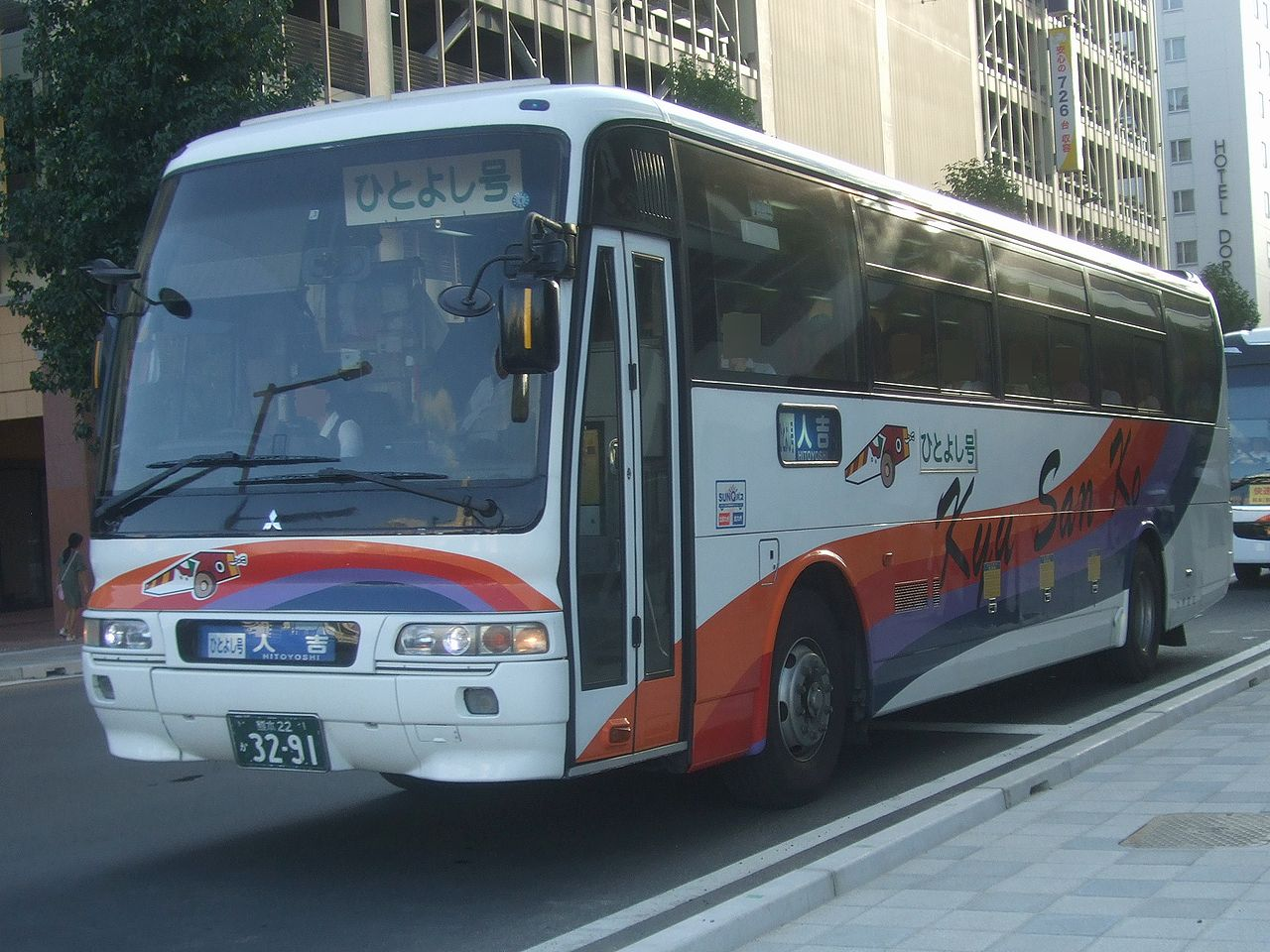
1999年に「ぎんなん号」4列化用として導入された三菱ふそう・エアロバス。 写真は「ひとよし号」専用車へ転用後で、「きじ馬」が描かれていた。 2020年7月の豪雨災害により被災し廃車
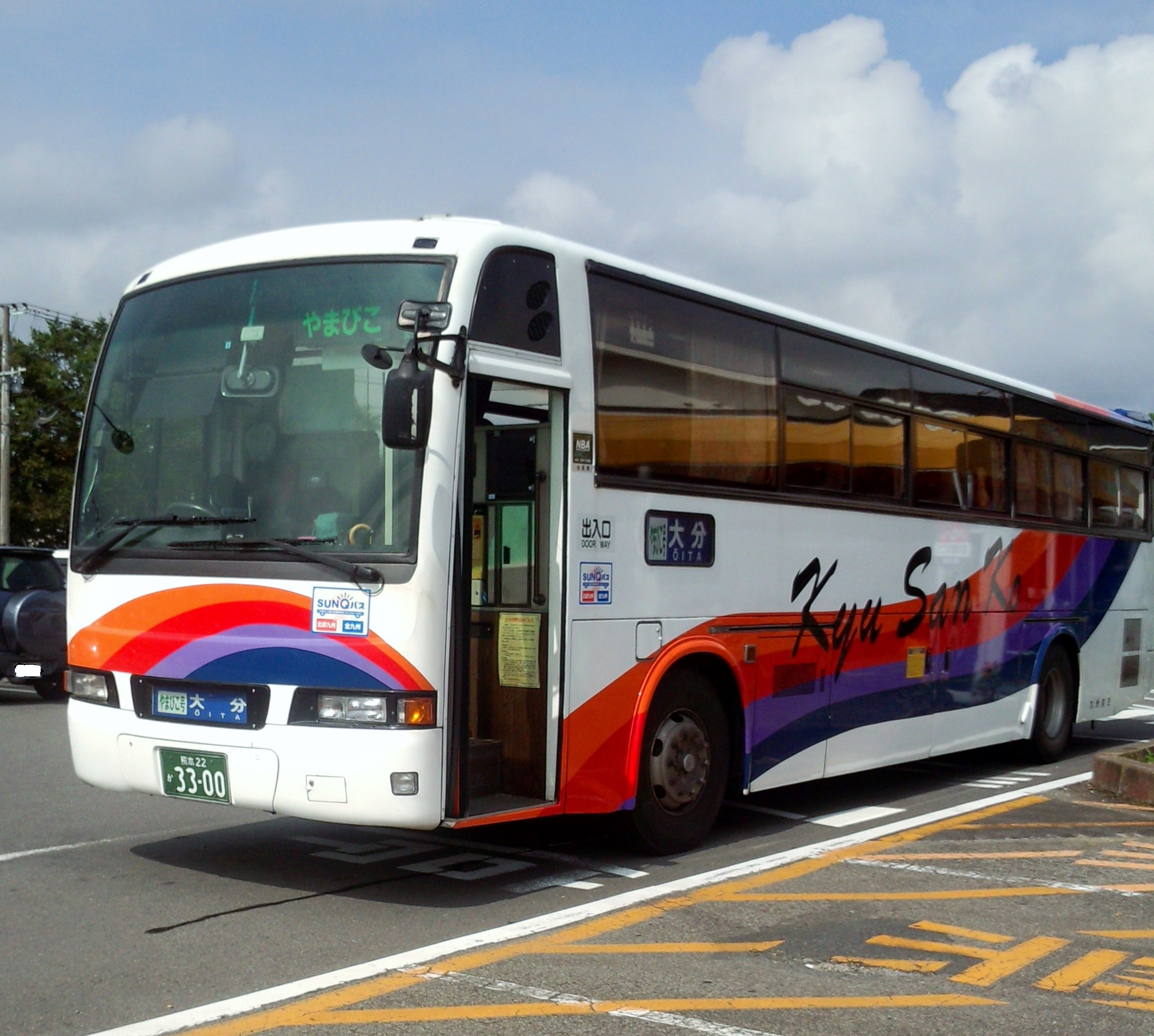
1999年に「ひのくに号」専用車として7台導入された西工C-Ⅰ（日野・セレガ）。 写真は長距離路線へ転用後 現在は廃車
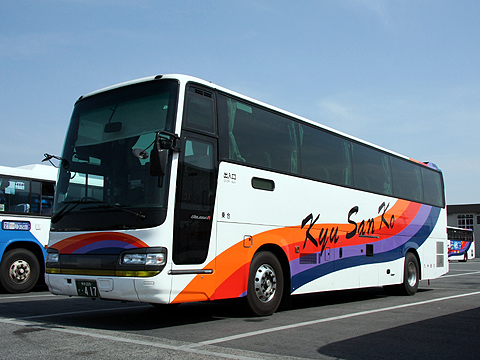
夜行車（当社高速車で唯一自社導入車の日野・セレガR）
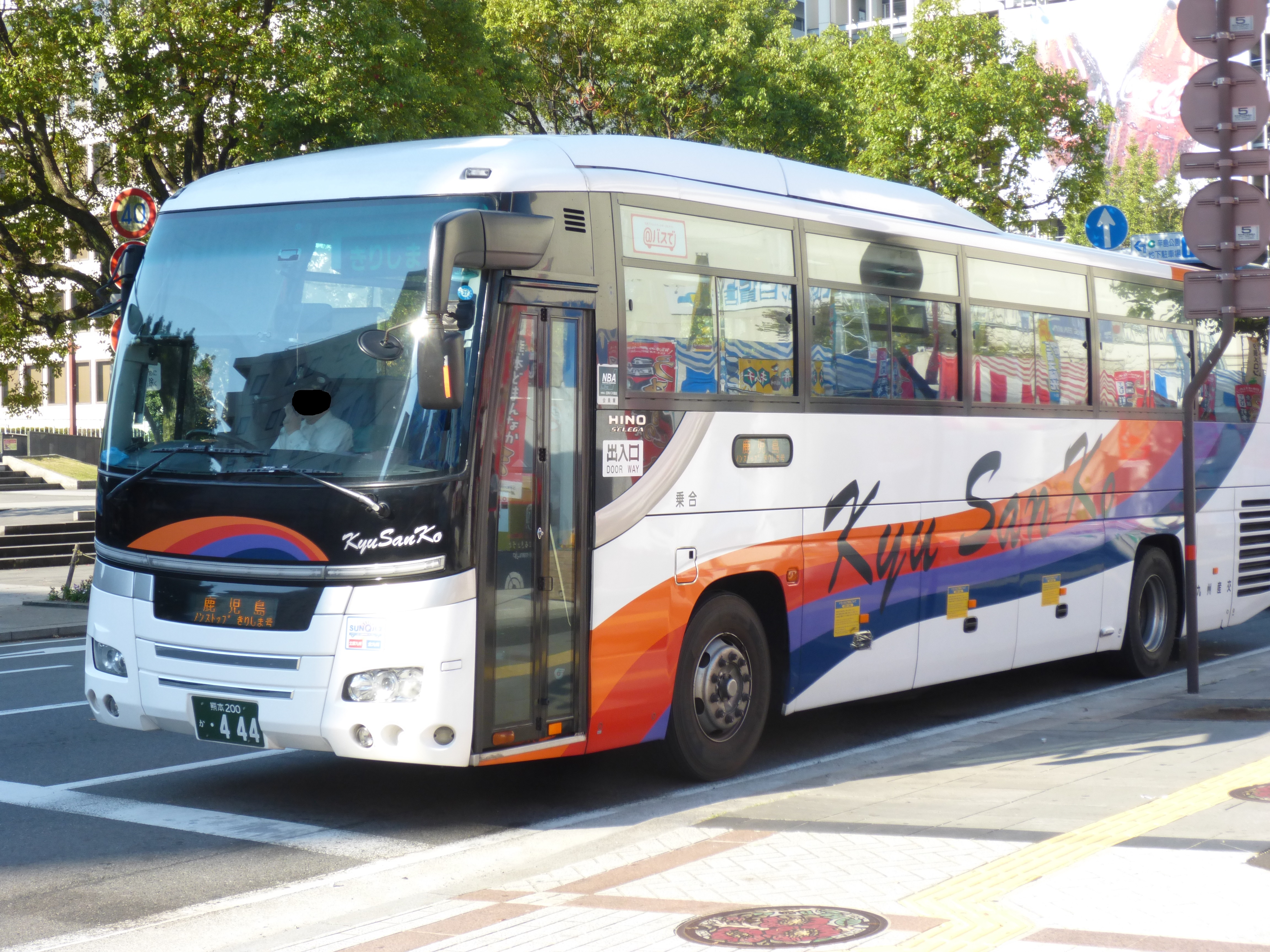
九州では高速車としていち早く導入した事で有名となった当社導入第1号となる2代目セレガ
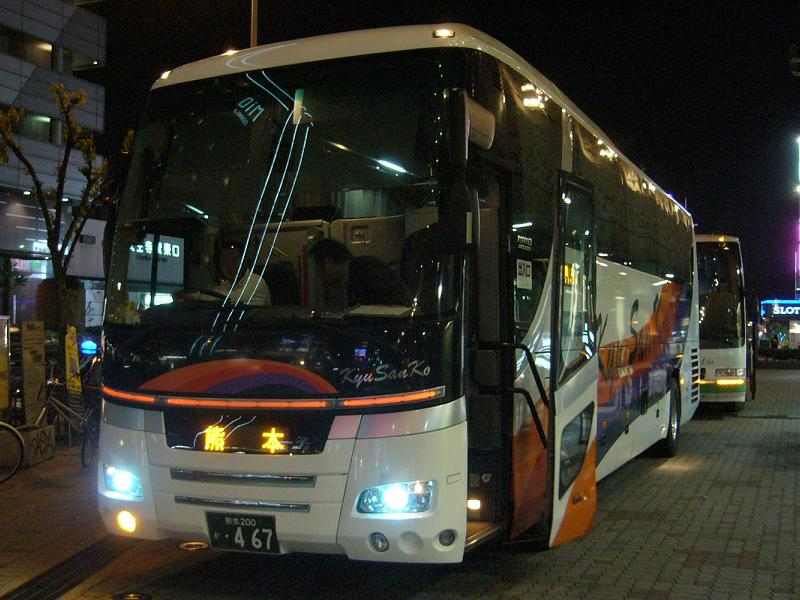
夜行車（2代目セレガとして唯一のスーパーハイデッカー。これ以降は全てハイデッカーでの導入となる）
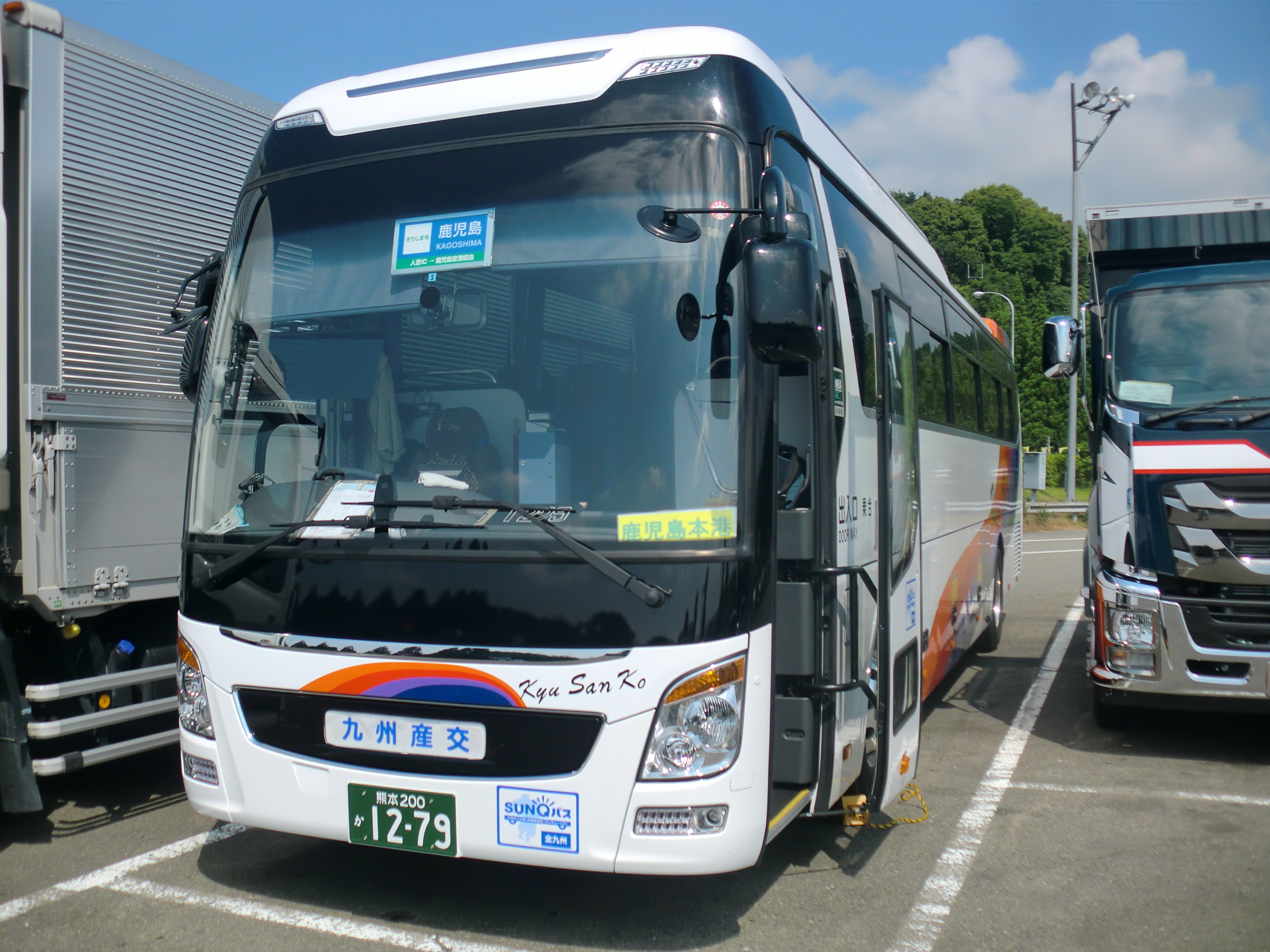
「きりしま号」専用車として4台導入されたヒュンダイ・ユニバース[注 24] 現在は高速車としての運用から外れ、大分線や九州横断バスなど長距離路線車に転用。
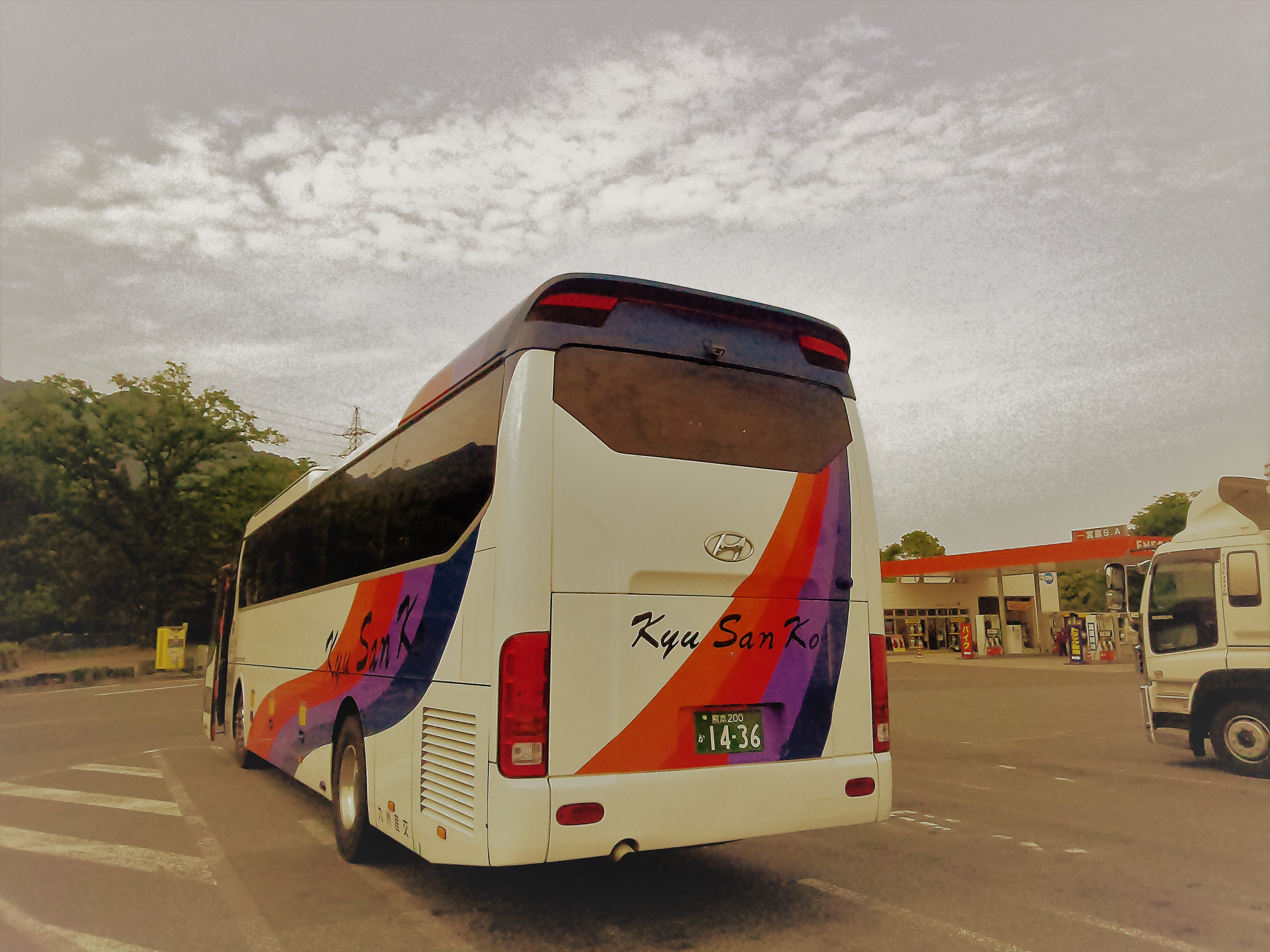
主に「なんぷう号」で使用される3列シートのヒュンダイ・ユニバース
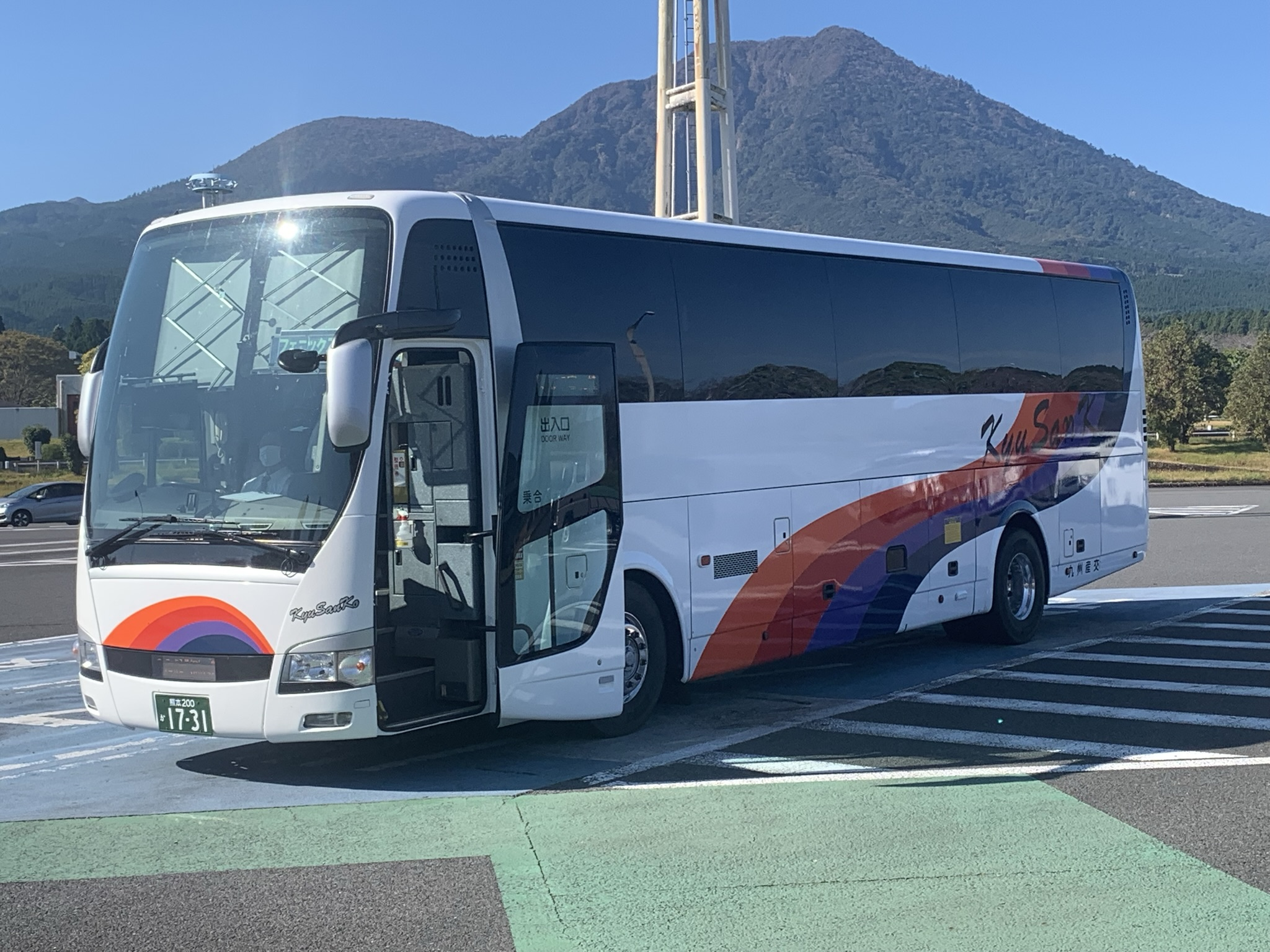
主に「なんぷう号」「フェニックス号」にて使用される元夜行車で3列独立シートの三菱ふそう・エアロクイーン（元名鉄バスからの移籍車）
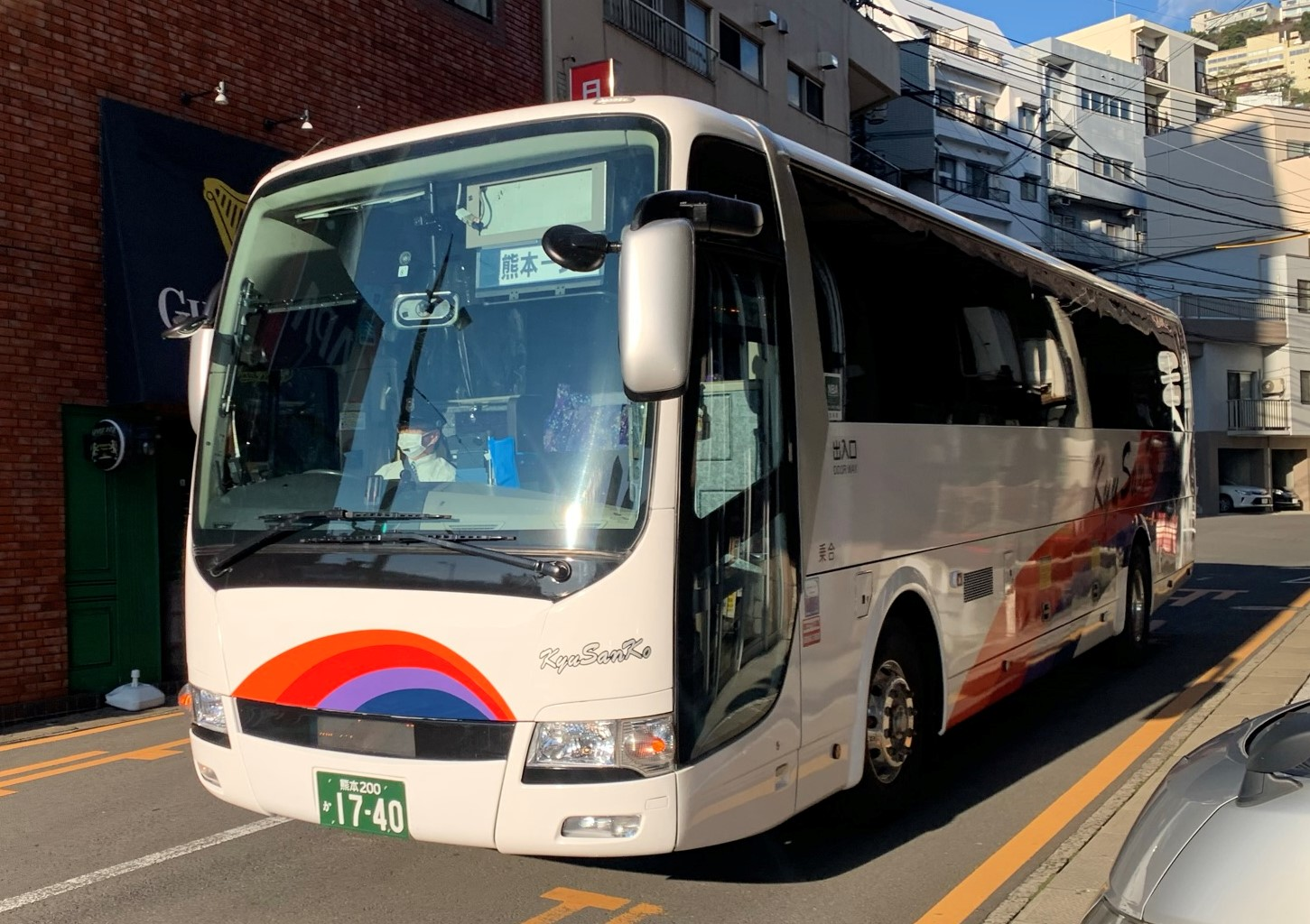
「りんどう号」専用車として3台導入されたパウダールーム付4列シートの三菱ふそう・エアロエース （元名鉄バスからの移籍車）

### 教習車
新人教育、または社員教育用車両である。
かつては営業車両の貸切及び快速車両の中扉増設車の経年車をワンマン機器の搭載は勿論、教育機材を追加設置した上で教育車両専用への塗装、白ナンバーへ変更となり、営業車両と区別を図っていた。
近年では一般低床車両が主で、現在は松橋営業所最終配置のいすゞ・キュービック(西工96MC・KC-LV280N1，ワンステップ車)、阪東自動車から教育車として導入した日野・ブルーリボンHU、そして、かつて新製導入時は天草営業所において快速「あまくさ号」で使われたのち熊本営業所において空港専用リムジンバスに転用された日野ブルーリボンシティ（初代セレガマスク）の3台が在籍している。日野ブルーリボンシティについては、前扉で観光仕様のままの転用は初である。過去には松橋営業所・砥用駐在所に最終配属していた旧空港専用リムジンバス(日野ブルーリボンHU)の中扉増設車や上記記載のいすゞ・キュービック西工96MC車の転用導入に伴い、松橋営業所最終配属の三菱ふそう・エアロスターM(九州産交では一台のみの新規導入車(KC-MP617M)でLED改造取付車)が配置されていたが廃車となっている。
また、阪東自動車からの車両は水色と紺色の教習車専用色になったものの、残りの2台については一般路線用カラー・空港リムジン色のまま、白ナンバーに変更となった位で、方向幕車はガラスに「教習車」(阪東移籍車、旧空港リムジン車)、LED車(西工96MC車)には営業車時代からのLED方向幕をそのまま引き続き利用し「教習中」と表記、車体各面に黄色で「教習中」及び「教習車」(阪東移籍車除く)と記載している以外は営業車との区別はあまりない。
3台とも熊本営業所(西部車庫)に配置している。

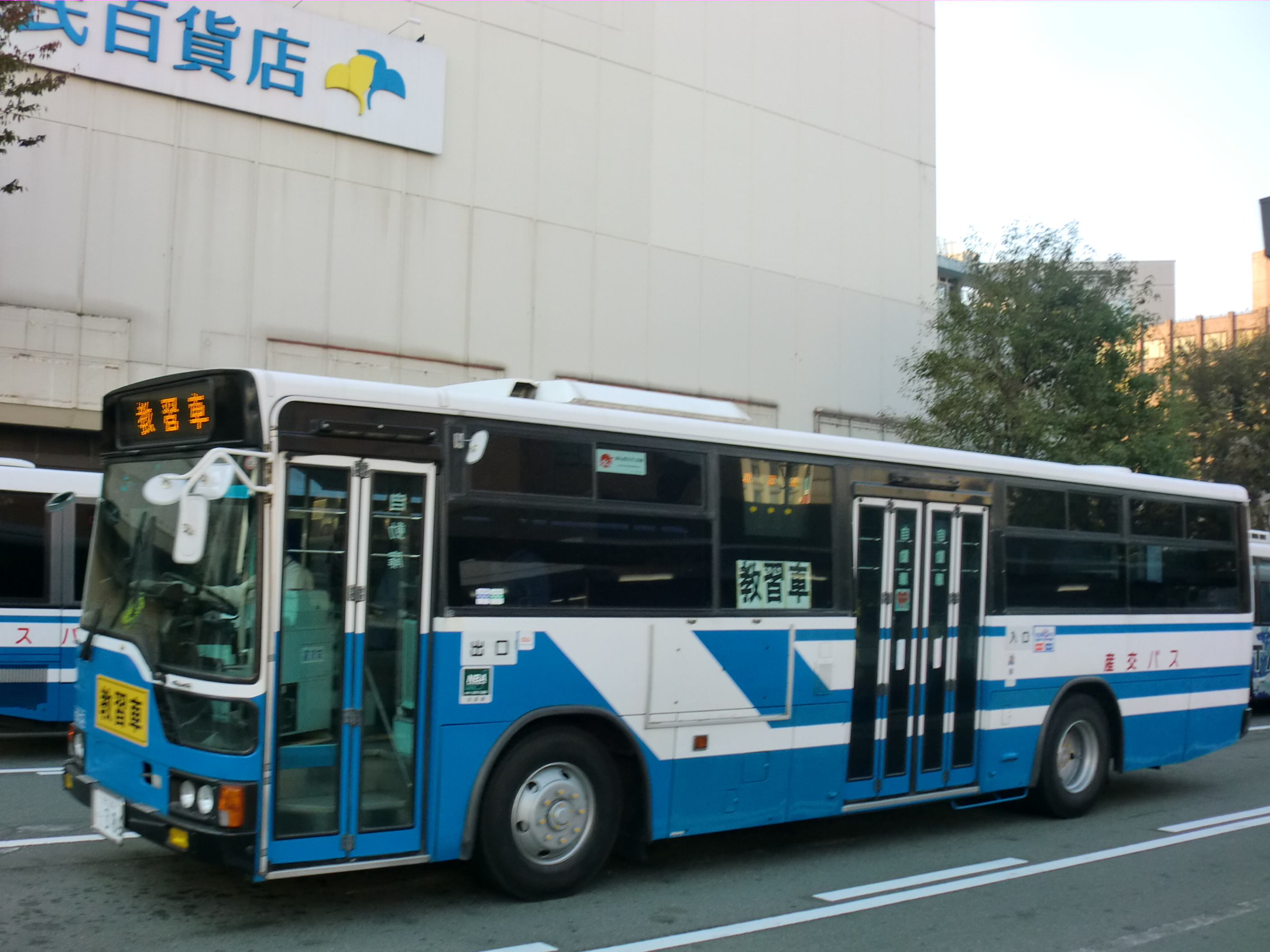
エアロスターM(KC-MP617M)の教習車
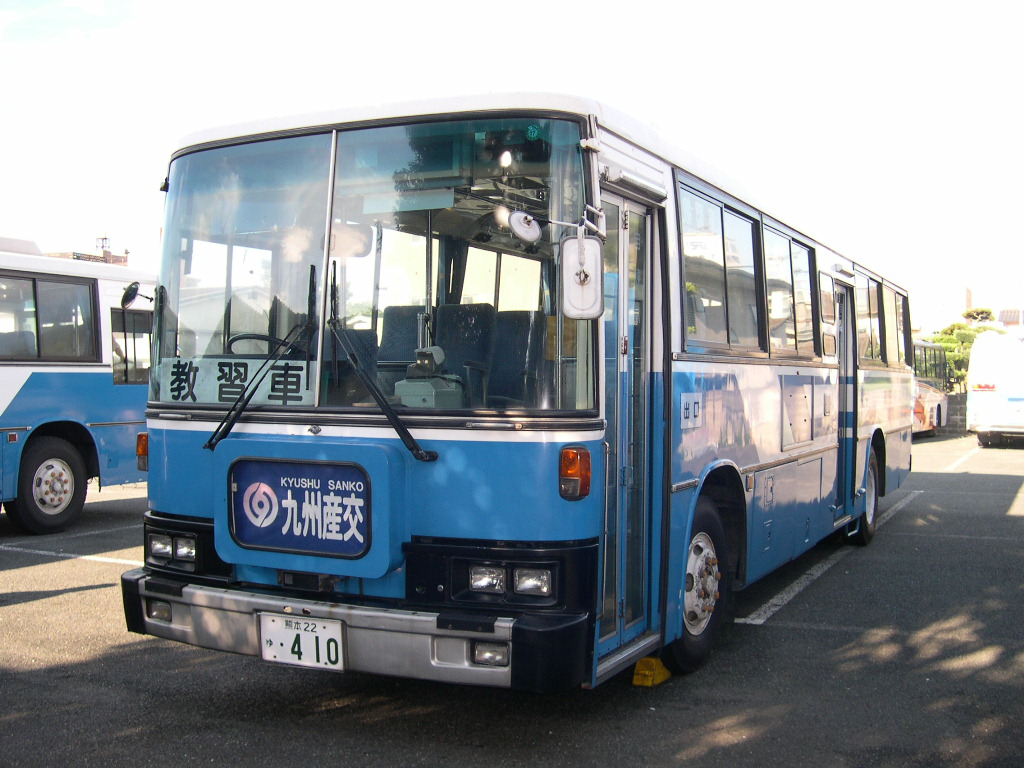
過去の車両 元空港線からの改造転用車 日野ブルーリボンHU
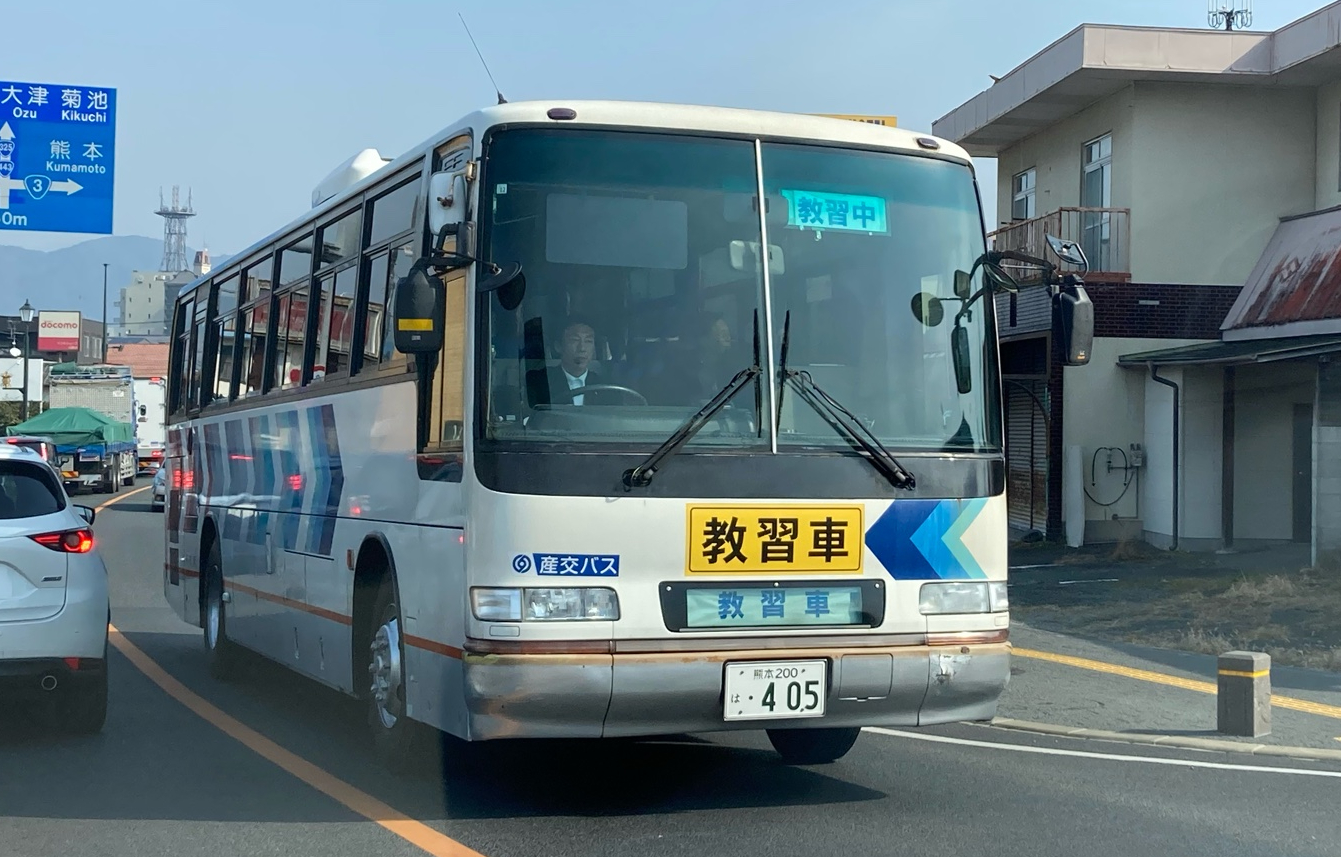
ブルーリボンシティ観光形の教習車

### 貸切車
2015年10月からは貸切バスも運営するようになった事から、4列シート（横2+2列　全席リクライニングシート）を備えた観光タイプの貸切車も多数保有する事となった。新車が導入される2018年3月以前の車両は全て九州産交観光からの移管である。基本的に国産4メーカーとも取り揃えていたが、2023年現在、大型車は日野セレガまたはいすゞガーラがメインとなっており、三菱車は小型車のみの配置となっている。過去にはUD車も存在していたが、現在は全廃となっている。
- スーパーハイデッカー車両（定員：45人乗り）
  - 50人乗り車（サロン式仕様）もある
- ハイデッカー車両（定員：55人乗り　※45席＋補助シート10席）
- 中型車両（定員：40人乗り　※33席＋補助シート7席）
- 小型マイクロ車両（定員：26人乗り）
  - 全車とも追突防止・車線逸脱防止警報装置、AED（自動対外式除細動器）を搭載。車内は大型テレビモニター・DVDプレーヤーならびにレーザーカラオケ・冷蔵ボックス・ウイルス対策除菌装置を設置。
  - お盆・ゴールデンウィーク・年末年始等における帰省ラッシュ時においては、都市間バス（フェニックス号・りんどう号・やまびこ号・あまくさ号など）の続行車として使用されることもある。また、空港リムジンなど熊本市内の路線の続行便も担当する場合がある。尚、この際に、一部の路線では車内案内としてバスガイドも添乗する場合がある。

貸切車のカラー
貸切車のカラーについては、九州産業交通直営時代より赤色と白色のツートンカラー（一般路線バスの青色のデザインを赤色にしたもの）をベースに用いられた。1970年代から80年代にかけては、下部を赤色に上部はシルバーの合板を貼り付けた「デラックスバス」や、ゴールドの合板を貼り付けた「超デラックスバス」（共に当時としては珍しかった車内テレビ・ビデオが搭載され、「ビデオカー」の表記があった）も存在した。1986年に分社化された頃には、ツートンカラーを基調としながら、ゴールドのエンブレムで社章と「九州産交」または「KYUSYU SANKO」と表記されていた（通称：サンシャインゴールドとも呼ばれた）。現在のカラーは、上部が青・下部が白を基調とし、中間には太い赤色のラインを通した「火の国」をイメージしたデザインで、側面・後面には高速車と同様の「Kyu San Ko」のロゴがレタリングされた専用カラーとなっており、1991年導入車より採用されたものである。

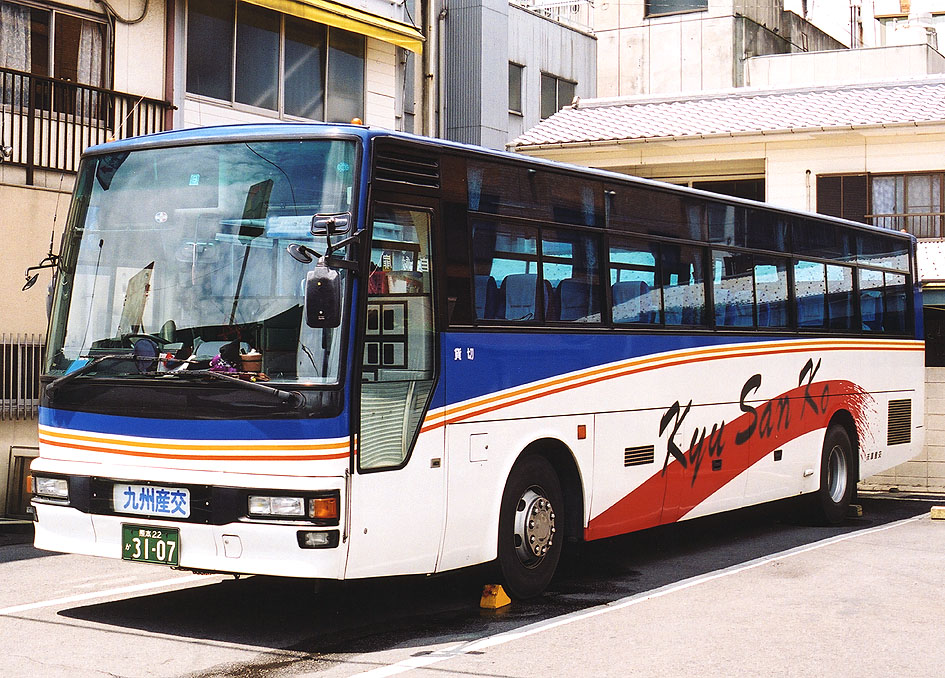
1996年導入の大型車[注 26] いすゞKC-LV781Rスーパークルーザー（IKコーチ製純正車体） ※現在は廃車
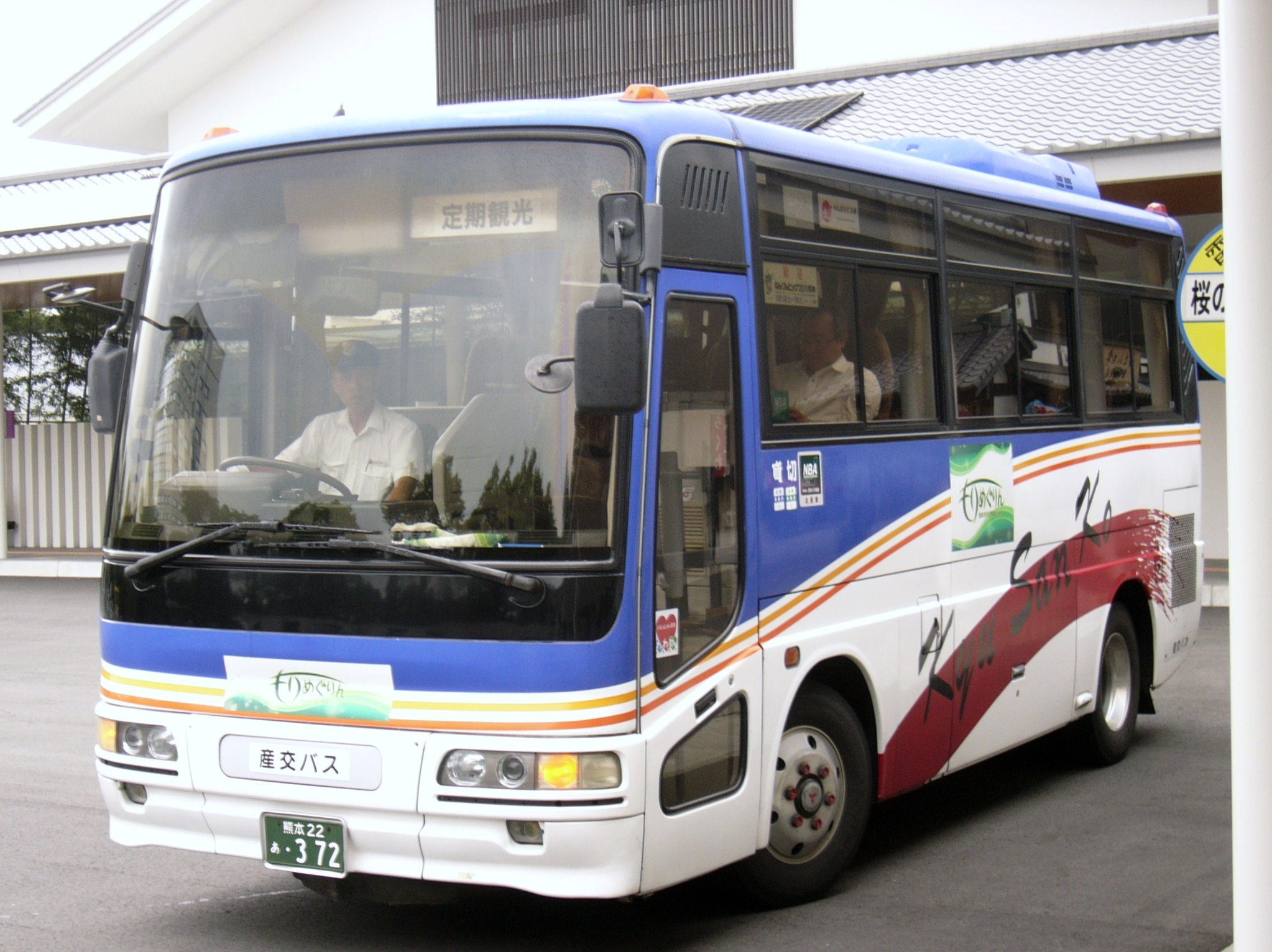
1997年導入の小型車[注 27] 三菱ふそう・エアロミディMJ
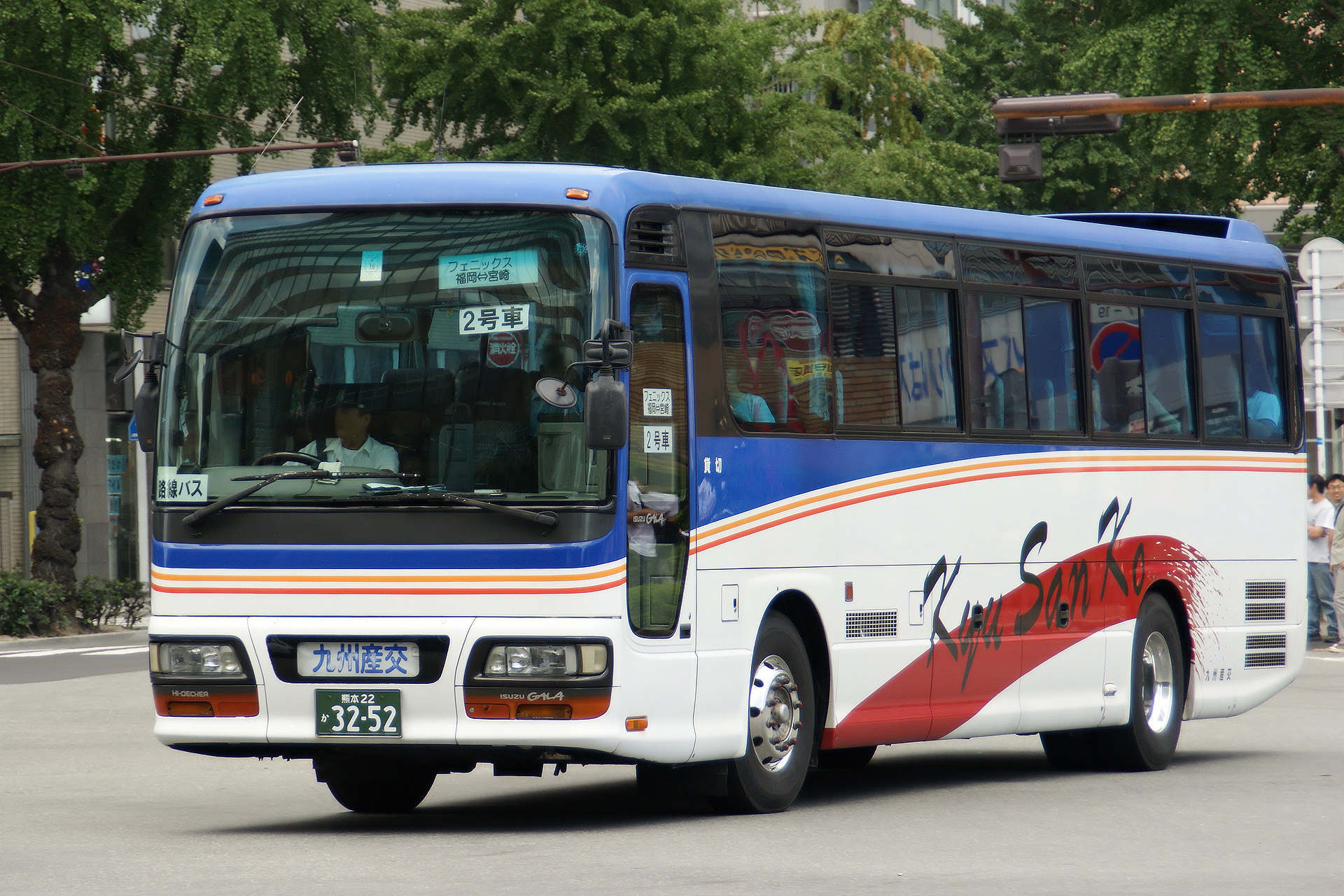
1998年導入の大型車[注 28] いすゞガーラKC-LV781R1（いすゞバス製造製純正車体）
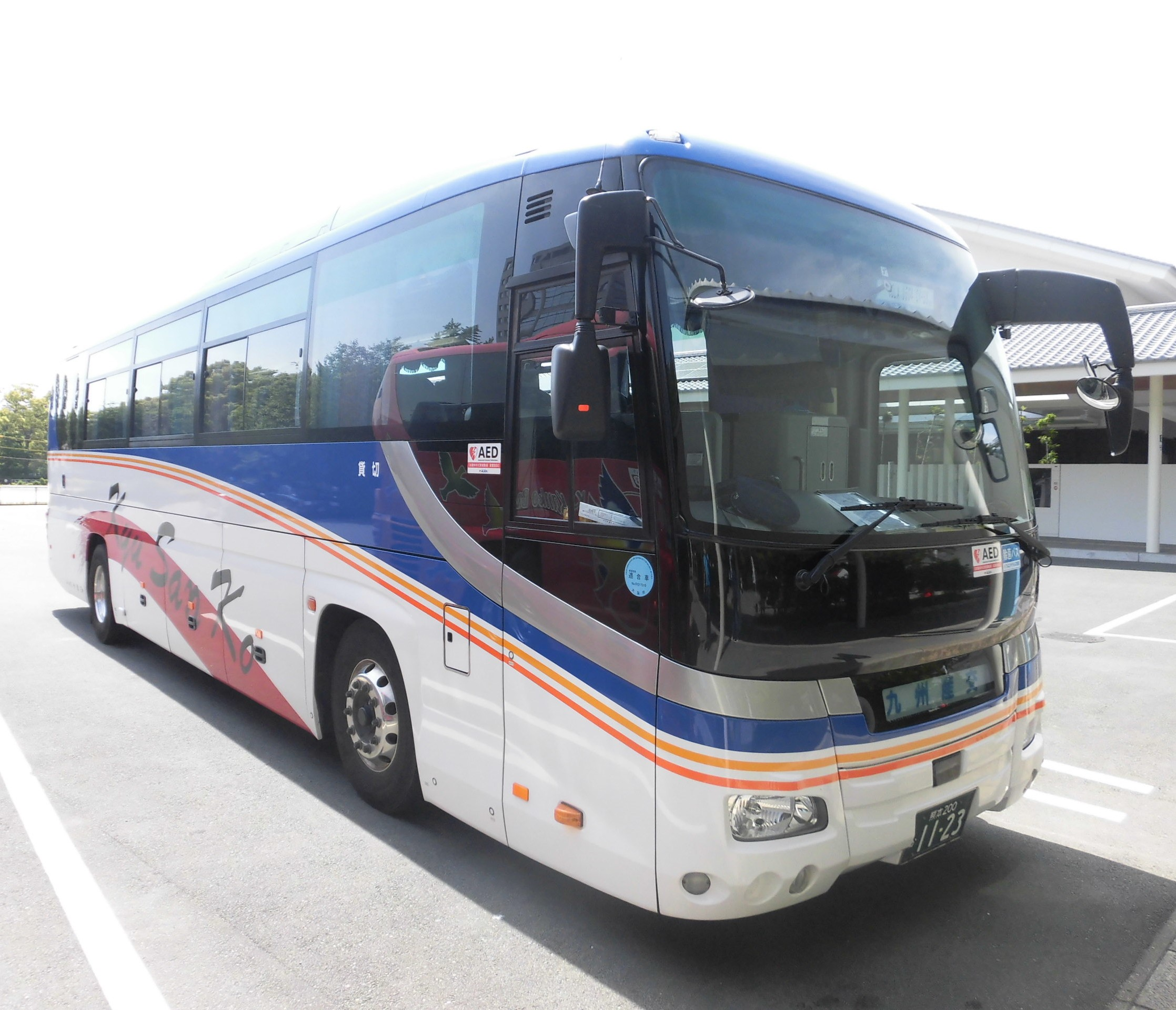
2014年導入の大型車 日野QRG-RU1ASCAセレガ（JBUS）
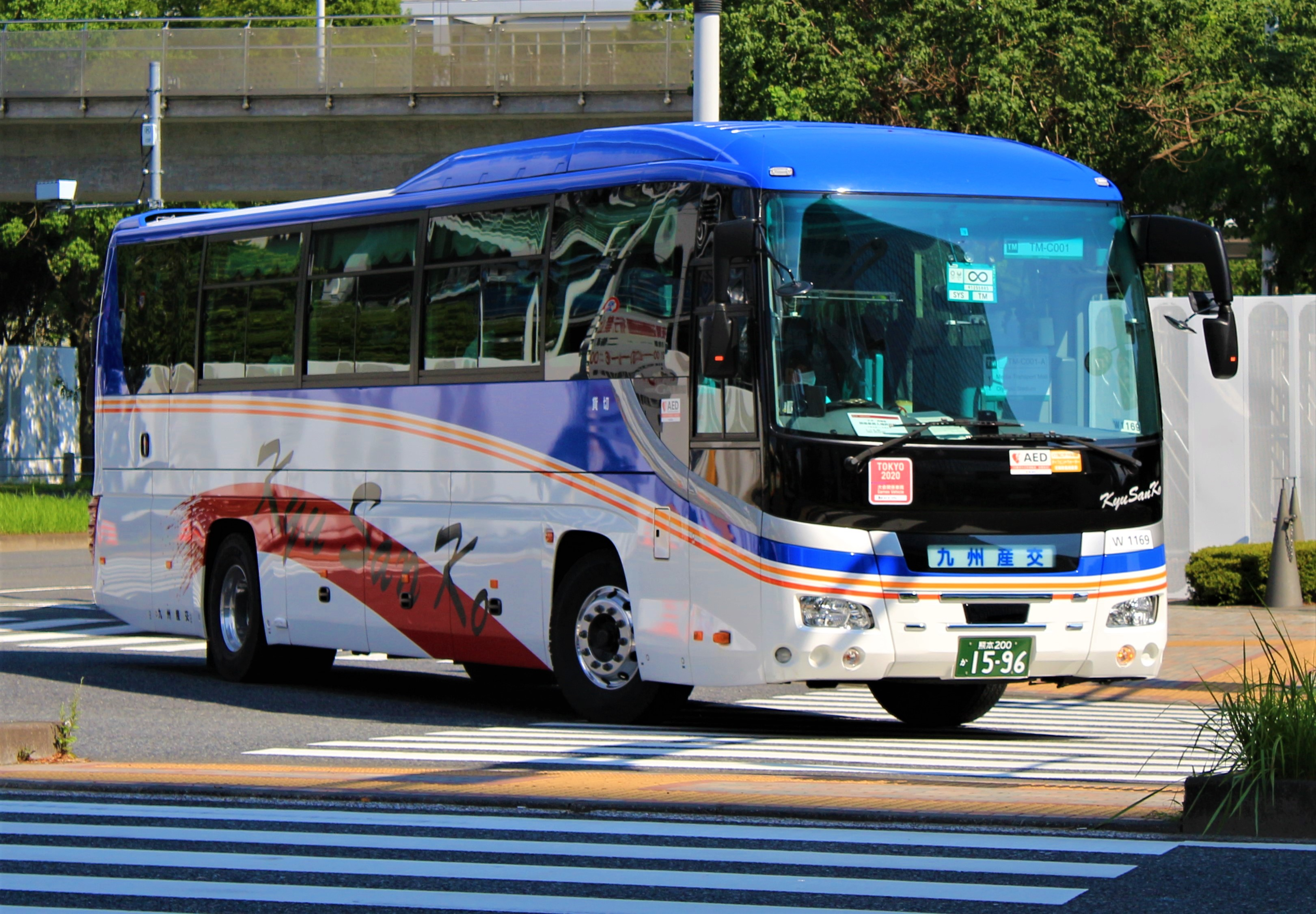
2019年導入車で、2020年東京オリンピックの選手輸送に使用され東京都内を走行する大型車 日野2TG-RU1ASDAセレガ（JBUS）

### 運行システム

#### 運賃表示器

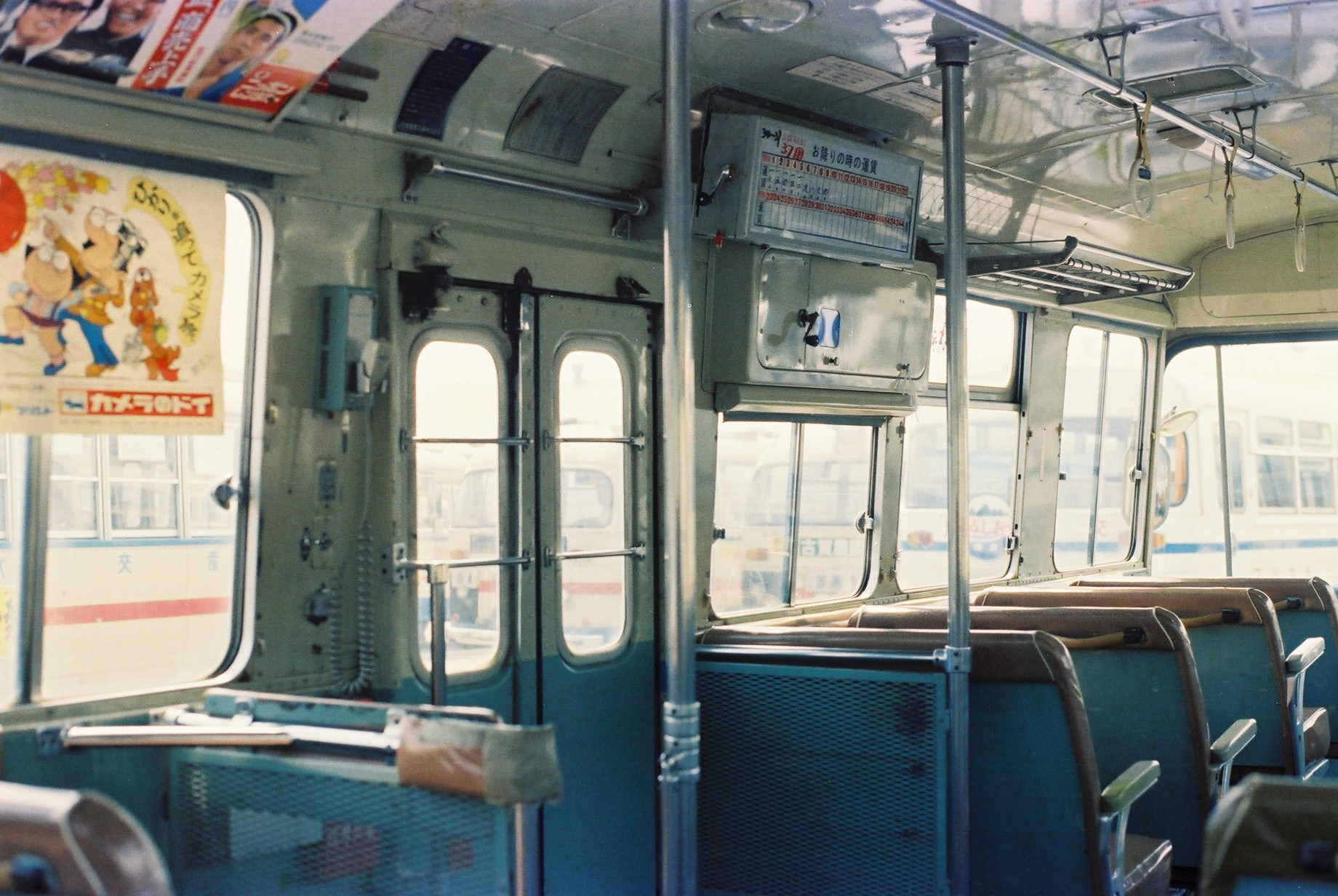
ツーマン時代の手回し式運賃表示機。車両中央に設置されていた。運賃は漢字表記。前方にヘッドマーク付きの「うしお号」が駐車中。

運賃表示器は、1980年代末期までは全て幕式のものが設置されていた。1989年頃において本体に属する車両全車（熊本都市圏を運行する路線車ならびに高速車など）にはそれまでの幕式からデジタル方式に変更され、1995年までには残る子会社の車両など全車においてデジタル方式に切り替えられた。メーカーは小田原機器製である。なお、デジタル運賃表示器の導入当初は幕式時代を踏襲し、次の運賃区界停留所名（次に運賃が切り替わる停留所名）を表示していたが、1992年からは次停留所名（車内案内と連動して次の停車停留所名に自動で切り替わる）が表示される方式に変更されている。また、2009年以降に導入（移籍車を含む）された高速車や空港リムジンバスなどにおいては同社製の液晶2画面式運賃表示器「BFD型」（元々は指月電機が開発）が導入されている。2022年より子会社の全車両（快速バスなど一部車両を除く）ならびに本体の一部営業所の一般路線車においてはレシップ社製の液晶2画面式運賃表示機「OBC-VISION“D”」に取換えが進んでいる。

#### 放送装置
2000年代初頭までは8トラック式のテープによる放送装置であった。現在は全てメモリーカードを用いた音声合成機器が設置されている。8トラックテープ時代はごく僅かな変更がある場合でもテープ1本丸ごと交換（再度収録）が必要であったが、音声合成機器導入後はその箇所のみ修正を加えるだけで良いなどのメリットがある。そのため、変更された箇所はその部分のみ従前の声のトーンより若干異なっていたり、別のオペレーターの声だったりなどの若干の変化を聞き取ることが出来る。また、音声合成機器導入後は停留所案内はもとより、停留所で待つ乗客への行先案内や、発車時・左折時など注意を促すアナウンスにも対応している。メーカーは当初すべて本体・子会社ともクラリオン社製のものが一貫して導入されていたが、2022年より子会社の全車両（快速バスなど一部車両を除く）と本体の一部における一般路線車の車両にはレシップ社製に変更されている。AIによる自動音声（コンピューターによる女性の声色）となっており、このため、これらの車両では案内時の声のトーンが従来の肉声収録のものとは全体的に大きく異なる（ただし、企業CMの部分については従来からの肉声収録のものが引き続き使われている）。

#### 運賃箱・整理券発行機・カードリーダー
運賃箱・整理券発行機・ICカードならびにクレジットカード等読取用カードリーダーは、いずれも小田原機器製である。

##### 運賃箱の種類
通常型（RX-FA-I型）
元々は子会社を含む全車に設置されていたが、熊本都市圏を運行する車両においては前述のTO熊カード導入と同時に後述の運賃自動読み取り式（RX-FA2型）に変更、さらに2015年4月1日にくまモンのIC CARDの導入にあわせて子会社の車両を含め大半の車両が通常型のRX-NZS型または運賃自動読み取り式のRX-FAN型に変更されており、現在RX-FA-I型を搭載しているのはICカード等が使えない一部車両などごく僅かとなっている。自動両替機能（千円札ならびに500円・100円・50円硬貨のみ）が付いている。筐体色は水色。
通常型（RX-NZS型）
2015年4月1日にくまモンのIC CARDの導入にあわせて、前述のRX-FA-I型に替わって、2014年12月から順次子会社を含む一部車両に設置されている。筐体色は青と青紫色。
運賃自動読み取り方式（RX-FA2型、RX-FAN型）
熊本都市圏を運行する車両においては、TO熊カード導入に合わせて従来のRX-FA-I型からRX-FA2型に変更された。九州のバス事業者では長崎バスに次ぐ2番目の導入である。整理券には、感熱紙にバーコードが印字されていて、バーコード式整理券を運賃箱に投入すると運賃が表示され、硬貨や回数券等を運賃箱に挿入すると、投入額が表示される。運賃と投入額が合わなければ警告音が鳴り、不正防止に役立っている（運賃と投入額が合えば精算完了音が鳴る）。なお熊本都市圏を運行しない一部車両にも導入されている。筐体色は白と茶色。2000年代後半頃からはRX-FAN型の導入も見られるようになり、さらには2015年4月1日にくまモンのIC CARDの導入にあわせ、これまでのRX-FA2型からRX-FAN型に順次変更している。筐体色は青と青紫色。

#### 行先表示
元々はすべてフィルム巻取り式のものが長きにわたり使用されていた。元はすべて白地に黒文字で書かれ、当初は手書き風のものが使われていたが、のちにゴシック書体に統一された。また、種別・系統記号・経由地などにより色分けされるなどさまざまなバリエーションも見られた。
その後、熊本都市圏では1994年の系統番号の全社統一化に伴い、それまでの白地に黒文字の幕から青地に白文字で表記されたものに変更され、系統番号は白抜き部分に青文字、経由地等は白抜き部分に赤文字で表示されるようになった。また、この頃に導入された車両からは後面の行先表示も大型化した（熊本市営や熊本電鉄バスも同様）。のちに熊本都市圏を運行しない子会社の車両もこれまでの白地の幕から青地の幕へ変更された。

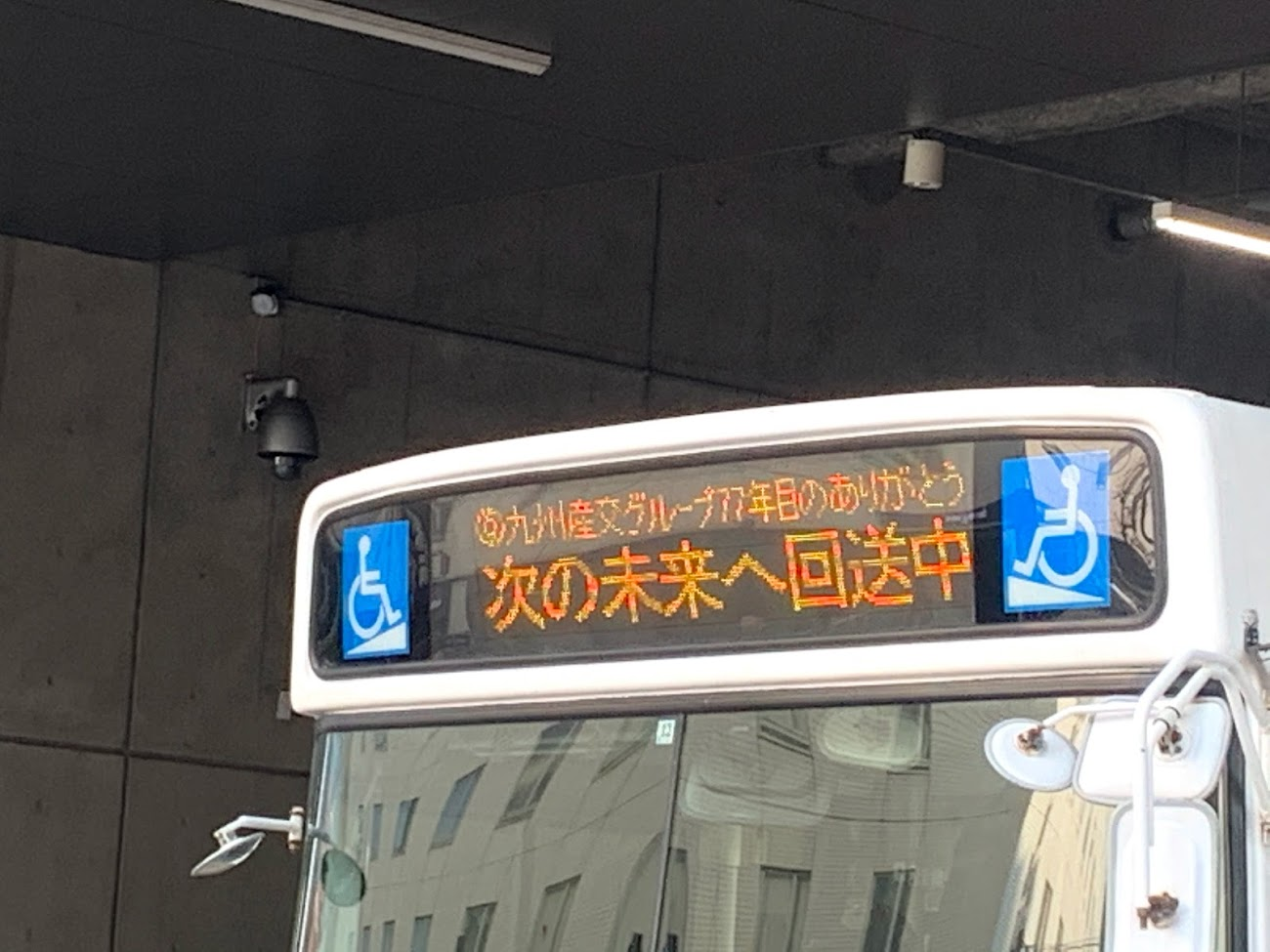
九州産交グループ77周年を記念し2019年9月より一時期表示されていた回送表記

やがて、1999年以降の新車及び近年の移籍車にはLED方向幕が採用され、それ以前の車両においても徐々にフィルム式方向幕からLED方向機への取替が進み、2025年2月時点では産交バスは全車、九州産交バスでは高速車の一部車両（2000年代初頭導入車ならびに2016年鹿児島線用に導入された車両）と空港リムジンバスの1台（長崎バスからの移籍車）を除き全てがLED表示式となっている。運行車両のほとんどがLED化された2019年9月には従来の「回送」表示に関して、当社グループ発足77周年を記念し本体・子会社全ての一般路線バス全車両には「九州産交グループ77年目のありがとう　次の未来へ回送中」と表示していたが、2020年6月5日からは新型コロナウイルス感染拡大に対応している全ての医療従事者に感謝の意を表した「医療従事者のみなさまに感謝！　回送中」という表示に変更されている。
LED化当初は電光文字もオレンジ色のものに統一されていたが、2022年より子会社の全車両（快速バスなど一部車両を除く）と本体の一部営業所所属の一般路線車においては白文字のものに取り換えが進んでいる。

## バス以外の事業
当社は2019年頃よりバス事業の他にも、フランチャイズ事業としてコンビニエンスストア大手のファミリーマートと締結し、以下の店舗を運営している。
- 上代店（西部車庫に隣接）
- 光の森店（光の森産交に隣接）
- サクラマチ店（SAKURA MACHI Kumamoto2F総合案内所前）
  - サクラマチS（サテライト）店　※無人店舗[注 31] [46][47]

また、2020年に発生した新型コロナウイルスの世界的感染拡大による影響を受け、これを機会にバス車両の徹底的除菌作業を教訓に、抗菌の知識・技術を生かして、抗ウイルス・抗菌コーティングの施工及び除菌・抗菌商品の販売取り扱いを開始した。バス以外にも、病院・介護施設や学校・飲食店・宿泊施設・その他各商業施設など幅広く技術員を配置し施工に取り組んでいる。それに関連して、通信販売事業（オンラインショップ）「BUSMO（バスモ）」を運営し、富士フイルムと提携して同社が開発した除菌薬「Hydro Ag+（ハイドロ エージープラス）」の関連商品を取り扱っている。かつてはオンラインショップとして他にも「バスもっと！」を運営しており、主に「産太くんグッズ」やバスに関連した文具や玩具、その他バスマニア向けとしたバス廃品等も多く取り扱っていたが、2024年10月1日をもって熊本県特産品購入サイト「KUMATOKU（くまトク）」へ統合され、運営を九州産交グループのKASSE JAPANに引き継がれた。
かつて、本体1社直営体制時代においてはロープウェイ事業として阿蘇山上の阿蘇山西駅－火口西駅間で阿蘇山ロープウェーを運営していたが、2006年4月1日の持株会社に移行ならびに分社化により、九州産業交通ホールディングス傘下の「九州産交ツーリズム株式会社」に移管したが、諸事情により現在は廃止されている。
ロープウェイ事業としては他にも、阿蘇山東駅－火口東駅間の仙酔峡ロープウェイ及び本渡市（現：天草市）において天草海上ロープウェイも運営していた。天草海上ロープウェイは系列の天草海洋レジャーランド（現在は系列を離れ天草アレグリアガーデンズ）内のホテル・水族館側と対岸の展望台・自然動物公園側との間を結ぶ本渡海水浴場上空を跨ぐ形で設置されていた。

### 注記
1. ↑  当初はVisaブランドのみ。同年4月25日以降、JCB・American Express・Diners Club・Discover・銀聯など5ブランドが順次追加され、さらに同年11月30日からは阿蘇くまもと空港を経由する特急バス「やまびこ号（自社便のみ）」・「たかちほ号（同）」・「九州横断バス」など取扱路線を拡充。
2. ↑  ただし、時期は不明であるが2010年代半ば頃より九州産交グループ全体においては毎年5月－10月までの期間においてクール・ビズを実施しており、この期間における乗務員のネクタイ着用は乗務員個人の意思により非着用が認められていた。なお、貸切バスの乗務員については、クール・ビズ期間を除き引き続きネクタイ着用は継続する。
3. ↑  ただし、熊本市電におけるくまモンのIC CARDの利用（いわゆる逆片利用）は可能。
4. ↑  2023年6月の組織改正により産交バスの営業所としては廃止され、八代営業所へ統合。これまで担当していた路線ならびに車両は産交バス八代営業所松橋車庫所有という位置づけとなった。ただし、車内の忘れ物等については九州産交バス松橋営業所にて対応する。
5. ↑  なお、2024年時点では、一部の営業所に関しては一般路線同士の接続が出来ない地域も多く、このため一般路線専用のフリー乗車券「わくわく1dayパス」熊本県内版自体は使用出来るが、本券を使用して一般路線バスのみでこれらのエリアを訪れる事は不可能なところも増えている。
6. ↑  2015年12月1日で九州産交バス直轄営業所としての機能は廃止され、光の森営業所へ移転した。現在は産交バスのみの営業所として残留・存続している。
7. ↑  2022年5月現在、HP上でもリンクが削除され、検索時刻表上でも該当路線は「阿蘇営業所運行」と表示されている
8. ↑  予約・発券業務は大江戸温泉物語が担当する。
9. ↑  ただし、運転業務は高速営業所の乗務員に委託。
10. ↑  1973年から1975年にかけて九州自動車道の区間開通と共に高速道路載せ替えによって福岡までの急行便は廃止されたが、その名残として久留米までの区間は1987年頃まで久留米急行として運行されていた。
11. ↑  運行開始当初においては天草地域において「福祉路線」として使用されていた定員10人乗りジャンボタクシータイプのワンボックスカー（トヨタ・ハイエースコミューター）がメインで運用に入っていた
12. ↑  ただし、トヨタ・ハイエース（豆バス）を使用する人吉地区の尾曲線・涼水戸温泉前線・小柿公民館前線・七地線および水俣市の水俣駅前～葛彩館線においては車両の都合上機器の搭載が出来ないため使用不可。また、座席予約指定制の都市間バスや定期観光バスにおいても使用出来ない。かつては人吉周遊バス「じゅぐりっと号」も専用車（ボンネットバス風マイクロバス）時代は機器の搭載が出来なかったため使用できなかったが、現在は一般路線車での運行となった事から使用可能である。
13. ↑  ただし、同社間であっても直接目的地へは行けず途中乗継が必要な区間における定期券はICカードには対応していないため、この場合は従来の紙式定期券での利用となる。また九州産交バスと熊本電鉄バスが共同運行している楠団地線で指定停留所から当該系統に乗る場合に限り、どの会社でも有効な定期券についても、紙式定期券となる
14. ↑  適用範囲内から適用範囲外へ利用する場合は、その適用範囲最終停留所において降車ボタンで知らせ本券を提示後、その停留所から整理券を取り（ICカード利用の場合はその停留所においてカードをカードリーダーにタッチし）、その停留所を初乗りとした区間運賃が必要となる。また、適用範囲外から適用範囲内の停留所まで利用する場合は、適用範囲内最初の停留所において一旦その区間までの運賃を精算後その停留所において整理券を取り、降車する停留所において本券を乗務員に提示する。
15. ↑  サンライズ号、あそ☆くま号、フェニックス号を除く。フェニックス号においては運行開始当初から2022年3月31日まで他路線と同様に4枚綴り回数券が使用出来たが、同年4月1日よりダイナミックプライシング型（価格変動制）運賃導入に伴い廃止となった。
16. ↑  ただし、各店舗に設置してある「くまモンのIC CARD」専用チャージ機での「nimoca」・「Suica」などのチャージは出来なかった。
17. ↑  2024年11月16日～2025年2月23日（「ひのくに号（産交便のみ）」と「阿蘇火口線」は同年1月31日）の期間、現金及びくまモンのIC CARDのみの支払いとなっていた。
18. ↑  当時、植木地区においては熊本市への合併前であったため、対象外であった。
19. ↑  西工製車体は末期の2009年頃迄導入されていた
20. ↑  それ以前も中古導入のノンステップ車や子会社の車両（日野・ポンチョ等）は標準塗装で導入されていた
21. ↑  最終導入のC-Ⅰ（1999年に7台、2000年に1台）においては、8台の内5台は「快速あまくさ号」に転用され天草営業所に転属、残り3台は熊本営業所に残留し、2012年頃より高速運用から外れ「やまびこ号」や「たかちほ号」の他、天草快速や空港リムジンの予備車として使われていたが、2017年頃（時期不明）までに3台共廃車となっている。また、「あまくさ号」専用車となった5台の内4台も元「B&Sみやざき号」専用車の2代目セレガが八代営業所より4台転属して来た事により予備車両となったのち2020年6月までに離脱し、2024年8月末を以って最後の1台が運用を終えたため、かつての西工C-Ⅰ高速車は全て消滅する事となった。
22. ↑  さらに夜行便においては1994年導入車から全国の事業者でも珍しい車内公衆FAXも搭載されていた時期もあり話題になった。
23. ↑  運行開始当初は共同運行相手の近畿日本鉄道（現：近鉄バス）も同一の塗装・路線表記を纏い、共同運行としての一体感を持たせていた。
24. ↑  この4台のみ高速車としてはトイレが設置されておらず、行灯は「九州産交」に固定され、行先表示はサボ式となっている。
25. ↑  以前は三菱車において大型車も他メーカーと同じ割合で買われていた。経年化により2000年代までに徐々に台数を減らし、最後まで残った2台が路線化改造ののちに快速「あまくさ号」や阿蘇登山線に転用されたが、現在はいずれも廃車となっており、三菱車による大型貸切車は全廃となった。2022年には約10年ぶりに三菱の大型車が2台名鉄バスより移籍導入されたものの、のちに貸切カラーのままLED行先方向器・各ワンマン機器が増設され路線転用されている。
26. ↑  写真の車両は当時、かつての天草産交の車両。その後八代へ転属
27. ↑  導入当初は産交観光バス→九州産交観光所属の貸切車だったが、のちに産交バス(株)へ移籍。撮影時は熊本市内定期観光バス（もりめぐりん）専用車として使用。
28. ↑  写真の車両は導入当時のもので、撮影時は「フェニックス号」続行便として使用中。その後この車は大牟田営業所へ転属し久留米230あ3252へと改番後、のちに熊本営業所へ帰属し熊本230あ3252へ再改番。
29. ↑  ただし、指月電機は、2017年に情報機器システム事業を小田原機器に譲渡している。
30. ↑  ただし、一部車両では新車でも廃車発生品のデジタル式運賃表示器が設置されているものもある。
31. ↑  桜町BTのAホーム内に2023年3月31日オープン。無人決済システムを実用化した店舗として九州ではJR九州本社S店と並び初出店となる。